# 北蒲原郡

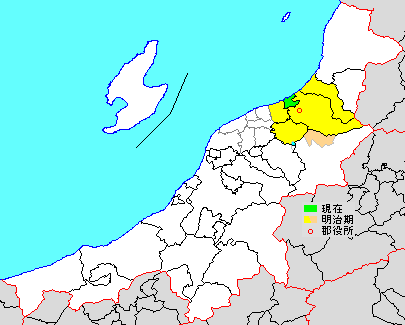
新潟県北蒲原郡の範囲（緑：聖籠町 水色：後に他郡から編入した区域 薄黄：後に他郡に編入された区域）

北蒲原郡（きたかんばらぐん）は、新潟県の郡。
人口13,987人、面積37.57km²、人口密度372人/km²。（2025年2月1日、推計人口）
以下の1町を含む。
- 聖籠町（せいろうまち）

## 郡域
1879年（明治12年）に行政区画として発足した当時の郡域は、上記1町のほか、以下の区域にあたる。
- 新発田市
- 胎内市
- 阿賀野市の大部分（小松を除く）[1]
- 新潟市の一部
  - 北区の大部分（小杉・十二前・横越を除く）[2]
  - 東区の一部（松浜町）
- 東蒲原郡阿賀町の一部（岡沢・行地・新谷・綱木・古岐・中ノ沢）[3]

## 歴史

### 郡発足までの沿革
- 「旧高旧領取調帳」に記載されている明治初年時点での、蒲原郡のうち後の本郡域の支配は以下の通り。○は寺社除地[4]が存在。（9町624村）

| 知行         | 知行                                                 | 明治3年7月       | 村数      | 村名 |
| ------------ | ---------------------------------------------------- | ---------------- | --------- | --- |
| 幕府領       | 幕府領（水原代官所）                                 | 新発田藩         | 2町 77村  | 境新村、七石村、中野村、中村（現：阿賀野市）、庄ヶ宮村、上金田村、里村、砂押新田、荒屋村、下金田村、百津村、土橋新村新田、発久新村新田、川岡新村新田、塚田新村、笹岡町、山崎町、蒔田村、川崎村、金屋村、金屋新村、押切村、次郎丸村、坂町村（現：阿賀野市）、今板村、勝屋村、出湯村、宮島村、宮島村新田、小中山村（現：阿賀野市）、小中山村新田、七浦村、七浦村新田、宮下村、宮下村新田、大室村、山岸新村、十二神村、福永新村、籠田村、沢田新村新田、高田村ノ内、沖山新村新田、関口新村新田、山倉村、飯山新村新田、高田村新田地先、西野新村新田、高関村（現：阿賀野市）、高関村新田、中曽根新村新田、村岡村、熊堂村、熊堂村新田、中村新村新田、上一分村、下一分村、堤新村新田、女堂村、折居村、西山新村新田（現：阿賀野市）、吉浦村ノ内、則持村、中目村ノ内、荒川村、石橋新村、中山村（現：新発田市上中山）、長者館新田、関井新田、稲荷岡新田、中沢新田（現：新発田市下中沢）、砂山新田、奥村新田、和泉新田、片桐新田、大中島新田、住吉新田、中島新田、南成田新田 |
| 幕府領       | 幕府領（水原代官所）                                 | 新潟県           | 39村      | 島瀬新田、大野地村、境新田、六日野村、七島村、七島村古新田、中潟新村新田、百津潟新田、中島村、外城村（現：阿賀野市）、山口村新田、横山新村新田、境目新村新田、須走村、須走村新田、赤水村、○野村新村新田、福岡村（現：阿賀野市下福岡）、泉新村新田、天神堂村、天神堂新田、千原新村新田、船居村、飯塚村（現：阿賀野市）、荻島新村新田、榎船渡村、榎船渡村新田、本明新村新田、島田新村、島田新村新田、沖村、沖村新田、折居村新田、駒林村新田、米子新田、宮吉新田、小川新田、長島新田、中野新田 |
| 幕府領       | 幕府領（水原代官所）                                 | 村上藩           | 1町 37村  | 関妻新村新田、北成田新田、宮川新田、竹島新田、苔実新田、青田新田、金子新田、藤井新田、村松浜、中村浜、笹口浜、荒井浜、中条町、小荒川村、加賀新村、柴橋村、大塚村、草野村、八田新村新田、猿田新村新田、寅田新村、新館村、○東川内村、築地村、上長橋村、下長橋村、船戸村、金沢新村新田、坂町村（現：新発田市）、小中山村（現：新発田市）、平山新村新田、貝屋村、寺尾新村新田、高田村（現：胎内市）、山王村、高畑村、富岡村、乙村 |
| 幕府領       | 幕府領（水原代官所）                                 | 黒川藩           | 23村      | 野中村、本郷村、江上村、西条村、宮瀬村、地本村、菅田村、小地谷村、大出村、八幡新村、太田野原新田、館村（現：胎内市）、夏井村、黒俣村、大長谷村、小長谷村、鍬江村、熱田坂村、宮久新田、坂井村、坂井新村新田、並槻村、鼓岡村 |
| 幕府領       | 幕府領（水原代官所）                                 | 三日市藩         | 13村      | 中村（現：新発田市）、上今泉村、松田新村、黒岩村、高野村新田、溝足村、中山村（現：新発田市下中山）、丸市新田、横山村、菅谷村、蔵光村、麓村、中妻村 |
| 幕府領       | 幕府領（水原代官所）                                 | 新発田藩・新潟県 | 1村       | 山倉村新田地先 |
| 幕府領       | 幕府領（水原代官所）                                 | （不明）         | 1村       | 山倉村新田 |
| 幕府領       | 幕府領（新発田藩預地）                               | 新潟県           | 41村      | 月崎村、前山村、関屋村、小川原村、嘉瀬島村、小島村、川前村、下興野新田、太田興野新田、太田上興野新田、太田上興野新田地先、飯島、飯島新田新田、飯島新田地先、中ノ目、三椡、天王新田地先、新川、天王、天王新田新田、中之通、向中之通、飯山、山倉、高田、榎、大月興野新田、大月興野新田地先、大月、内沼新田地先、内沼、新鼻新田、新鼻三囲、前新田、下興野上新田新料、下興野上新田古料、市島請新田、三椡新田新田、太田興野新田地先、濁川新田、濁川興野 |
| 幕府領       | 幕府領（新発田藩預地）                               | 新発田藩         | 1町 5村   | 保田町、六野瀬村、渡場村、分田村、東町村、江端村（現：阿賀野市） |
| 幕府領       | 旗本領（松平田次郎）                                 | 黒川藩           | 13村      | 十二天村、横道村、高野村、平木田村、東牧村、伊徳寺村、切田村、蔵王村、坪穴村、樫谷村、栗木野新田、須巻村、入江端村 |
| 幕府領       | 旗本領（溝口真太郎）                                 | 新潟県           | 1村       | 山口村 |
| 幕府領       | 旗本領（溝口双渓）                                   | 新発田藩         | 1村       | 西蓑口村ノ内 |
| 幕府領       | 幕府領（水原代官所）・ 旗本領（溝口双渓）            | 新潟県           | 1町       | 水原町 |
| 幕府領       | 幕府領（水原代官所）・ 旗本領（溝口真太郎）          | 新潟県           | 1村       | 下条村 |
| 藩領         | 越後新発田藩                                         | 新発田藩         | 1町 110村 | 会津新村新田、大木原新田、沖ノ館村、高田村（現：阿賀野市）、二本松新田、狭潟新田、二枚橋、佐々木村、則清村新田、曽根新田、中沢新田（現：新発田市上中沢）、日渡新田、則清村、則清新田、下興野村、太田新田、北飯島村、西飯島村、宮内村（現：新発田市西宮内）、北蓑口村、池端村、切梅村、二ツ堂村、西蓑口村、荒町村、二枚橋村、竹ヶ花村、小坂村、太斎新田、藤掛新田、小友村、戸板沢新田、大伝新田、乙次則持村、飯塚村（現：新発田市）、吉浦村、竹俣万代村、丸山新田、加治万代村、万代新田、岡屋敷村、月岡村、中目村（現：新発田市）、中ノ目新田、乗廻村、三椡村、三椡新田、新発田城下、西塚ノ目村、東塚ノ目村、板敷村、五十公野村、下新保村、古寺村、山崎村、小見村、江口村、上内竹村、下内竹村、八幡新田、赤橋新田、浦新田、法正橋村、上新保村、中山村（現：新発田市中々山）、山内村、米倉村、丑首村、大崎村、六日町新田、松岡村、八幡村、古開分、島潟村、西名柄村、長畑村、中谷内村、中谷内新田、桑口村、中田村、新井田村、小船戸村（現：新発田市）、中曽根村、船入新田、猿橋村、弓越村、富塚村、奥山新保村、東高畑新田、西高畑新田、白通新田、大夫新田、諏訪山新田、山倉新田、桃山新田、丸潟新田、大谷内新田（現：聖籠町）、道賀村、道賀新田、真野新田、真野原新田、真野原外新田、二ツ山新田、蓮潟新田、蓮潟興野、別行、横土居新田、浜浦谷内、次第浜村、藤塚浜村、金谷村 |
| 藩領         | 越後新発田藩                                         | 新潟県           | 67村      | 箸木免新村新田、清野村、大月新田、猫山村、曽郷村、金淵村、山飯野村、灰塚新田、十二新田、五郎巻新田、平林村、田山村、法柳村、法柳新田、深堀村、上黒瀬村、下黒瀬村、窪川原村、城村、姥ヶ橋村、京ヶ島新田、下ノ橋村、小里村、飯森杉村、岡新田、里飯野村、太子堂村、三ツ屋村、大久保新田、高森新田、太子堂興野、高森村、森下新田、長戸呂新田、長戸呂村、大迎村、山飯野新田、長場新田、土地亀新田下組、飯島新田、鳥穴、天王新田、大月興野、樋ノ入、下早通、内島見興野、大谷内新田（現：新潟市）、神谷内新田、笹山新田、新崎村、新崎新田、内島見西興野、大谷内請新田、仏伝新田、内島見村、内島見上興野、佐々木新田、大夫興野、浦ノ入、佐々木上新田、佐々木下新田、松ヶ崎浜村、太夫浜村、島見浜村、太郎代浜村、亀塚浜村、真野代新田 |
| 藩領         | 越後新発田藩                                         | 村上藩           | 11村      | 高橋新田、中倉新田、堀口新田、塩津新田、弥彦岡新田、城塚新田、大野新田、戸野湊新田、岡島新田、中川新田、俵橋新田 |
| 藩領         | 越後新発田藩                                         | 三日市藩         | 1村       | 繁山新田 |
| 藩領         | 陸奥会津藩                                           | 新発田藩         | 58村      | 久保村、草水村、新保村、小浮村、野田新田、布目村、烏島村、千唐仁村、飯田新田、寺社村、浦新村、山本新村、堀越村、五分市村、小境新村、福田村、新飯田村、牧島村、橋本村、越御堂村、灰塚村、田中村、野地城村、市野山村、中野目村（現：阿賀野市）、石塚村、下山屋村、上山屋村、羽黒新村、大宮新田、山寺村、山田村（現：阿賀野市）、福井新村、羽多屋新村、丸山新村新田、藤屋新田、蔵野新村新田、滝沢村、長起新村新田、沢口新村新田、小栗山新村新田、湯沢新村新田、宮内村ノ内、蓑口村、中居新村、岡沢村、中ノ沢新田、行地村、新谷村、古岐村、綱木村、赤谷村（現：新発田市）、滝谷村、福岡新田、富島新田、古田新田、真中新田、高島新田 |
| 藩領         | 陸奥会津藩                                           | 新潟県           | 11村      | 熊居新田、切梅新田、深町村、金沢村、下里村、粕島村、寺社新村、毛無新田、水ヶ曽根村、西岡村、福岡村（現：阿賀野市上福岡） |
| 藩領         | 陸奥会津藩                                           | 村上藩           | 8村       | 相馬新田、○西川内村、築地新村、鷹巣村、小船戸村（現：胎内市）、境新村新田、地蔵堂村、松木新村 |
| 藩領         | 陸奥会津藩                                           | 黒川藩           | 6村       | 館腰村、久保田村、土作村、江尻新村、山屋村、小出新村 |
| 藩領         | 陸奥会津藩                                           | 三日市藩         | 4村       | 新屋敷村、新保小路村、館野小路村、川口新田 |
| 藩領         | 越後三日市藩                                         | 三日市藩         | 2町 21村  | 早道場町、三日市町、館村新田、上小松村、下小松村、金津新村新田、館村（現：新発田市）、茗荷谷村、山田村（現：新発田市）、山崎新村、住田新村、長崎新村、下今泉村、向中条村、高田新村新田、横岡村、押廻村、西山新村新田（現：新発田市）、西浦新村新田、下中江新村新田、東姫田村、中倉村、上中江新村新田 |
| 藩領         | 越後三日市藩                                         | 新発田藩         | 14村      | 川尻村、古川村、草荷村、二本木新村新田、高山寺新村新田、釜杭新村新田、住吉新村新田、吉田村、古楯新村新田、塚田新村新田、下城新村新田、野中新村新田、稲荷新村新田、○小島新村新田 |
| 藩領         | 越後三日市藩                                         | 新潟県           | 3村       | 南楯新村新田、下楠川村、岡田村 |
| 藩領         | 越後三日市藩                                         | 村上藩           | 1村       | 滝尾村 |
| 藩領         | 越後三日市藩                                         | 黒川藩           | 1村       | 羽黒村 |
| 藩領         | 越後黒川藩                                           | 新潟県           | 15村      | 小戸村、上板山村、下板山村、上羽津村、虎丸村、田貝村、田貝村新田、上三光村、下三光村、石喜新村、西姫田村、大友村、高関村（現：新発田市）、敦賀村、上楠川村 |
| 藩領         | 越後黒川藩                                           | 三日市藩         | 11村      | 荒沢村（現：新発田市）、熊出村、上寺内村、小出村、下寺内村、下楯新村、下石川村、滝村、上石川村、中川新村新田、北中江新村 |
| 藩領         | 越後黒川藩                                           | 黒川藩           | 1町 7村   | 黒川町、赤谷村（現：胎内市）、江端村（現：胎内市）、近江新村、塩沢村、荒沢村（現：胎内市）、半山村、宮内村（現：新発田市東宮内） |
| 藩領         | 越後黒川藩                                           | 村上藩           | 4村       | 関沢村、飯角村、小国谷村、箱岩村 |
| 藩領         | 越後黒川藩                                           | 新発田藩         | 2村       | 宮古木村、下羽津村 |
| 藩領         | 越後村上藩                                           | 村上藩           | 1村       | 桃崎浜 |
| 幕府領・藩領 | 幕府領（新発田藩預地）・ 新発田藩                    | 新潟県           | 4村       | 土地亀新田上組、太田上興野、太田興野、里飯野新田 |
| 幕府領・藩領 | 幕府領（水原代官所）・ 三日市藩                      | 村上藩           | 1村       | 貝塚村 |
| 幕府領・藩領 | 幕府領（水原代官所）・ 黒川藩                        | 村上藩           | 1村       | 浦村（現：新発田市金山） |
| 幕府領・藩領 | 幕府領（水原代官所）・ 黒川藩                        | 黒川藩           | 2村       | 持倉村、○赤川村 |
| 幕府領・藩領 | 幕府領（水原代官所）・ 会津藩                        | 新潟県・新発田藩 | 1村       | 牧野新村新田 |
| 幕府領・藩領 | 幕府領（水原代官所）・ 旗本領（溝口双渓）・ 新発田藩 | 新発田藩         | 1村       | 本田村 |
| 幕府領・藩領 | 旗本領（溝口双渓）・ 新発田藩                        | 新潟県           | 2村       | 駒林村、堀田村 |
| 幕府領・藩領 | 旗本領（溝口双渓）・ 新発田藩                        | 新発田藩         | 2村       | 赤橋村、浦村（現：新発田市浦） |
| 幕府領・藩領 | 旗本領（松平田次郎）・ 黒川藩                        | 黒川藩           | 1村       | 古楯村 |

- 慶応4年 
  - 4月19日（1868年5月11日） - 幕府領・旗本領が新潟裁判所の管轄となる。
  - 5月23日（1868年7月12日）  - 幕府領・旗本領が越後府（第1次）の管轄となる。
- 明治元年 
  - 9月21日（1868年11月5日） - 越後府（第1次）が改称して新潟府となる。
  - 9月22日（1868年11月6日） - 会津戦争で会津藩が新政府軍に降伏して領地を没収され、領地が越後府の管轄となる。
- 明治2年 
  - 2月8日（1869年3月20日） - 越後府（第2次）の管轄となる。
  - 7月27日（1869年9月3日） - 水原県の管轄となる。
  - 黒川藩領のうち13ヶ村の入会地より本間新田が起立。（9町625村）
- 明治3年
  - 3月7日（1870年4月7日） - 新潟県（第2次）の管轄となる。
  - 7月 - 越後国内で大規模な領地替えが行われ、後の本郡内は新潟県・新発田藩領・村上藩領・黒川藩領・三日市藩領に再編される（管轄は上表参照）。
- 明治4年
  - 7月14日（1871年8月29日） - 廃藩置県により、藩領が新発田県、村上県、黒川県、三日市県となる。
  - 11月20日（1871年12月31日） - 第1次府県統合により、全域が新潟県（第2次）の管轄となる。
- 明治初年（13町634村）
  - 網代浜が起立。
  - 水原町が水原村東組・水原村西組・水原村中組に分村。のちに水原町東組・水原町西組・水原村町組にそれぞれ改称（時期不明）。
  - 五十公野村が下町・鍛冶分・上町・小路村・外城村に分村。
  - 里飯野新田のうち幕府領が東飯野新田、新発田藩領が西飯野新田に分村。里飯野新田地先が起立。
  - 本田村のうち新発田藩領の一部が本田村・本田分郷、残部が本田新渡・本田池之端新渡に分立。
  - 堀田村のうち旗本領が下堀田村、新発田藩領が上堀田村に分村。
  - 福永新村が福永新村新田に改称。
- 明治8年（1875年）（11町625村）
  - 下町・鍛冶分・上町・小路村・外城村が合併して五十公野村となる。
  - 上板山村・下板山村が合併して板山村となる。
  - 高関村新田・中曽根新村新田が高関村（現：新発田市）に、中目村ノ内が中目村（現：新発田市）に、石橋新村が荒川村に、大谷内請新田が大谷内新田（現：新潟市）に、館村新田が館村（現：新発田市）にそれぞれ合併。
- 明治9年（1876年）（10町619村）
  - 新発田城下のうち士族居住地が新発田本村、町人町が新発田村に分村。
  - 東高畑新田・西高畑新田・白通新田が合併して三賀新田となる。
  - 上金田村が里村に、小荒川村が中条町に、橋本村が牧島村に、西蓑口村ノ内・蓑口村が西蓑口村に、下楯新村が下寺内村にそれぞれ合併。
  - 濁川興野が名目所村に、内島見興野が木崎村に、内島見西興野が早通村に、内島見上興野が鳥屋村にそれぞれ改称。
- 明治10年（1877年）（8町602村）
  - 則持村・乙次則持村が合併して乙次村となる。
  - 下興野上新田新料・下興野上新田古料・市島請新田が合併して嘉山村となる。
  - 水原町東組・水原町西組・水原村町組が合併して水原町となる。
  - 砂押新田が金沢村に、吉浦村ノ内が吉浦村に、須走村新田が須走村に、天神堂新田が天神堂村に、天王新田新田が天王新田に、樫谷村が坪穴村に、入江端村が黒川町に、大木原新田が島瀬新田に、丸山新田が飯塚村（現：新発田市）に、灰塚村が境新村に、石塚村が深町村に、本田分郷・本田新渡・本田池之端新渡が本田村にそれぞれ合併。
  - 佐々木新田が藤寄村に、佐々木上新田が笠柳村に、佐々木下新田が横井村にそれぞれ改称。
- 明治11年（1878年） - 下興野新田が葛塚村に改称。

### 郡発足以降の沿革
- 明治12年（1879年）（8町601村）
  - 4月9日 - 郡区町村編制法の新潟県での施行により、新潟県蒲原郡のうち8町602村に行政区画としての北蒲原郡が発足。郡役所が新発田本村に設置。
  - 会津新村新田が六野瀬村・保田村・渡場村に合併。
  - 土地亀新田下組が下土地亀新田に、土地亀新田上組が上土地亀新田にそれぞれ改称。
  - 下記の同名村が改称される。

- 中山村（3村） → 上中山村（現：新発田市上中山）、下中山村（現：新発田市下中山）、中々山村（現：新発田市中々山）
- 中村（2村） → 上中村（現：阿賀野市）、下中村（現：新発田市）
- 坂町村（2村） → 上坂町村（現：阿賀野市）、下坂町村（現：新発田市）
- 小中山村（2村） → 上小中山村（現：阿賀野市）、下小中山村（現：新発田市）
- 高関村（2村） → 上高関村（現：阿賀野市）、下高関村（現：新発田市）
- 西山新村新田（2村） → 上西山新村新田（現：阿賀野市）、下西山新村新田（現：新発田市）
- 中沢新田（2村） → 下中沢新田（現：新発田市下中沢）、上中沢新田（現：新発田市上中沢）
- 福岡村（2村） → 下福岡村（現：阿賀野市下福岡）、上福岡村（現：阿賀野市上福岡）
- 飯塚村（2村） → 上飯塚村（現：阿賀野市）、下飯塚村（現：新発田市）
- 高田村（2村） → 下高田村（現：胎内市）、上高田村（現：阿賀野市）
- 館村（2村） → 下館村（現：胎内市）、上館村（現：新発田市）
- 江端村（2村） → 上江端村（現：阿賀野市）、下江端村（現：胎内市）
- 宮内村（2村） → 西宮内村（現：新発田市西宮内）、東宮内村（現：新発田市東宮内）
- 大谷内新田（2村） → 上大谷内新田（現：聖籠町）、下大谷内新田（現：新潟市）
- 山田村（2村） → 上山田村（現：阿賀野市）、下山田村（現：新発田市）
- 赤谷村（2村） → 上赤谷村（現：新発田市）、下赤谷村（現：胎内市）
- 荒沢村（2村） → 上荒沢村（現：新発田市）、下荒沢村（現：胎内市）
- 中目村（現：新発田市）が下中ノ目村に、中野目村（現：阿賀野市）が上中野目村にそれぞれ改称。
- 2ヶ所存在した浦村のうち1村（現：新発田市金山）が金山村に改称。

- 明治13年（1880年）（22町601村）
  - 水原町が15町[76]に分町。
- 明治14年（1881年）（22町590村）
  - 新崎新田の枝郷より須戸新田村が起立。
  - 太田興野新田および太田興野・太田上興野のうち幕府領が合併して太田古屋村となる。
  - 太田上興野新田および太田興野・太田上興野のうち新発田藩領が合併して太田上古屋村となる。
  - 山飯野新田が浦木村に改称。
- 明治15年（1882年）（22町589村）
  - このころまでに内沼新田地先が内沼に合併。
  - 土橋新村新田が土橋村に改称。
- 明治16年（1883年）（8町594村）
  - 大月興野新田・大月興野が合併して大月村となる。
  - 水原15町が合併して水原町となる。
  - 境目新村新田が横山新村新田に、宮内村ノ内が西宮内村に、東飯野新田・西飯野新田が里飯野村にそれぞれ合併。
  - 横山新村新田が横山新村に、内沼が内沼村に、万代新田が万代村に、樋ノ入が樋ノ入村に、里飯野新田地先が内沼新村にそれぞれ改称。
- 明治17年（1884年）（8町600村）
  - 天王新田地先・新川が合併して新川村となる。
  - 沖村新田が東沖村新田・西沖村新田に、沖山新村新田が南沖山新村新田・北沖山新村新田に、関口新村新田が上関口新村新田・下関口新村新田に、西野新村新田が上西野新村新田・下西野新村新田に、蔵野新村新田が上蔵野新村新田・下蔵野新村新田に、牧野新村新田のうち旧・幕府領が中牧野新村新田に、旧・会津藩領が上牧野新村新田・下牧野新村新田にそれぞれ分村。
- 明治18年（1885年）（9町594村）
  - 金屋新村が金屋村に、三椡が三椡村に、中之通が本田村に、地蔵堂村・松木新村が乙村にそれぞれ合併。
  - 新発田村が新発田町に、鳥穴が鳥穴村に、下早通が下早通村にそれぞれ改称。
- 明治19年（1886年）（9町581村）
  - 八田新村新田・猿田新村新田が合併して八田村となる。
  - 飯島・飯島新田新田・飯島新田地先が合併して砂山村となる。
  - 二枚橋・蓮潟興野が合併して蓮野村となる。
  - 駒林村新田が駒林村に、太田上興野新田地先・太田興野新田地先が太田古屋村に、天王が新川村に、大月興野新田地先・大月が大月村に、狭潟新田が二本松新田に、赤橋新田が浦新田に、田貝村新田が田貝村にそれぞれ合併。
  - 別行が別行村に改称。
- 明治20年（1887年）（9町574村）
  - 住田新村・長崎新村・滝尾村が合併して住田村となる。
  - 榎船渡村新田が榎船渡村に、坂井新村新田が坂井村に、松田新村が上今泉村に、中居新村が上中山村に、山崎新村が下山田村にそれぞれ合併。
  - 福永新村新田が福永新村に、浦ノ入が浦ノ入村にそれぞれ改称。
- 明治21年（1888年）（8町574村）
  - 内沼新村が内沼村に合併。
  - 新鼻新田が新鼻村に、新鼻三囲が新鼻新田にそれぞれ改称。

### 町村制以降の沿革
- 明治22年（1889年）4月1日 - 町村制の施行により、以下の町村が発足。（3町73村）

- 赤坂村 ← 久保村、六野瀬村、草水村（現：阿賀野市）、渡場村（現：阿賀野市、五泉市）
- 安田村 ← 保田町、新保村、福永新村、丸山新村新田、籠田村、羽多屋新村、沢田新村新田（現：阿賀野市）
- 小浮村 ← 小浮村、野田新田、島瀬新田、布目村、烏島村、千唐仁村（現：阿賀野市）
- 社田村 ← 分田村、東町村、上福岡村、西岡村、水ヶ曽根村、寺社村、浦新村、山本新村、熊居新田、上江端村、切梅新田、飯田新田（現：阿賀野市）
- 堀越村 ← 堀越村、小境新村、福田村、牧島村、境新村、越御堂村、野地城村、田中村、七石村、庄ヶ宮村、里村、深町村、金沢村、百津村、土橋村、市野山村、上中村、上中野目村、荒屋村、下金田村、大野地村、境新田、中潟新村新田、五分市村、新飯田村、中野村（現：阿賀野市）
- 小島村 ← 七島村、箸木免新村新田、毛無新田、川前村、清野村、寺社新村、小島村、粕島村、嘉瀬島村、前山村、関屋村、小川原村、下里村、月崎村、六日野村、七島村古新田、百津潟新田（現：阿賀野市）
- 京ヶ瀬村 ← 京ヶ島新田、下ノ橋村、飯森杉村、姥ヶ橋村、城村、田山村、窪川原村、上黒瀬村、下黒瀬村、小里村、猫山村、曽郷村、深堀村、法柳村、法柳新田、金淵村（現：阿賀野市）
- 駒林村 ← 駒林村、五郎巻新田（現：阿賀野市）
- 安野村 ← 山口村、下条村、山口村新田（現：阿賀野市）
- 水原町 ← 水原町、中島村、外城村（現：阿賀野市）
- 大室村 ← 大室村、福井新村、十二神村、山岸新村、山寺村、七浦村、上山田村、上小中山村、宮島村、宮下村、小中山村新田、七浦村新田、宮下村新田、宮島村新田（現：阿賀野市）
- 出湯村 ← 出湯村、今板村、大宮新田、勝屋村、上一分村、下一分村、堤新村新田、小栗山新村新田、折居村、上西山新村新田、沢口新村新田、湯沢新村新田、女堂村（現：阿賀野市）
- 笹岡村 ← 笹岡町、山崎町、川崎村、上山屋村、下山屋村、蒔田村、発久新村新田、赤水村、須走村、横山新村、野村新村新田、金屋村、押切村、塚田新村、川岡新村新田、上坂町村、次郎丸村、羽黒新村（現：阿賀野市）
- 天神塚村 ← 天神堂村、泉新村新田、千原新村新田、下福岡村、沖ノ館村、船居村、荻島新村新田、榎船渡村、本明新村新田、島田新村、沖村、高田村ノ内、上高田村、上飯塚村、榎（現：阿賀野市）
- 山倉村 ← 山倉村、上関口新村新田、上西野新村新田、高田、熊堂村、山倉村新田地先、上蔵野新村新田、上高関村、長起新村新田、南沖山新村新田、村岡村、山倉村新田、折居村新田、下関口新村新田、下西野新村新田、向中之通、山倉、飯山、熊堂村新田、下蔵野新村新田、上牧野新村新田、下牧野新村新田、北沖山新村新田、藤屋新田、島田新村新田、東沖村新田、中村新村新田、西沖村新田、飯山新村新田、中牧野新村新田（現：阿賀野市）、滝沢村（現：阿賀野市、新発田市）
- 越岡村 ← 平林村、十二新田、山飯野村、灰塚新田、大迎村、長戸呂新田［字大瀬柳］、長戸呂村（現：新潟市）
- 大久保村 ← 太子堂村、大久保新田（現：新潟市）
- 三森村 ← 三ツ屋村、高森村、高森新田、森下新田（現：新潟市）
- 長場村 ← 岡新田、上堀田村、下堀田村、大月新田、里飯野村、長場新田（現：新潟市）
- 亀浦村 ← 浦木村、上土地亀新田、下土地亀新田、太子堂興野、長戸呂新田［字川原毛］（現：新潟市）
- 嘉山村 ← 嘉山村、前新田、新鼻村、新鼻新田、内沼村、大月村、高田村新田地先（現：新潟市）
- 葛塚村（単独村制、現・新潟市）
- 太田古屋村 ← 太田古屋村、太田上古屋村（現：新潟市）
- 濁川村 ← 新崎村、濁川新田、名目所村、新崎新田（現：新潟市）
- 鳥屋村 ← 仏伝新田、早通村、下早通村、須戸新田村、鳥屋村（現：新潟市）
- 島崎村 ← 木崎村、内島見村、樋ノ入村、浦ノ入村（現：新潟市）
- 笹山村 ← 下大谷内新田、笹山新田、浜浦谷内、横土居新田（現：新潟市）
- 佐々木村 ← 佐々木村、則清村、則清新田、則清村新田、日渡新田、上中沢新田、曽根新田（現：新発田市）
- 鳥興野村 ← 飯島新田、太田新田、下興野村、鳥穴村、砂山村（現：新発田市）
- 蓑島村 ← 北飯島村、西飯島村、北蓑口村、西蓑口村、西宮内村（現：新発田市）
- 中浦村 ← 吉浦村、下飯塚村、乙次村、下中ノ目村、竹俣万代村、加治万代村、池端村、中ノ目新田、万代村（現：新発田市）
- 天王村 ← 天王新田、新川村、三椡村、三椡新田、乗廻村、中ノ目、三椡新田新田（現：新発田市）
- 荒橋村 ← 荒町村、二枚橋村、切梅村、竹ヶ花村、小坂村、大伝新田、戸板沢新田、赤橋村、藤掛新田、太斎新田、二ツ堂村（現：新発田市）
- 本田村 ← 本田村、岡屋敷村、月岡村（現：新発田市）
- 荒川村 ← 荒川村、上中山村（現：新発田市）
- 松浦村 ← 小友村、浦新田、松岡村、大崎村、八幡村、八幡新田、浦村、法正橋村、六日町新田、古開分（現：新発田市）
- 新発田町（単独町制、現・新発田市）
- 新発田本村（単独村制、現・新発田市）
- 五十公野村 ← 五十公野村、金谷村（現：新発田市）
- 内竹村 ← 上新保村、下新保村、古寺村、江口村、上内竹村、丑首村、小見村、山崎村、下内竹村（現：新発田市）
- 米倉村 ← 米倉村、山内村、中々山村（現：新発田市）
- 赤谷村 ← 上赤谷村、滝谷村（現：新発田市）
- 島塚村 ← 東塚ノ目村、西塚ノ目村、板敷村、島潟村、西名柄村（現：新発田市）
- 中井村 ← 新井田村、中田村、小船戸村、長畑村、中谷内村、桑口村、中谷内新田、道賀村（現：新発田市）
- 聖籠村 ← 真野新田、桃山新田、山倉新田、諏訪山新田、大夫新田、三賀新田、上大谷内新田、丸潟新田、道賀新田（現：聖籠町）
- 蓮野村 ← 蓮野村、大夫興野、二本松新田、別行村（現：聖籠町）
- 蓮潟新田（単独で自治体を形成、現・聖籠町）
- 藤井村 ← 藤寄村（現：聖籠町）、笠柳村、横井村（現：新潟市）
- 猿橋村 ← 猿橋村、船入新田、富塚村、弓越村、奥山新保村、中曽根村（現：新発田市）
- 松ヶ崎浜村（単独村制、現・新潟市）
- 南浜村 ← 島見浜村、太夫浜村、神谷内新田、太郎代浜村（現：新潟市）
- 亀代村 ← 網代浜村、亀塚浜村、次第浜村（現：聖籠町）
- 大宮村 ← 大友村、小戸村、宮古木村（現：新発田市）
- 板津村 ← 板山村、上羽津村、下羽津村（現：新発田市）
- 楠川村 ← 下楠川村、南楯新村新田、東姫田村、田貝村、本間新田、虎丸村、上楠川村、上三光村、下三光村（現：新発田市）
- 石田村 ← 下高関村、敦賀村、岡田村、西姫田村、石喜新村（現：新発田市）
- 蔵光村 ← 上石川村、中川新村新田、下石川村、滝村、北中江新村、蔵光村、上中江新村新田、下中江新村新田、中倉村、麓村、東宮内村、中妻村、黒岩村（現：新発田市）
- 菅谷村 ← 菅谷村、繁山新田、小出村、上寺内村、下寺内村、横山村、上荒沢村、熊出村、溝足村、下中山村、丸市新田（現：新発田市）
- 加治村 ← 早道場村、三日市町、上小松村、下小松村（現：新発田市）
- 上舘村 ← 新屋敷村、新保小路村、上館村、下中村、茗荷谷村、箱岩村、下山田村、住田村、横岡村、平山新村新田、西浦新村新田、下西山新村新田、金津新村新田、館野小路村、下今泉村（現：新発田市）
- 泉村 ← 上今泉村、関妻新村新田、川口新田、稲荷新村新田、吉田村、野中新村新田、下城新村新田、塚田新村新田、古楯新村新田、小島新村新田、和泉新田、奥村新田、砂山新田（現：新発田市）
- 中川村 ← 向中条村、高田新村新田、住吉新村新田、押廻村、川尻村、古川村、二本木新村新田、釜杭新村新田、高山寺新村新田、草荷村（現：新発田市）
- 紫雲寺村 ← 米子新田、宮吉新田、人橋新田、元郷新田、真野原新田、真野原外新田、二ツ山新田、真野代新田、小川新田、長島新田、中野新田、長者館新田、関井新田、稲荷岡新田、下中沢新田、福岡新田、富島新田、古田新田、真中新田（現：新発田市）
- 大島村 ← 南成田新田、住吉新田、中島新田、大中島新田、高島新田、片桐新田（現：新発田市）
- 金塚村 ← 中川新田、俵橋新田、相馬新田、藤井新田、青田新田、金子新田、岡島新田、戸野湊新田、大野新田、寺尾新村新田、境新村新田、貝塚村、金山村、金沢新村新田、下坂町村、下小中山村、貝屋村、小国谷村（現：新発田市）
- 中条町（単独町制、現・胎内市）
- 本条村 ← 西条村、久保田村、本郷村、江上村、並槻村、野中村、羽黒村、赤川村、加賀新村、館腰村（現：胎内市）
- 柴橋村 ← 柴橋村、大塚村、八田村、東川内村、草野村、西川内村、新館村、鷹巣村、船戸村、小船戸村、上長橋村、関沢村、寅田新村、飯角村、半山村、下長橋村（現：胎内市）
- 松塚村 ← 藤塚浜村（現：新発田市）、村松浜（現：胎内市）
- 築地村 ← 築地村、築地新村、下高田村、山王村、高畑村、宮瀬村、笹口浜、中村浜、高野村新田（現：胎内市）
- 堀切村 ← 北成田新田、宮川新田、竹島新田、苔実新田、中倉新田、高橋新田、堀口新田、弥彦岡新田、塩津新田、城塚新田（現：胎内市）
- 乙村 ← 乙村、菅田村、富岡村、大出村、荒井浜、桃崎浜、小出新村（現：胎内市）
- 横田村 ← 地本村、江尻新村、八幡新村、古楯村、高野村、横道村、土作村、平木田村、十二天村、山屋村、小地谷村、伊徳寺村（現：胎内市）
- 黒川村 ← 黒川町、東牧村、下赤谷村、下江端村、下館村、近江新村、切田村、蔵王村、塩沢村、太田野原新田（現：胎内市）
- 坪江村 ← 坪穴村、栗木野新田、夏井村、持倉村、黒俣村、大長谷村、須巻村、鍬江村、小長谷村、下荒沢村（現：胎内市）
- 鼓坂村 ← 鼓岡村、坂井村、熱田坂村、宮久新田（現：胎内市）

- 明治23年（1890年）
  - 3月7日 - 楠川村が改称して竹ノ俣村となる。
  - 3月14日 - 社田村が改称して分田村となる。
  - 8月22日 - 佐々木村の一部（則清村新田）が太田古屋村に編入。
- 明治24年（1891年）6月5日 - 小浮村が改称して大和村となる。
- 明治27年（1894年）5月18日 - 蓮潟新田が改称して蓮潟村となる。
- 明治30年（1897年）1月1日 - 郡制を施行。
- 明治34年（1901年）11月1日 - 以下の町村の統合が行われる。堀切村の分割編入以外はいずれも新設合併。（4町37村）

- 新発田町 ← 新発田町、新発田本村
- 中条町 ← 中条町、柴橋村、本条村
- 水原町 ← 水原町、安野村
- 葛塚町 ← 葛塚村、太田古屋村、嘉山村［嘉山・新鼻・新鼻新田・前新田］
- 五十公野村 ← 五十公野村、内竹村
- 鴻沼村 ← 島塚村、中井村
- 松浦村 ← 松浦村、荒川村
- 川東村 ← 大宮村、板津村、竹ノ俣村、石田村
- 菅谷村 ← 菅谷村、蔵光村
- 安田村 ← 安田村、赤坂村、大和村
- 佐々木村 ← 佐々木村、鳥興野村、蓑島村
- 京ヶ瀬村 ← 京ヶ瀬村、駒林村、小島村
- 笹岡村 ← 笹岡村、大室村、出湯村
- 神山村 ← 天神塚村、山倉村
- 長浦村 ← 長場村、亀浦村、嘉山村［内沼・大月］
- 岡方村 ← 大久保村、三森村、越岡村
- 中浦村 ← 中浦村、天王村、荒橋村
- 加治村 ← 加治村、上舘村、泉村、中川村
- 紫雲寺村 ← 紫雲寺村、大島村
- 乙村 ← 乙村、横田村
- 黒川村 ← 黒川村、坪江村、鼓坂村
- 堀切村の一部（北成田・宮川・竹島・苔実・中倉・高橋・堀口）が築地村、残部（弥彦岡・塩津・城塚）が金塚村に分割編入。

- 明治39年（1906年）4月1日（4町32村）
  - 聖籠村・蓮野村・蓮潟村および藤井村の一部（藤寄）が合併し、改めて聖籠村が発足。
  - 島崎村・鳥屋村・笹山村および藤井村の一部（横井・笠柳）が合併して木崎村が発足。
- 大正12年（1923年）3月31日 - 郡会が廃止。郡役所は存続。
- 大正15年（1926年）6月30日 - 郡役所が廃止。以降は地域区分名称となる。
- 昭和15年（1940年）8月1日 - 鴻沼村が新発田町に編入。（4町31村）
- 昭和18年（1943年）5月1日 - 猿橋村が新発田町に編入。（4町30村）
- 昭和22年（1947年）1月1日 - 新発田町が市制施行して新発田市となり、郡より離脱。（3町30村）
- 昭和29年（1954年）
  - 4月5日 - 松ヶ崎浜村が新潟市に編入。（3町29村）
  - 11月1日 - 南浜村・濁川村が新潟市に編入。（3町27村）
- 昭和30年（1955年）
  - 3月31日（4町15村）
    - 聖籠村・亀代村が合併し、改めて聖籠村が発足。
    - 紫雲寺村・松塚村の一部（藤塚浜）が合併して紫雲寺町が発足。
    - 松塚村の残部（村松浜）が築地村に編入。
    - 中浦村・本田村が合併して福島村が発足。
    - 五十公野村・松浦村・米倉村・赤谷村・川東村・菅谷村が新発田市に編入。
    - 葛塚町・木崎村・岡方村が合併して豊栄町が発足。

  - 4月15日 - 水原町・堀越村・分田村が合併し、改めて水原町が発足。（4町13村）
  - 7月1日 - 福島村が改称して豊浦村となる。
  - 7月20日 - 加治村・金塚村が合併して加治川村が発足。（4町12村）
  - 10月20日 - 加治川村の一部（上城塚・下城塚・塩津・弥彦岡[78]）が中条町に編入。
- 昭和31年（1956年）
  - 3月1日 - 加治川村の一部（早道場・三日市・上小松・下小松・上館・新屋敷・新保小路・金津・茗荷谷・下中・下今泉・館野小路）が新発田市に編入。
  - 9月30日（4町10村）
    - 笹岡村・神山村が合併して笹神村が発足。
    - 中条町・乙村が合併し、改めて中条町が発足。
- 昭和33年（1958年）10月10日 - 笹神村の一部（天神堂・千原）が水原町に編入。
- 昭和34年（1959年）
  - 4月10日 - 佐々木村が新発田市に編入。（4町9村）
  - 7月22日 - 長浦村が豊栄町に編入。（4町8村）
- 昭和35年（1960年）4月1日 - 安田村が町制施行して安田町となる。（5町7村）
- 昭和42年（1967年）1月1日 - 築地村が中条町に編入。（5町6村）
- 昭和45年（1970年）11月1日 - 豊栄町が市制施行して豊栄市となり、郡より離脱。（4町6村）
- 昭和48年（1973年）11月1日 - 豊浦村が町制施行して豊浦町となる。（5町5村）
- 昭和52年（1977年）8月1日 - 聖籠村が町制施行して聖籠町となる。（6町4村）
- 平成15年（2003年）7月7日 - 豊浦町が新発田市に編入。（5町4村）
- 平成16年（2004年）4月1日 - 水原町・安田町・京ヶ瀬村・笹神村が合併して阿賀野市となり、郡より離脱。（3町2村）
- 平成17年（2005年）
  - 5月1日 - 紫雲寺町・加治川村が新発田市に編入。（2町1村）
  - 9月1日 - 中条町・黒川村が合併して胎内市が発足し、郡より離脱。（1町）

### 変遷表
| 明治以前           | 明治以前           | 明治初年 - 明治11年          | 明治初年 - 明治11年          | 明治初年 - 明治11年          | 明治12年 - 明治22年          | 明治12年 - 明治22年          | 明治12年 - 明治22年          | 明治22年 4月1日 町村制施行 | 明治22年 - 明治33年              | 明治34年 - 大正15年          | 昭和元年 - 昭和20年           | 昭和21年 - 昭和30年            | 昭和21年 - 昭和30年            | 昭和21年 - 昭和30年            | 昭和31年 - 昭和40年           | 昭和31年 - 昭和40年            | 昭和41年 - 昭和64年         | 平成元年 - 現在               | 現在     |
| ------------------ | ------------------ | ---------------------------- | ---------------------------- | ---------------------------- | ---------------------------- | ---------------------------- | ---------------------------- | -------------------------- | -------------------------------- | ---------------------------- | ----------------------------- | ------------------------------ | ------------------------------ | ------------------------------ | ----------------------------- | ------------------------------ | --------------------------- | ----------------------------- | -------- |
| 真野新田           | 真野新田           | 真野新田                     | 真野新田                     | 真野新田                     | 真野新田                     | 真野新田                     | 真野新田                     | 聖籠村                     | 聖籠村                           | 明治39年4月1日 聖籠村        | 聖籠村                        | 昭和30年3月31日 聖籠村         | 昭和30年3月31日 聖籠村         | 昭和30年3月31日 聖籠村         | 聖籠村                        | 聖籠村                         | 昭和52年8月1日 町制 聖籠町  | 聖籠町                        | 聖籠町   |
| 桃山新田           | 桃山新田           | 桃山新田                     | 桃山新田                     | 桃山新田                     | 桃山新田                     | 桃山新田                     | 桃山新田                     | 聖籠村                     | 聖籠村                           | 明治39年4月1日 聖籠村        | 聖籠村                        | 昭和30年3月31日 聖籠村         | 昭和30年3月31日 聖籠村         | 昭和30年3月31日 聖籠村         | 聖籠村                        | 聖籠村                         | 昭和52年8月1日 町制 聖籠町  | 聖籠町                        | 聖籠町   |
| 山倉新田           | 山倉新田           | 山倉新田                     | 山倉新田                     | 山倉新田                     | 山倉新田                     | 山倉新田                     | 山倉新田                     | 聖籠村                     | 聖籠村                           | 明治39年4月1日 聖籠村        | 聖籠村                        | 昭和30年3月31日 聖籠村         | 昭和30年3月31日 聖籠村         | 昭和30年3月31日 聖籠村         | 聖籠村                        | 聖籠村                         | 昭和52年8月1日 町制 聖籠町  | 聖籠町                        | 聖籠町   |
| 諏訪山新田         | 諏訪山新田         | 諏訪山新田                   | 諏訪山新田                   | 諏訪山新田                   | 諏訪山新田                   | 諏訪山新田                   | 諏訪山新田                   | 聖籠村                     | 聖籠村                           | 明治39年4月1日 聖籠村        | 聖籠村                        | 昭和30年3月31日 聖籠村         | 昭和30年3月31日 聖籠村         | 昭和30年3月31日 聖籠村         | 聖籠村                        | 聖籠村                         | 昭和52年8月1日 町制 聖籠町  | 聖籠町                        | 聖籠町   |
| 大夫新田           | 大夫新田           | 大夫新田                     | 大夫新田                     | 大夫新田                     | 大夫新田                     | 大夫新田                     | 大夫新田                     | 聖籠村                     | 聖籠村                           | 明治39年4月1日 聖籠村        | 聖籠村                        | 昭和30年3月31日 聖籠村         | 昭和30年3月31日 聖籠村         | 昭和30年3月31日 聖籠村         | 聖籠村                        | 聖籠村                         | 昭和52年8月1日 町制 聖籠町  | 聖籠町                        | 聖籠町   |
| 東高畑新田         | 東高畑新田         | 東高畑新田                   | 東高畑新田                   | 明治9年 三賀新田             | 三賀新田                     | 三賀新田                     | 三賀新田                     | 聖籠村                     | 聖籠村                           | 明治39年4月1日 聖籠村        | 聖籠村                        | 昭和30年3月31日 聖籠村         | 昭和30年3月31日 聖籠村         | 昭和30年3月31日 聖籠村         | 聖籠村                        | 聖籠村                         | 昭和52年8月1日 町制 聖籠町  | 聖籠町                        | 聖籠町   |
| 西高畑新田         | 西高畑新田         | 西高畑新田                   | 西高畑新田                   | 明治9年 三賀新田             | 三賀新田                     | 三賀新田                     | 三賀新田                     | 聖籠村                     | 聖籠村                           | 明治39年4月1日 聖籠村        | 聖籠村                        | 昭和30年3月31日 聖籠村         | 昭和30年3月31日 聖籠村         | 昭和30年3月31日 聖籠村         | 聖籠村                        | 聖籠村                         | 昭和52年8月1日 町制 聖籠町  | 聖籠町                        | 聖籠町   |
| 白通新田           | 白通新田           | 白通新田                     | 白通新田                     | 明治9年 三賀新田             | 三賀新田                     | 三賀新田                     | 三賀新田                     | 聖籠村                     | 聖籠村                           | 明治39年4月1日 聖籠村        | 聖籠村                        | 昭和30年3月31日 聖籠村         | 昭和30年3月31日 聖籠村         | 昭和30年3月31日 聖籠村         | 聖籠村                        | 聖籠村                         | 昭和52年8月1日 町制 聖籠町  | 聖籠町                        | 聖籠町   |
| 大谷内新田         | 大谷内新田         | 大谷内新田                   | 大谷内新田                   | 大谷内新田                   | 明治12年 改称 上大谷内新田   | 明治12年 改称 上大谷内新田   | 明治12年 改称 上大谷内新田   | 聖籠村                     | 聖籠村                           | 明治39年4月1日 聖籠村        | 聖籠村                        | 昭和30年3月31日 聖籠村         | 昭和30年3月31日 聖籠村         | 昭和30年3月31日 聖籠村         | 聖籠村                        | 聖籠村                         | 昭和52年8月1日 町制 聖籠町  | 聖籠町                        | 聖籠町   |
| 丸潟新田           | 丸潟新田           | 丸潟新田                     | 丸潟新田                     | 丸潟新田                     | 丸潟新田                     | 丸潟新田                     | 丸潟新田                     | 聖籠村                     | 聖籠村                           | 明治39年4月1日 聖籠村        | 聖籠村                        | 昭和30年3月31日 聖籠村         | 昭和30年3月31日 聖籠村         | 昭和30年3月31日 聖籠村         | 聖籠村                        | 聖籠村                         | 昭和52年8月1日 町制 聖籠町  | 聖籠町                        | 聖籠町   |
| 道賀新田           | 道賀新田           | 道賀新田                     | 道賀新田                     | 道賀新田                     | 道賀新田                     | 道賀新田                     | 道賀新田                     | 聖籠村                     | 聖籠村                           | 明治39年4月1日 聖籠村        | 聖籠村                        | 昭和30年3月31日 聖籠村         | 昭和30年3月31日 聖籠村         | 昭和30年3月31日 聖籠村         | 聖籠村                        | 聖籠村                         | 昭和52年8月1日 町制 聖籠町  | 聖籠町                        | 聖籠町   |
| 二枚橋             | 二枚橋             | 二枚橋                       | 二枚橋                       | 二枚橋                       | 二枚橋                       | 二枚橋                       | 明治19年 蓮野村              | 蓮野村                     | 蓮野村                           | 明治39年4月1日 聖籠村        | 聖籠村                        | 昭和30年3月31日 聖籠村         | 昭和30年3月31日 聖籠村         | 昭和30年3月31日 聖籠村         | 聖籠村                        | 聖籠村                         | 昭和52年8月1日 町制 聖籠町  | 聖籠町                        | 聖籠町   |
| 蓮潟興野           | 蓮潟興野           | 蓮潟興野                     | 蓮潟興野                     | 蓮潟興野                     | 蓮潟興野                     | 蓮潟興野                     | 明治19年 蓮野村              | 蓮野村                     | 蓮野村                           | 明治39年4月1日 聖籠村        | 聖籠村                        | 昭和30年3月31日 聖籠村         | 昭和30年3月31日 聖籠村         | 昭和30年3月31日 聖籠村         | 聖籠村                        | 聖籠村                         | 昭和52年8月1日 町制 聖籠町  | 聖籠町                        | 聖籠町   |
| 大夫興野           | 大夫興野           | 大夫興野                     | 大夫興野                     | 大夫興野                     | 大夫興野                     | 大夫興野                     | 大夫興野                     | 蓮野村                     | 蓮野村                           | 明治39年4月1日 聖籠村        | 聖籠村                        | 昭和30年3月31日 聖籠村         | 昭和30年3月31日 聖籠村         | 昭和30年3月31日 聖籠村         | 聖籠村                        | 聖籠村                         | 昭和52年8月1日 町制 聖籠町  | 聖籠町                        | 聖籠町   |
| 二本松新田         | 二本松新田         | 二本松新田                   | 二本松新田                   | 二本松新田                   | 二本松新田                   | 二本松新田                   | 明治19年 二本松新田          | 蓮野村                     | 蓮野村                           | 明治39年4月1日 聖籠村        | 聖籠村                        | 昭和30年3月31日 聖籠村         | 昭和30年3月31日 聖籠村         | 昭和30年3月31日 聖籠村         | 聖籠村                        | 聖籠村                         | 昭和52年8月1日 町制 聖籠町  | 聖籠町                        | 聖籠町   |
| 狭潟新田           | 狭潟新田           | 狭潟新田                     | 狭潟新田                     | 狭潟新田                     | 狭潟新田                     | 狭潟新田                     | 明治19年 二本松新田          | 蓮野村                     | 蓮野村                           | 明治39年4月1日 聖籠村        | 聖籠村                        | 昭和30年3月31日 聖籠村         | 昭和30年3月31日 聖籠村         | 昭和30年3月31日 聖籠村         | 聖籠村                        | 聖籠村                         | 昭和52年8月1日 町制 聖籠町  | 聖籠町                        | 聖籠町   |
| 別行               | 別行               | 別行                         | 別行                         | 別行                         | 別行                         | 別行                         | 明治19年 改称 別行村         | 蓮野村                     | 蓮野村                           | 明治39年4月1日 聖籠村        | 聖籠村                        | 昭和30年3月31日 聖籠村         | 昭和30年3月31日 聖籠村         | 昭和30年3月31日 聖籠村         | 聖籠村                        | 聖籠村                         | 昭和52年8月1日 町制 聖籠町  | 聖籠町                        | 聖籠町   |
| 蓮潟新田           | 蓮潟新田           | 蓮潟新田                     | 蓮潟新田                     | 蓮潟新田                     | 蓮潟新田                     | 蓮潟新田                     | 蓮潟新田                     | 蓮潟新田                   | 明治27年5月18日 改称 蓮潟村      | 明治39年4月1日 聖籠村        | 聖籠村                        | 昭和30年3月31日 聖籠村         | 昭和30年3月31日 聖籠村         | 昭和30年3月31日 聖籠村         | 聖籠村                        | 聖籠村                         | 昭和52年8月1日 町制 聖籠町  | 聖籠町                        | 聖籠町   |
| 佐々木新田         | 佐々木新田         | 佐々木新田                   | 佐々木新田                   | 明治10年 改称 藤寄村         | 藤寄村                       | 藤寄村                       | 藤寄村                       | 藤井村                     | 藤井村                           | 明治39年4月1日 聖籠村        | 聖籠村                        | 昭和30年3月31日 聖籠村         | 昭和30年3月31日 聖籠村         | 昭和30年3月31日 聖籠村         | 聖籠村                        | 聖籠村                         | 昭和52年8月1日 町制 聖籠町  | 聖籠町                        | 聖籠町   |
|                    |                    | 明治初年 起立 網代浜村       | 明治初年 起立 網代浜村       | 明治初年 起立 網代浜村       | 網代浜村                     | 網代浜村                     | 網代浜村                     | 亀代村                     | 亀代村                           | 亀代村                       | 亀代村                        | 昭和30年3月31日 聖籠村         | 昭和30年3月31日 聖籠村         | 昭和30年3月31日 聖籠村         | 聖籠村                        | 聖籠村                         | 昭和52年8月1日 町制 聖籠町  | 聖籠町                        | 聖籠町   |
| 亀塚浜村           | 亀塚浜村           | 亀塚浜村                     | 亀塚浜村                     | 亀塚浜村                     | 亀塚浜村                     | 亀塚浜村                     | 亀塚浜村                     | 亀代村                     | 亀代村                           | 亀代村                       | 亀代村                        | 昭和30年3月31日 聖籠村         | 昭和30年3月31日 聖籠村         | 昭和30年3月31日 聖籠村         | 聖籠村                        | 聖籠村                         | 昭和52年8月1日 町制 聖籠町  | 聖籠町                        | 聖籠町   |
| 次第浜村           | 次第浜村           | 次第浜村                     | 次第浜村                     | 次第浜村                     | 次第浜村                     | 次第浜村                     | 次第浜村                     | 亀代村                     | 亀代村                           | 亀代村                       | 亀代村                        | 昭和30年3月31日 聖籠村         | 昭和30年3月31日 聖籠村         | 昭和30年3月31日 聖籠村         | 聖籠村                        | 聖籠村                         | 昭和52年8月1日 町制 聖籠町  | 聖籠町                        | 聖籠町   |
| 新崎村             | 新崎村             | 新崎村                       | 新崎村                       | 新崎村                       | 新崎村                       | 新崎村                       | 新崎村                       | 濁川村                     | 濁川村                           | 濁川村                       | 濁川村                        | 昭和29年11月1日 新潟市に編入   | 新潟市                         | 新潟市                         | 新潟市                        | 新潟市                         | 新潟市                      | 新潟市                        | 新潟市   |
| 濁川新田           | 濁川新田           | 濁川新田                     | 濁川新田                     | 濁川新田                     | 濁川新田                     | 濁川新田                     | 濁川新田                     | 濁川村                     | 濁川村                           | 濁川村                       | 濁川村                        | 昭和29年11月1日 新潟市に編入   | 新潟市                         | 新潟市                         | 新潟市                        | 新潟市                         | 新潟市                      | 新潟市                        | 新潟市   |
| 濁川興野           | 濁川興野           | 濁川興野                     | 濁川興野                     | 明治9年 改称 名目所村        | 名目所村                     | 名目所村                     | 名目所村                     | 濁川村                     | 濁川村                           | 濁川村                       | 濁川村                        | 昭和29年11月1日 新潟市に編入   | 新潟市                         | 新潟市                         | 新潟市                        | 新潟市                         | 新潟市                      | 新潟市                        | 新潟市   |
| 新崎新田           | 新崎新田           | 新崎新田                     | 新崎新田                     | 新崎新田                     | 新崎新田                     | 新崎新田                     | 新崎新田                     | 濁川村                     | 濁川村                           | 濁川村                       | 濁川村                        | 昭和29年11月1日 新潟市に編入   | 新潟市                         | 新潟市                         | 新潟市                        | 新潟市                         | 新潟市                      | 新潟市                        | 新潟市   |
| 島見浜村           | 島見浜村           | 島見浜村                     | 島見浜村                     | 島見浜村                     | 島見浜村                     | 島見浜村                     | 島見浜村                     | 南浜村                     | 南浜村                           | 南浜村                       | 南浜村                        | 昭和29年11月1日 新潟市に編入   | 新潟市                         | 新潟市                         | 新潟市                        | 新潟市                         | 新潟市                      | 新潟市                        | 新潟市   |
| 太夫浜村           | 太夫浜村           | 太夫浜村                     | 太夫浜村                     | 太夫浜村                     | 太夫浜村                     | 太夫浜村                     | 太夫浜村                     | 南浜村                     | 南浜村                           | 南浜村                       | 南浜村                        | 昭和29年11月1日 新潟市に編入   | 新潟市                         | 新潟市                         | 新潟市                        | 新潟市                         | 新潟市                      | 新潟市                        | 新潟市   |
| 神谷内新田         | 神谷内新田         | 神谷内新田                   | 神谷内新田                   | 神谷内新田                   | 神谷内新田                   | 神谷内新田                   | 神谷内新田                   | 南浜村                     | 南浜村                           | 南浜村                       | 南浜村                        | 昭和29年11月1日 新潟市に編入   | 新潟市                         | 新潟市                         | 新潟市                        | 新潟市                         | 新潟市                      | 新潟市                        | 新潟市   |
| 太郎代浜村         | 太郎代浜村         | 太郎代浜村                   | 太郎代浜村                   | 太郎代浜村                   | 太郎代浜村                   | 太郎代浜村                   | 太郎代浜村                   | 南浜村                     | 南浜村                           | 南浜村                       | 南浜村                        | 昭和29年11月1日 新潟市に編入   | 新潟市                         | 新潟市                         | 新潟市                        | 新潟市                         | 新潟市                      | 新潟市                        | 新潟市   |
| 松ヶ崎浜村         | 松ヶ崎浜村         | 松ヶ崎浜村                   | 松ヶ崎浜村                   | 松ヶ崎浜村                   | 松ヶ崎浜村                   | 松ヶ崎浜村                   | 松ヶ崎浜村                   | 松ヶ崎浜村                 | 松ヶ崎浜村                       | 松ヶ崎浜村                   | 松ヶ崎浜村                    | 昭和29年4月5日 新潟市に編入    | 新潟市                         | 新潟市                         | 新潟市                        | 新潟市                         | 新潟市                      | 新潟市                        | 新潟市   |
| 浜浦谷内           | 大部分             | 浜浦谷内                     | 浜浦谷内                     | 浜浦谷内                     | 浜浦谷内                     | 浜浦谷内                     | 浜浦谷内                     | 笹山村                     | 笹山村                           | 明治39年4月1日 木崎村        | 木崎村                        | 昭和30年3月31日 豊栄町         | 昭和30年3月31日 豊栄町         | 昭和30年3月31日 豊栄町         | 豊栄町                        | 昭和35年4月1日 新潟市に編入    | 新潟市                      | 新潟市                        | 新潟市   |
| 浜浦谷内           | 一部               | 浜浦谷内                     | 浜浦谷内                     | 浜浦谷内                     | 浜浦谷内                     | 浜浦谷内                     | 浜浦谷内                     | 笹山村                     | 笹山村                           | 明治39年4月1日 木崎村        | 木崎村                        | 昭和30年3月31日 豊栄町         | 昭和30年3月31日 豊栄町         | 昭和30年3月31日 豊栄町         | 豊栄町                        | 豊栄町                         | 昭和45年11月1日 市制 豊栄市 | 平成17年3月21日 新潟市に編入  | 新潟市   |
| 大谷内新田         | 大谷内新田         | 大谷内新田                   | 大谷内新田                   | 明治8年 大谷内新田           | 明治12年 改称 下大谷内新田   | 明治12年 改称 下大谷内新田   | 明治12年 改称 下大谷内新田   | 笹山村                     | 笹山村                           | 明治39年4月1日 木崎村        | 木崎村                        | 昭和30年3月31日 豊栄町         | 昭和30年3月31日 豊栄町         | 昭和30年3月31日 豊栄町         | 豊栄町                        | 豊栄町                         | 昭和45年11月1日 市制 豊栄市 | 平成17年3月21日 新潟市に編入  | 新潟市   |
| 大谷内請新田       | 大谷内請新田       | 大谷内請新田                 | 大谷内請新田                 | 大谷内請新田                 | 明治12年 改称 下大谷内新田   | 明治12年 改称 下大谷内新田   | 明治12年 改称 下大谷内新田   | 笹山村                     | 笹山村                           | 明治39年4月1日 木崎村        | 木崎村                        | 昭和30年3月31日 豊栄町         | 昭和30年3月31日 豊栄町         | 昭和30年3月31日 豊栄町         | 豊栄町                        | 豊栄町                         | 昭和45年11月1日 市制 豊栄市 | 平成17年3月21日 新潟市に編入  | 新潟市   |
| 笹山新田           | 笹山新田           | 笹山新田                     | 笹山新田                     | 笹山新田                     | 笹山新田                     | 笹山新田                     | 笹山新田                     | 笹山村                     | 笹山村                           | 明治39年4月1日 木崎村        | 木崎村                        | 昭和30年3月31日 豊栄町         | 昭和30年3月31日 豊栄町         | 昭和30年3月31日 豊栄町         | 豊栄町                        | 豊栄町                         | 昭和45年11月1日 市制 豊栄市 | 平成17年3月21日 新潟市に編入  | 新潟市   |
| 横土居新田         | 横土居新田         | 横土居新田                   | 横土居新田                   | 横土居新田                   | 横土居新田                   | 横土居新田                   | 横土居新田                   | 笹山村                     | 笹山村                           | 明治39年4月1日 木崎村        | 木崎村                        | 昭和30年3月31日 豊栄町         | 昭和30年3月31日 豊栄町         | 昭和30年3月31日 豊栄町         | 豊栄町                        | 豊栄町                         | 昭和45年11月1日 市制 豊栄市 | 平成17年3月21日 新潟市に編入  | 新潟市   |
| 佐々木上新田       | 佐々木上新田       | 佐々木上新田                 | 佐々木上新田                 | 明治10年 改称 笠柳村         | 笠柳村                       | 笠柳村                       | 笠柳村                       | 藤井村                     | 藤井村                           | 明治39年4月1日 木崎村        | 木崎村                        | 昭和30年3月31日 豊栄町         | 昭和30年3月31日 豊栄町         | 昭和30年3月31日 豊栄町         | 豊栄町                        | 豊栄町                         | 昭和45年11月1日 市制 豊栄市 | 平成17年3月21日 新潟市に編入  | 新潟市   |
| 佐々木下新田       | 佐々木下新田       | 佐々木下新田                 | 佐々木下新田                 | 明治10年 改称 横井村         | 横井村                       | 横井村                       | 横井村                       | 藤井村                     | 藤井村                           | 明治39年4月1日 木崎村        | 木崎村                        | 昭和30年3月31日 豊栄町         | 昭和30年3月31日 豊栄町         | 昭和30年3月31日 豊栄町         | 豊栄町                        | 豊栄町                         | 昭和45年11月1日 市制 豊栄市 | 平成17年3月21日 新潟市に編入  | 新潟市   |
| 内島見興野         | 内島見興野         | 内島見興野                   | 内島見興野                   | 明治9年 改称 木崎村          | 木崎村                       | 木崎村                       | 木崎村                       | 島崎村                     | 島崎村                           | 明治39年4月1日 木崎村        | 木崎村                        | 昭和30年3月31日 豊栄町         | 昭和30年3月31日 豊栄町         | 昭和30年3月31日 豊栄町         | 豊栄町                        | 豊栄町                         | 昭和45年11月1日 市制 豊栄市 | 平成17年3月21日 新潟市に編入  | 新潟市   |
| 内島見村           | 内島見村           | 内島見村                     | 内島見村                     | 内島見村                     | 内島見村                     | 内島見村                     | 内島見村                     | 島崎村                     | 島崎村                           | 明治39年4月1日 木崎村        | 木崎村                        | 昭和30年3月31日 豊栄町         | 昭和30年3月31日 豊栄町         | 昭和30年3月31日 豊栄町         | 豊栄町                        | 豊栄町                         | 昭和45年11月1日 市制 豊栄市 | 平成17年3月21日 新潟市に編入  | 新潟市   |
| 樋ノ入             | 樋ノ入             | 樋ノ入                       | 樋ノ入                       | 樋ノ入                       | 樋ノ入                       | 明治16年 改称 樋ノ入村       | 明治16年 改称 樋ノ入村       | 島崎村                     | 島崎村                           | 明治39年4月1日 木崎村        | 木崎村                        | 昭和30年3月31日 豊栄町         | 昭和30年3月31日 豊栄町         | 昭和30年3月31日 豊栄町         | 豊栄町                        | 豊栄町                         | 昭和45年11月1日 市制 豊栄市 | 平成17年3月21日 新潟市に編入  | 新潟市   |
| 浦ノ入             | 浦ノ入             | 浦ノ入                       | 浦ノ入                       | 浦ノ入                       | 浦ノ入                       | 浦ノ入                       | 明治20年 改称 浦ノ入村       | 島崎村                     | 島崎村                           | 明治39年4月1日 木崎村        | 木崎村                        | 昭和30年3月31日 豊栄町         | 昭和30年3月31日 豊栄町         | 昭和30年3月31日 豊栄町         | 豊栄町                        | 豊栄町                         | 昭和45年11月1日 市制 豊栄市 | 平成17年3月21日 新潟市に編入  | 新潟市   |
| 仏伝新田           | 仏伝新田           | 仏伝新田                     | 仏伝新田                     | 仏伝新田                     | 仏伝新田                     | 仏伝新田                     | 仏伝新田                     | 鳥屋村                     | 鳥屋村                           | 明治39年4月1日 木崎村        | 木崎村                        | 昭和30年3月31日 豊栄町         | 昭和30年3月31日 豊栄町         | 昭和30年3月31日 豊栄町         | 豊栄町                        | 豊栄町                         | 昭和45年11月1日 市制 豊栄市 | 平成17年3月21日 新潟市に編入  | 新潟市   |
| 内島見西興野       | 内島見西興野       | 内島見西興野                 | 内島見西興野                 | 明治9年 改称 早通村          | 早通村                       | 早通村                       | 早通村                       | 鳥屋村                     | 鳥屋村                           | 明治39年4月1日 木崎村        | 木崎村                        | 昭和30年3月31日 豊栄町         | 昭和30年3月31日 豊栄町         | 昭和30年3月31日 豊栄町         | 豊栄町                        | 豊栄町                         | 昭和45年11月1日 市制 豊栄市 | 平成17年3月21日 新潟市に編入  | 新潟市   |
| 下早通             | 下早通             | 下早通                       | 下早通                       | 下早通                       | 下早通                       | 明治18年 改称 下早通村       | 明治18年 改称 下早通村       | 鳥屋村                     | 鳥屋村                           | 明治39年4月1日 木崎村        | 木崎村                        | 昭和30年3月31日 豊栄町         | 昭和30年3月31日 豊栄町         | 昭和30年3月31日 豊栄町         | 豊栄町                        | 豊栄町                         | 昭和45年11月1日 市制 豊栄市 | 平成17年3月21日 新潟市に編入  | 新潟市   |
| 新崎新田（枝郷）   | 新崎新田（枝郷）   | 新崎新田（枝郷）             | 新崎新田（枝郷）             | 新崎新田（枝郷）             | 明治12年 起立 須戸新田村     | 明治12年 起立 須戸新田村     | 明治12年 起立 須戸新田村     | 鳥屋村                     | 鳥屋村                           | 明治39年4月1日 木崎村        | 木崎村                        | 昭和30年3月31日 豊栄町         | 昭和30年3月31日 豊栄町         | 昭和30年3月31日 豊栄町         | 豊栄町                        | 豊栄町                         | 昭和45年11月1日 市制 豊栄市 | 平成17年3月21日 新潟市に編入  | 新潟市   |
| 内島見上興野       | 内島見上興野       | 内島見上興野                 | 内島見上興野                 | 明治9年 改称 鳥屋村          | 鳥屋村                       | 鳥屋村                       | 鳥屋村                       | 鳥屋村                     | 鳥屋村                           | 明治39年4月1日 木崎村        | 木崎村                        | 昭和30年3月31日 豊栄町         | 昭和30年3月31日 豊栄町         | 昭和30年3月31日 豊栄町         | 豊栄町                        | 豊栄町                         | 昭和45年11月1日 市制 豊栄市 | 平成17年3月21日 新潟市に編入  | 新潟市   |
| 下興野新田         | 下興野新田         | 下興野新田                   | 下興野新田                   | 明治11年 改称 葛塚村         | 葛塚村                       | 葛塚村                       | 葛塚村                       | 葛塚村                     | 葛塚村                           | 明治34年11月1日 葛塚町       | 葛塚町                        | 昭和30年3月31日 豊栄町         | 昭和30年3月31日 豊栄町         | 昭和30年3月31日 豊栄町         | 豊栄町                        | 豊栄町                         | 昭和45年11月1日 市制 豊栄市 | 平成17年3月21日 新潟市に編入  | 新潟市   |
| 太田興野新田地先   | 太田興野新田地先   | 太田興野新田地先             | 太田興野新田地先             | 太田興野新田地先             | 太田興野新田地先             | 太田興野新田地先             | 明治19年 太田古屋村          | 太田古屋村                 | 太田古屋村                       | 明治34年11月1日 葛塚町       | 葛塚町                        | 昭和30年3月31日 豊栄町         | 昭和30年3月31日 豊栄町         | 昭和30年3月31日 豊栄町         | 豊栄町                        | 豊栄町                         | 昭和45年11月1日 市制 豊栄市 | 平成17年3月21日 新潟市に編入  | 新潟市   |
| 太田上興野新田地先 | 太田上興野新田地先 | 太田上興野新田地先           | 太田上興野新田地先           | 太田上興野新田地先           | 太田上興野新田地先           | 太田上興野新田地先           | 明治19年 太田古屋村          | 太田古屋村                 | 太田古屋村                       | 明治34年11月1日 葛塚町       | 葛塚町                        | 昭和30年3月31日 豊栄町         | 昭和30年3月31日 豊栄町         | 昭和30年3月31日 豊栄町         | 豊栄町                        | 豊栄町                         | 昭和45年11月1日 市制 豊栄市 | 平成17年3月21日 新潟市に編入  | 新潟市   |
| 太田興野           | 新発田藩領         | 太田興野                     | 太田興野                     | 太田興野                     | 明治14年 太田上古屋村        | 明治14年 太田上古屋村        | 明治19年 太田古屋村          | 太田古屋村                 | 太田古屋村                       | 明治34年11月1日 葛塚町       | 葛塚町                        | 昭和30年3月31日 豊栄町         | 昭和30年3月31日 豊栄町         | 昭和30年3月31日 豊栄町         | 豊栄町                        | 豊栄町                         | 昭和45年11月1日 市制 豊栄市 | 平成17年3月21日 新潟市に編入  | 新潟市   |
| 太田興野           | 幕府領             | 太田興野                     | 太田興野                     | 太田興野                     | 明治14年 太田古屋村          | 明治14年 太田古屋村          | 明治19年 太田古屋村          | 太田古屋村                 | 太田古屋村                       | 明治34年11月1日 葛塚町       | 葛塚町                        | 昭和30年3月31日 豊栄町         | 昭和30年3月31日 豊栄町         | 昭和30年3月31日 豊栄町         | 豊栄町                        | 豊栄町                         | 昭和45年11月1日 市制 豊栄市 | 平成17年3月21日 新潟市に編入  | 新潟市   |
| 太田興野新田       | 太田興野新田       | 太田興野新田                 | 太田興野新田                 | 太田興野新田                 | 明治14年 太田古屋村          | 明治14年 太田古屋村          | 明治19年 太田古屋村          | 太田古屋村                 | 太田古屋村                       | 明治34年11月1日 葛塚町       | 葛塚町                        | 昭和30年3月31日 豊栄町         | 昭和30年3月31日 豊栄町         | 昭和30年3月31日 豊栄町         | 豊栄町                        | 豊栄町                         | 昭和45年11月1日 市制 豊栄市 | 平成17年3月21日 新潟市に編入  | 新潟市   |
| 太田上興野         | 幕府領             | 太田上興野                   | 太田上興野                   | 太田上興野                   | 明治14年 太田古屋村          | 明治14年 太田古屋村          | 明治19年 太田古屋村          | 太田古屋村                 | 太田古屋村                       | 明治34年11月1日 葛塚町       | 葛塚町                        | 昭和30年3月31日 豊栄町         | 昭和30年3月31日 豊栄町         | 昭和30年3月31日 豊栄町         | 豊栄町                        | 豊栄町                         | 昭和45年11月1日 市制 豊栄市 | 平成17年3月21日 新潟市に編入  | 新潟市   |
| 太田上興野         | 新発田藩領         | 太田上興野                   | 太田上興野                   | 太田上興野                   | 明治14年 太田上古屋村        | 明治14年 太田上古屋村        | 明治14年 太田上古屋村        | 太田古屋村                 | 太田古屋村                       | 明治34年11月1日 葛塚町       | 葛塚町                        | 昭和30年3月31日 豊栄町         | 昭和30年3月31日 豊栄町         | 昭和30年3月31日 豊栄町         | 豊栄町                        | 豊栄町                         | 昭和45年11月1日 市制 豊栄市 | 平成17年3月21日 新潟市に編入  | 新潟市   |
| 太田上興野新田     | 太田上興野新田     | 太田上興野新田               | 太田上興野新田               | 太田上興野新田               | 明治14年 太田上古屋村        | 明治14年 太田上古屋村        | 明治14年 太田上古屋村        | 太田古屋村                 | 太田古屋村                       | 明治34年11月1日 葛塚町       | 葛塚町                        | 昭和30年3月31日 豊栄町         | 昭和30年3月31日 豊栄町         | 昭和30年3月31日 豊栄町         | 豊栄町                        | 豊栄町                         | 昭和45年11月1日 市制 豊栄市 | 平成17年3月21日 新潟市に編入  | 新潟市   |
| 則清村新田         | 則清村新田         | 則清村新田                   | 則清村新田                   | 則清村新田                   | 則清村新田                   | 則清村新田                   | 則清村新田                   | 佐々木村                   | 明治23年8月22日 太田古屋村に編入 | 明治34年11月1日 葛塚町       | 葛塚町                        | 昭和30年3月31日 豊栄町         | 昭和30年3月31日 豊栄町         | 昭和30年3月31日 豊栄町         | 豊栄町                        | 豊栄町                         | 昭和45年11月1日 市制 豊栄市 | 平成17年3月21日 新潟市に編入  | 新潟市   |
| 内沼               | 内沼               | 内沼                         | 内沼                         | 内沼                         | 明治15年 内沼                | 明治16年 改称 内沼村         | 明治21年 内沼村              | 嘉山村                     | 嘉山村                           | 明治34年11月1日 葛塚町       | 葛塚町                        | 昭和30年3月31日 豊栄町         | 昭和30年3月31日 豊栄町         | 昭和30年3月31日 豊栄町         | 豊栄町                        | 豊栄町                         | 昭和45年11月1日 市制 豊栄市 | 平成17年3月21日 新潟市に編入  | 新潟市   |
| 内沼新田地先       | 内沼新田地先       | 内沼新田地先                 | 内沼新田地先                 | 内沼新田地先                 | 明治15年 内沼                | 明治16年 改称 内沼村         | 明治21年 内沼村              | 嘉山村                     | 嘉山村                           | 明治34年11月1日 葛塚町       | 葛塚町                        | 昭和30年3月31日 豊栄町         | 昭和30年3月31日 豊栄町         | 昭和30年3月31日 豊栄町         | 豊栄町                        | 豊栄町                         | 昭和45年11月1日 市制 豊栄市 | 平成17年3月21日 新潟市に編入  | 新潟市   |
|                    |                    | 明治初年 起立 里飯野新田地先 | 明治初年 起立 里飯野新田地先 | 明治初年 起立 里飯野新田地先 | 里飯野新田地先               | 明治16年 改称 内沼新村       | 明治21年 内沼村              | 嘉山村                     | 嘉山村                           | 明治34年11月1日 葛塚町       | 葛塚町                        | 昭和30年3月31日 豊栄町         | 昭和30年3月31日 豊栄町         | 昭和30年3月31日 豊栄町         | 豊栄町                        | 豊栄町                         | 昭和45年11月1日 市制 豊栄市 | 平成17年3月21日 新潟市に編入  | 新潟市   |
| 大月興野新田       | 大月興野新田       | 大月興野新田                 | 大月興野新田                 | 大月興野新田                 | 大月興野新田                 | 明治16年 大月村              | 明治19年 大月村              | 嘉山村                     | 嘉山村                           | 明治34年11月1日 葛塚町       | 葛塚町                        | 昭和30年3月31日 豊栄町         | 昭和30年3月31日 豊栄町         | 昭和30年3月31日 豊栄町         | 豊栄町                        | 豊栄町                         | 昭和45年11月1日 市制 豊栄市 | 平成17年3月21日 新潟市に編入  | 新潟市   |
| 大月興野           | 大月興野           | 大月興野                     | 大月興野                     | 大月興野                     | 大月興野                     | 明治16年 大月村              | 明治19年 大月村              | 嘉山村                     | 嘉山村                           | 明治34年11月1日 葛塚町       | 葛塚町                        | 昭和30年3月31日 豊栄町         | 昭和30年3月31日 豊栄町         | 昭和30年3月31日 豊栄町         | 豊栄町                        | 豊栄町                         | 昭和45年11月1日 市制 豊栄市 | 平成17年3月21日 新潟市に編入  | 新潟市   |
| 大月興野新田地先   | 大月興野新田地先   | 大月興野新田地先             | 大月興野新田地先             | 大月興野新田地先             | 大月興野新田地先             | 大月興野新田地先             | 明治19年 大月村              | 嘉山村                     | 嘉山村                           | 明治34年11月1日 葛塚町       | 葛塚町                        | 昭和30年3月31日 豊栄町         | 昭和30年3月31日 豊栄町         | 昭和30年3月31日 豊栄町         | 豊栄町                        | 豊栄町                         | 昭和45年11月1日 市制 豊栄市 | 平成17年3月21日 新潟市に編入  | 新潟市   |
| 大月               | 大月               | 大月                         | 大月                         | 大月                         | 大月                         | 大月                         | 明治19年 大月村              | 嘉山村                     | 嘉山村                           | 明治34年11月1日 葛塚町       | 葛塚町                        | 昭和30年3月31日 豊栄町         | 昭和30年3月31日 豊栄町         | 昭和30年3月31日 豊栄町         | 豊栄町                        | 豊栄町                         | 昭和45年11月1日 市制 豊栄市 | 平成17年3月21日 新潟市に編入  | 新潟市   |
| 高田村新田地先     | 高田村新田地先     | 高田村新田地先               | 高田村新田地先               | 高田村新田地先               | 高田村新田地先               | 高田村新田地先               | 高田村新田地先               | 嘉山村                     | 嘉山村                           | 明治34年11月1日 葛塚町       | 葛塚町                        | 昭和30年3月31日 豊栄町         | 昭和30年3月31日 豊栄町         | 昭和30年3月31日 豊栄町         | 豊栄町                        | 豊栄町                         | 昭和45年11月1日 市制 豊栄市 | 平成17年3月21日 新潟市に編入  | 新潟市   |
| 下興野上新田新料   | 下興野上新田新料   | 下興野上新田新料             | 下興野上新田新料             | 明治10年 嘉山村              | 嘉山村                       | 嘉山村                       | 嘉山村                       | 嘉山村                     | 嘉山村                           | 明治34年11月1日 長浦村       | 長浦村                        | 長浦村                         | 長浦村                         | 長浦村                         | 長浦村                        | 昭和34年7月22日 豊栄町に編入   | 昭和45年11月1日 市制 豊栄市 | 平成17年3月21日 新潟市に編入  | 新潟市   |
| 下興野上新田古料   | 下興野上新田古料   | 下興野上新田古料             | 下興野上新田古料             | 明治10年 嘉山村              | 嘉山村                       | 嘉山村                       | 嘉山村                       | 嘉山村                     | 嘉山村                           | 明治34年11月1日 長浦村       | 長浦村                        | 長浦村                         | 長浦村                         | 長浦村                         | 長浦村                        | 昭和34年7月22日 豊栄町に編入   | 昭和45年11月1日 市制 豊栄市 | 平成17年3月21日 新潟市に編入  | 新潟市   |
| 市島請新田         | 市島請新田         | 市島請新田                   | 市島請新田                   | 明治10年 嘉山村              | 嘉山村                       | 嘉山村                       | 嘉山村                       | 嘉山村                     | 嘉山村                           | 明治34年11月1日 長浦村       | 長浦村                        | 長浦村                         | 長浦村                         | 長浦村                         | 長浦村                        | 昭和34年7月22日 豊栄町に編入   | 昭和45年11月1日 市制 豊栄市 | 平成17年3月21日 新潟市に編入  | 新潟市   |
| 前新田             | 前新田             | 前新田                       | 前新田                       | 前新田                       | 前新田                       | 前新田                       | 前新田                       | 嘉山村                     | 嘉山村                           | 明治34年11月1日 長浦村       | 長浦村                        | 長浦村                         | 長浦村                         | 長浦村                         | 長浦村                        | 昭和34年7月22日 豊栄町に編入   | 昭和45年11月1日 市制 豊栄市 | 平成17年3月21日 新潟市に編入  | 新潟市   |
| 新鼻新田           | 新鼻新田           | 新鼻新田                     | 新鼻新田                     | 新鼻新田                     | 新鼻新田                     | 新鼻新田                     | 明治21年 改称 新鼻村         | 嘉山村                     | 嘉山村                           | 明治34年11月1日 長浦村       | 長浦村                        | 長浦村                         | 長浦村                         | 長浦村                         | 長浦村                        | 昭和34年7月22日 豊栄町に編入   | 昭和45年11月1日 市制 豊栄市 | 平成17年3月21日 新潟市に編入  | 新潟市   |
| 新鼻三囲           | 新鼻三囲           | 新鼻三囲                     | 新鼻三囲                     | 新鼻三囲                     | 新鼻三囲                     | 新鼻三囲                     | 明治21年 改称 新鼻新田       | 嘉山村                     | 嘉山村                           | 明治34年11月1日 長浦村       | 長浦村                        | 長浦村                         | 長浦村                         | 長浦村                         | 長浦村                        | 昭和34年7月22日 豊栄町に編入   | 昭和45年11月1日 市制 豊栄市 | 平成17年3月21日 新潟市に編入  | 新潟市   |
| 岡新田             | 岡新田             | 岡新田                       | 岡新田                       | 岡新田                       | 岡新田                       | 岡新田                       | 岡新田                       | 長場村                     | 長場村                           | 明治34年11月1日 長浦村       | 長浦村                        | 長浦村                         | 長浦村                         | 長浦村                         | 長浦村                        | 昭和34年7月22日 豊栄町に編入   | 昭和45年11月1日 市制 豊栄市 | 平成17年3月21日 新潟市に編入  | 新潟市   |
| 堀田村             | 堀田村             | 明治初年 上堀田村            | 明治初年 上堀田村            | 明治初年 上堀田村            | 上堀田村                     | 上堀田村                     | 上堀田村                     | 長場村                     | 長場村                           | 明治34年11月1日 長浦村       | 長浦村                        | 長浦村                         | 長浦村                         | 長浦村                         | 長浦村                        | 昭和34年7月22日 豊栄町に編入   | 昭和45年11月1日 市制 豊栄市 | 平成17年3月21日 新潟市に編入  | 新潟市   |
| 堀田村             | 堀田村             | 明治初年 下堀田村            | 明治初年 下堀田村            | 明治初年 下堀田村            | 下堀田村                     | 下堀田村                     | 下堀田村                     | 長場村                     | 長場村                           | 明治34年11月1日 長浦村       | 長浦村                        | 長浦村                         | 長浦村                         | 長浦村                         | 長浦村                        | 昭和34年7月22日 豊栄町に編入   | 昭和45年11月1日 市制 豊栄市 | 平成17年3月21日 新潟市に編入  | 新潟市   |
| 大月新田           | 大月新田           | 大月新田                     | 大月新田                     | 大月新田                     | 大月新田                     | 大月新田                     | 大月新田                     | 長場村                     | 長場村                           | 明治34年11月1日 長浦村       | 長浦村                        | 長浦村                         | 長浦村                         | 長浦村                         | 長浦村                        | 昭和34年7月22日 豊栄町に編入   | 昭和45年11月1日 市制 豊栄市 | 平成17年3月21日 新潟市に編入  | 新潟市   |
| 里飯野新田         | 里飯野新田         | 明治初年 東飯野新田          | 明治初年 東飯野新田          | 明治初年 東飯野新田          | 東飯野新田                   | 明治16年 里飯野村            | 明治16年 里飯野村            | 長場村                     | 長場村                           | 明治34年11月1日 長浦村       | 長浦村                        | 長浦村                         | 長浦村                         | 長浦村                         | 長浦村                        | 昭和34年7月22日 豊栄町に編入   | 昭和45年11月1日 市制 豊栄市 | 平成17年3月21日 新潟市に編入  | 新潟市   |
| 里飯野新田         | 里飯野新田         | 明治初年 西飯野新田          | 明治初年 西飯野新田          | 明治初年 西飯野新田          | 西飯野新田                   | 明治16年 里飯野村            | 明治16年 里飯野村            | 長場村                     | 長場村                           | 明治34年11月1日 長浦村       | 長浦村                        | 長浦村                         | 長浦村                         | 長浦村                         | 長浦村                        | 昭和34年7月22日 豊栄町に編入   | 昭和45年11月1日 市制 豊栄市 | 平成17年3月21日 新潟市に編入  | 新潟市   |
| 里飯野村           | 里飯野村           | 里飯野村                     | 里飯野村                     | 里飯野村                     | 里飯野村                     | 明治16年 里飯野村            | 明治16年 里飯野村            | 長場村                     | 長場村                           | 明治34年11月1日 長浦村       | 長浦村                        | 長浦村                         | 長浦村                         | 長浦村                         | 長浦村                        | 昭和34年7月22日 豊栄町に編入   | 昭和45年11月1日 市制 豊栄市 | 平成17年3月21日 新潟市に編入  | 新潟市   |
| 長場新田           | 長場新田           | 長場新田                     | 長場新田                     | 長場新田                     | 長場新田                     | 長場新田                     | 長場新田                     | 長場村                     | 長場村                           | 明治34年11月1日 長浦村       | 長浦村                        | 長浦村                         | 長浦村                         | 長浦村                         | 長浦村                        | 昭和34年7月22日 豊栄町に編入   | 昭和45年11月1日 市制 豊栄市 | 平成17年3月21日 新潟市に編入  | 新潟市   |
| 山飯野新田         | 山飯野新田         | 山飯野新田                   | 山飯野新田                   | 山飯野新田                   | 明治14年 改称 浦木村         | 明治14年 改称 浦木村         | 明治14年 改称 浦木村         | 亀浦村                     | 亀浦村                           | 明治34年11月1日 長浦村       | 長浦村                        | 長浦村                         | 長浦村                         | 長浦村                         | 長浦村                        | 昭和34年7月22日 豊栄町に編入   | 昭和45年11月1日 市制 豊栄市 | 平成17年3月21日 新潟市に編入  | 新潟市   |
| 土地亀新田上組     | 土地亀新田上組     | 土地亀新田上組               | 土地亀新田上組               | 土地亀新田上組               | 明治12年 改称 上土地亀新田   | 明治12年 改称 上土地亀新田   | 明治12年 改称 上土地亀新田   | 亀浦村                     | 亀浦村                           | 明治34年11月1日 長浦村       | 長浦村                        | 長浦村                         | 長浦村                         | 長浦村                         | 長浦村                        | 昭和34年7月22日 豊栄町に編入   | 昭和45年11月1日 市制 豊栄市 | 平成17年3月21日 新潟市に編入  | 新潟市   |
| 土地亀新田下組     | 土地亀新田下組     | 土地亀新田下組               | 土地亀新田下組               | 土地亀新田下組               | 明治12年 改称 下土地亀新田   | 明治12年 改称 下土地亀新田   | 明治12年 改称 下土地亀新田   | 亀浦村                     | 亀浦村                           | 明治34年11月1日 長浦村       | 長浦村                        | 長浦村                         | 長浦村                         | 長浦村                         | 長浦村                        | 昭和34年7月22日 豊栄町に編入   | 昭和45年11月1日 市制 豊栄市 | 平成17年3月21日 新潟市に編入  | 新潟市   |
| 太子堂興野         | 太子堂興野         | 太子堂興野                   | 太子堂興野                   | 太子堂興野                   | 太子堂興野                   | 太子堂興野                   | 太子堂興野                   | 亀浦村                     | 亀浦村                           | 明治34年11月1日 長浦村       | 長浦村                        | 長浦村                         | 長浦村                         | 長浦村                         | 長浦村                        | 昭和34年7月22日 豊栄町に編入   | 昭和45年11月1日 市制 豊栄市 | 平成17年3月21日 新潟市に編入  | 新潟市   |
| 長戸呂新田         | ［字川原毛］       | 長戸呂新田                   | 長戸呂新田                   | 長戸呂新田                   | 長戸呂新田                   | 長戸呂新田                   | 長戸呂新田                   | 亀浦村                     | 亀浦村                           | 明治34年11月1日 長浦村       | 長浦村                        | 長浦村                         | 長浦村                         | 長浦村                         | 長浦村                        | 昭和34年7月22日 豊栄町に編入   | 昭和45年11月1日 市制 豊栄市 | 平成17年3月21日 新潟市に編入  | 新潟市   |
| 長戸呂新田         | ［字大瀬柳］       | 長戸呂新田                   | 長戸呂新田                   | 長戸呂新田                   | 長戸呂新田                   | 長戸呂新田                   | 長戸呂新田                   | 越岡村                     | 越岡村                           | 明治34年11月1日 岡方村       | 岡方村                        | 昭和30年3月31日 豊栄町         | 昭和30年3月31日 豊栄町         | 昭和30年3月31日 豊栄町         | 豊栄町                        | 豊栄町                         | 昭和45年11月1日 市制 豊栄市 | 平成17年3月21日 新潟市に編入  | 新潟市   |
| 平林村             | 平林村             | 平林村                       | 平林村                       | 平林村                       | 平林村                       | 平林村                       | 平林村                       | 越岡村                     | 越岡村                           | 明治34年11月1日 岡方村       | 岡方村                        | 昭和30年3月31日 豊栄町         | 昭和30年3月31日 豊栄町         | 昭和30年3月31日 豊栄町         | 豊栄町                        | 豊栄町                         | 昭和45年11月1日 市制 豊栄市 | 平成17年3月21日 新潟市に編入  | 新潟市   |
| 十二新田           | 十二新田           | 十二新田                     | 十二新田                     | 十二新田                     | 十二新田                     | 十二新田                     | 十二新田                     | 越岡村                     | 越岡村                           | 明治34年11月1日 岡方村       | 岡方村                        | 昭和30年3月31日 豊栄町         | 昭和30年3月31日 豊栄町         | 昭和30年3月31日 豊栄町         | 豊栄町                        | 豊栄町                         | 昭和45年11月1日 市制 豊栄市 | 平成17年3月21日 新潟市に編入  | 新潟市   |
| 山飯野村           | 山飯野村           | 山飯野村                     | 山飯野村                     | 山飯野村                     | 山飯野村                     | 山飯野村                     | 山飯野村                     | 越岡村                     | 越岡村                           | 明治34年11月1日 岡方村       | 岡方村                        | 昭和30年3月31日 豊栄町         | 昭和30年3月31日 豊栄町         | 昭和30年3月31日 豊栄町         | 豊栄町                        | 豊栄町                         | 昭和45年11月1日 市制 豊栄市 | 平成17年3月21日 新潟市に編入  | 新潟市   |
| 灰塚新田           | 灰塚新田           | 灰塚新田                     | 灰塚新田                     | 灰塚新田                     | 灰塚新田                     | 灰塚新田                     | 灰塚新田                     | 越岡村                     | 越岡村                           | 明治34年11月1日 岡方村       | 岡方村                        | 昭和30年3月31日 豊栄町         | 昭和30年3月31日 豊栄町         | 昭和30年3月31日 豊栄町         | 豊栄町                        | 豊栄町                         | 昭和45年11月1日 市制 豊栄市 | 平成17年3月21日 新潟市に編入  | 新潟市   |
| 大迎村             | 大迎村             | 大迎村                       | 大迎村                       | 大迎村                       | 大迎村                       | 大迎村                       | 大迎村                       | 越岡村                     | 越岡村                           | 明治34年11月1日 岡方村       | 岡方村                        | 昭和30年3月31日 豊栄町         | 昭和30年3月31日 豊栄町         | 昭和30年3月31日 豊栄町         | 豊栄町                        | 豊栄町                         | 昭和45年11月1日 市制 豊栄市 | 平成17年3月21日 新潟市に編入  | 新潟市   |
| 長戸呂村           | 長戸呂村           | 長戸呂村                     | 長戸呂村                     | 長戸呂村                     | 長戸呂村                     | 長戸呂村                     | 長戸呂村                     | 越岡村                     | 越岡村                           | 明治34年11月1日 岡方村       | 岡方村                        | 昭和30年3月31日 豊栄町         | 昭和30年3月31日 豊栄町         | 昭和30年3月31日 豊栄町         | 豊栄町                        | 豊栄町                         | 昭和45年11月1日 市制 豊栄市 | 平成17年3月21日 新潟市に編入  | 新潟市   |
| 太子堂村           | 太子堂村           | 太子堂村                     | 太子堂村                     | 太子堂村                     | 太子堂村                     | 太子堂村                     | 太子堂村                     | 大久保村                   | 大久保村                         | 明治34年11月1日 岡方村       | 岡方村                        | 昭和30年3月31日 豊栄町         | 昭和30年3月31日 豊栄町         | 昭和30年3月31日 豊栄町         | 豊栄町                        | 豊栄町                         | 昭和45年11月1日 市制 豊栄市 | 平成17年3月21日 新潟市に編入  | 新潟市   |
| 大久保新田         | 大久保新田         | 大久保新田                   | 大久保新田                   | 大久保新田                   | 大久保新田                   | 大久保新田                   | 大久保新田                   | 大久保村                   | 大久保村                         | 明治34年11月1日 岡方村       | 岡方村                        | 昭和30年3月31日 豊栄町         | 昭和30年3月31日 豊栄町         | 昭和30年3月31日 豊栄町         | 豊栄町                        | 豊栄町                         | 昭和45年11月1日 市制 豊栄市 | 平成17年3月21日 新潟市に編入  | 新潟市   |
| 三ツ屋村           | 三ツ屋村           | 三ツ屋村                     | 三ツ屋村                     | 三ツ屋村                     | 三ツ屋村                     | 三ツ屋村                     | 三ツ屋村                     | 三森村                     | 三森村                           | 明治34年11月1日 岡方村       | 岡方村                        | 昭和30年3月31日 豊栄町         | 昭和30年3月31日 豊栄町         | 昭和30年3月31日 豊栄町         | 豊栄町                        | 豊栄町                         | 昭和45年11月1日 市制 豊栄市 | 平成17年3月21日 新潟市に編入  | 新潟市   |
| 高森村             | 高森村             | 高森村                       | 高森村                       | 高森村                       | 高森村                       | 高森村                       | 高森村                       | 三森村                     | 三森村                           | 明治34年11月1日 岡方村       | 岡方村                        | 昭和30年3月31日 豊栄町         | 昭和30年3月31日 豊栄町         | 昭和30年3月31日 豊栄町         | 豊栄町                        | 豊栄町                         | 昭和45年11月1日 市制 豊栄市 | 平成17年3月21日 新潟市に編入  | 新潟市   |
| 高森新田           | 高森新田           | 高森新田                     | 高森新田                     | 高森新田                     | 高森新田                     | 高森新田                     | 高森新田                     | 三森村                     | 三森村                           | 明治34年11月1日 岡方村       | 岡方村                        | 昭和30年3月31日 豊栄町         | 昭和30年3月31日 豊栄町         | 昭和30年3月31日 豊栄町         | 豊栄町                        | 豊栄町                         | 昭和45年11月1日 市制 豊栄市 | 平成17年3月21日 新潟市に編入  | 新潟市   |
| 森下新田           | 森下新田           | 森下新田                     | 森下新田                     | 森下新田                     | 森下新田                     | 森下新田                     | 森下新田                     | 三森村                     | 三森村                           | 明治34年11月1日 岡方村       | 岡方村                        | 昭和30年3月31日 豊栄町         | 昭和30年3月31日 豊栄町         | 昭和30年3月31日 豊栄町         | 豊栄町                        | 豊栄町                         | 昭和45年11月1日 市制 豊栄市 | 平成17年3月21日 新潟市に編入  | 新潟市   |
| 渡場村             | 一部               | 渡場村                       | 渡場村                       | 渡場村                       | 明治12年 渡場村              | 明治12年 渡場村              | 明治12年 渡場村              | 赤坂村                     | 赤坂村                           | 明治34年11月1日 安田村       | 安田村                        | 安田村                         | 安田村                         | 安田村                         | 安田村                        | 昭和34年10月1日 五泉市に編入   | 五泉市                      | 平成18年1月1日 五泉市         | 五泉市   |
| 渡場村             | 一部               | 渡場村                       | 渡場村                       | 渡場村                       | 明治12年 渡場村              | 明治12年 渡場村              | 明治12年 渡場村              | 赤坂村                     | 赤坂村                           | 明治34年11月1日 安田村       | 安田村                        | 安田村                         | 安田村                         | 安田村                         | 安田村                        | 昭和35年4月1日 町制 安田町     | 安田町                      | 平成16年4月1日 阿賀野市       | 阿賀野市 |
| 会津新村新田       | 一部               | 会津新村新田                 | 会津新村新田                 | 会津新村新田                 | 明治12年 渡場村              | 明治12年 渡場村              | 明治12年 渡場村              | 赤坂村                     | 赤坂村                           | 明治34年11月1日 安田村       | 安田村                        | 安田村                         | 安田村                         | 安田村                         | 安田村                        | 昭和35年4月1日 町制 安田町     | 安田町                      | 平成16年4月1日 阿賀野市       | 阿賀野市 |
| 久保村             | 久保村             | 久保村                       | 久保村                       | 久保村                       | 久保村                       | 久保村                       | 久保村                       | 赤坂村                     | 赤坂村                           | 明治34年11月1日 安田村       | 安田村                        | 安田村                         | 安田村                         | 安田村                         | 安田村                        | 昭和35年4月1日 町制 安田町     | 安田町                      | 平成16年4月1日 阿賀野市       | 阿賀野市 |
| 草水村             | 草水村             | 草水村                       | 草水村                       | 草水村                       | 草水村                       | 草水村                       | 草水村                       | 赤坂村                     | 赤坂村                           | 明治34年11月1日 安田村       | 安田村                        | 安田村                         | 安田村                         | 安田村                         | 安田村                        | 昭和35年4月1日 町制 安田町     | 安田町                      | 平成16年4月1日 阿賀野市       | 阿賀野市 |
| 六野瀬村           | 六野瀬村           | 六野瀬村                     | 六野瀬村                     | 六野瀬村                     | 明治12年 六野瀬村            | 明治12年 六野瀬村            | 明治12年 六野瀬村            | 赤坂村                     | 赤坂村                           | 明治34年11月1日 安田村       | 安田村                        | 安田村                         | 安田村                         | 安田村                         | 安田村                        | 昭和35年4月1日 町制 安田町     | 安田町                      | 平成16年4月1日 阿賀野市       | 阿賀野市 |
| 会津新村新田       | 一部               | 会津新村新田                 | 会津新村新田                 | 会津新村新田                 | 明治12年 六野瀬村            | 明治12年 六野瀬村            | 明治12年 六野瀬村            | 赤坂村                     | 赤坂村                           | 明治34年11月1日 安田村       | 安田村                        | 安田村                         | 安田村                         | 安田村                         | 安田村                        | 昭和35年4月1日 町制 安田町     | 安田町                      | 平成16年4月1日 阿賀野市       | 阿賀野市 |
| 会津新村新田       | 一部               | 会津新村新田                 | 会津新村新田                 | 会津新村新田                 | 明治12年 保田町              | 明治12年 保田町              | 明治12年 保田町              | 安田村                     | 安田村                           | 明治34年11月1日 安田村       | 安田村                        | 安田村                         | 安田村                         | 安田村                         | 安田村                        | 昭和35年4月1日 町制 安田町     | 安田町                      | 平成16年4月1日 阿賀野市       | 阿賀野市 |
| 保田町             | 保田町             | 保田町                       | 保田町                       | 保田町                       | 明治12年 保田町              | 明治12年 保田町              | 明治12年 保田町              | 安田村                     | 安田村                           | 明治34年11月1日 安田村       | 安田村                        | 安田村                         | 安田村                         | 安田村                         | 安田村                        | 昭和35年4月1日 町制 安田町     | 安田町                      | 平成16年4月1日 阿賀野市       | 阿賀野市 |
| 新保村             | 新保村             | 新保村                       | 新保村                       | 新保村                       | 新保村                       | 新保村                       | 新保村                       | 安田村                     | 安田村                           | 明治34年11月1日 安田村       | 安田村                        | 安田村                         | 安田村                         | 安田村                         | 安田村                        | 昭和35年4月1日 町制 安田町     | 安田町                      | 平成16年4月1日 阿賀野市       | 阿賀野市 |
| 福永新村           | 福永新村           | 明治初年 改称 福永新村新田   | 明治初年 改称 福永新村新田   | 明治初年 改称 福永新村新田   | 福永新村新田                 | 福永新村新田                 | 明治20年 改称 福永新村       | 安田村                     | 安田村                           | 明治34年11月1日 安田村       | 安田村                        | 安田村                         | 安田村                         | 安田村                         | 安田村                        | 昭和35年4月1日 町制 安田町     | 安田町                      | 平成16年4月1日 阿賀野市       | 阿賀野市 |
| 丸山新村新田       | 丸山新村新田       | 丸山新村新田                 | 丸山新村新田                 | 丸山新村新田                 | 丸山新村新田                 | 丸山新村新田                 | 丸山新村新田                 | 安田村                     | 安田村                           | 明治34年11月1日 安田村       | 安田村                        | 安田村                         | 安田村                         | 安田村                         | 安田村                        | 昭和35年4月1日 町制 安田町     | 安田町                      | 平成16年4月1日 阿賀野市       | 阿賀野市 |
| 籠田村             | 籠田村             | 籠田村                       | 籠田村                       | 籠田村                       | 籠田村                       | 籠田村                       | 籠田村                       | 安田村                     | 安田村                           | 明治34年11月1日 安田村       | 安田村                        | 安田村                         | 安田村                         | 安田村                         | 安田村                        | 昭和35年4月1日 町制 安田町     | 安田町                      | 平成16年4月1日 阿賀野市       | 阿賀野市 |
| 羽多屋新村         | 羽多屋新村         | 羽多屋新村                   | 羽多屋新村                   | 羽多屋新村                   | 羽多屋新村                   | 羽多屋新村                   | 羽多屋新村                   | 安田村                     | 安田村                           | 明治34年11月1日 安田村       | 安田村                        | 安田村                         | 安田村                         | 安田村                         | 安田村                        | 昭和35年4月1日 町制 安田町     | 安田町                      | 平成16年4月1日 阿賀野市       | 阿賀野市 |
| 沢田新村新田       | 沢田新村新田       | 沢田新村新田                 | 沢田新村新田                 | 沢田新村新田                 | 沢田新村新田                 | 沢田新村新田                 | 沢田新村新田                 | 安田村                     | 安田村                           | 明治34年11月1日 安田村       | 安田村                        | 安田村                         | 安田村                         | 安田村                         | 安田村                        | 昭和35年4月1日 町制 安田町     | 安田町                      | 平成16年4月1日 阿賀野市       | 阿賀野市 |
| 小浮村             | 小浮村             | 小浮村                       | 小浮村                       | 小浮村                       | 小浮村                       | 小浮村                       | 小浮村                       | 小浮村                     | 明治24年6月5日 改称 大和村       | 明治34年11月1日 安田村       | 安田村                        | 安田村                         | 安田村                         | 安田村                         | 安田村                        | 昭和35年4月1日 町制 安田町     | 安田町                      | 平成16年4月1日 阿賀野市       | 阿賀野市 |
| 野田新田           | 野田新田           | 野田新田                     | 野田新田                     | 野田新田                     | 野田新田                     | 野田新田                     | 野田新田                     | 小浮村                     | 明治24年6月5日 改称 大和村       | 明治34年11月1日 安田村       | 安田村                        | 安田村                         | 安田村                         | 安田村                         | 安田村                        | 昭和35年4月1日 町制 安田町     | 安田町                      | 平成16年4月1日 阿賀野市       | 阿賀野市 |
| 島瀬新田           | 島瀬新田           | 島瀬新田                     | 島瀬新田                     | 明治10年 島瀬新田            | 島瀬新田                     | 島瀬新田                     | 島瀬新田                     | 小浮村                     | 明治24年6月5日 改称 大和村       | 明治34年11月1日 安田村       | 安田村                        | 安田村                         | 安田村                         | 安田村                         | 安田村                        | 昭和35年4月1日 町制 安田町     | 安田町                      | 平成16年4月1日 阿賀野市       | 阿賀野市 |
| 大木原新田         | 大木原新田         | 大木原新田                   | 大木原新田                   | 明治10年 島瀬新田            | 島瀬新田                     | 島瀬新田                     | 島瀬新田                     | 小浮村                     | 明治24年6月5日 改称 大和村       | 明治34年11月1日 安田村       | 安田村                        | 安田村                         | 安田村                         | 安田村                         | 安田村                        | 昭和35年4月1日 町制 安田町     | 安田町                      | 平成16年4月1日 阿賀野市       | 阿賀野市 |
| 布目村             | 布目村             | 布目村                       | 布目村                       | 布目村                       | 布目村                       | 布目村                       | 布目村                       | 小浮村                     | 明治24年6月5日 改称 大和村       | 明治34年11月1日 安田村       | 安田村                        | 安田村                         | 安田村                         | 安田村                         | 安田村                        | 昭和35年4月1日 町制 安田町     | 安田町                      | 平成16年4月1日 阿賀野市       | 阿賀野市 |
| 烏島村             | 烏島村             | 烏島村                       | 烏島村                       | 烏島村                       | 烏島村                       | 烏島村                       | 烏島村                       | 小浮村                     | 明治24年6月5日 改称 大和村       | 明治34年11月1日 安田村       | 安田村                        | 安田村                         | 安田村                         | 安田村                         | 安田村                        | 昭和35年4月1日 町制 安田町     | 安田町                      | 平成16年4月1日 阿賀野市       | 阿賀野市 |
| 千唐仁村           | 千唐仁村           | 千唐仁村                     | 千唐仁村                     | 千唐仁村                     | 千唐仁村                     | 千唐仁村                     | 千唐仁村                     | 小浮村                     | 明治24年6月5日 改称 大和村       | 明治34年11月1日 安田村       | 安田村                        | 安田村                         | 安田村                         | 安田村                         | 安田村                        | 昭和35年4月1日 町制 安田町     | 安田町                      | 平成16年4月1日 阿賀野市       | 阿賀野市 |
| 蒲原郡小松村       | 蒲原郡小松村       | 蒲原郡小松村                 | 蒲原郡小松村                 | 明治8年 蒲原郡小石取村       | 明治12年 東蒲原郡小石取村    | 明治12年 東蒲原郡小石取村    | 明治12年 東蒲原郡小石取村    | 東蒲原郡 下条村            | 東蒲原郡下条村                   | 東蒲原郡下条村               | 東蒲原郡下条村                | 昭和30年1月15日 東蒲原郡三川村 | 昭和30年1月15日 東蒲原郡三川村 | 昭和30年1月15日 東蒲原郡三川村 | 昭和31年1月1日 安田村に編入   | 昭和35年4月1日 町制 安田町     | 安田町                      | 平成16年4月1日 阿賀野市       | 阿賀野市 |
| 京ヶ島新田         | 京ヶ島新田         | 京ヶ島新田                   | 京ヶ島新田                   | 京ヶ島新田                   | 京ヶ島新田                   | 京ヶ島新田                   | 京ヶ島新田                   | 京ヶ瀬村                   | 京ヶ瀬村                         | 明治34年11月1日 京ヶ瀬村     | 京ヶ瀬村                      | 京ヶ瀬村                       | 京ヶ瀬村                       | 京ヶ瀬村                       | 京ヶ瀬村                      | 京ヶ瀬村                       | 京ヶ瀬村                    | 平成16年4月1日 阿賀野市       | 阿賀野市 |
| 下ノ橋村           | 下ノ橋村           | 下ノ橋村                     | 下ノ橋村                     | 下ノ橋村                     | 下ノ橋村                     | 下ノ橋村                     | 下ノ橋村                     | 京ヶ瀬村                   | 京ヶ瀬村                         | 明治34年11月1日 京ヶ瀬村     | 京ヶ瀬村                      | 京ヶ瀬村                       | 京ヶ瀬村                       | 京ヶ瀬村                       | 京ヶ瀬村                      | 京ヶ瀬村                       | 京ヶ瀬村                    | 平成16年4月1日 阿賀野市       | 阿賀野市 |
| 飯森杉村           | 飯森杉村           | 飯森杉村                     | 飯森杉村                     | 飯森杉村                     | 飯森杉村                     | 飯森杉村                     | 飯森杉村                     | 京ヶ瀬村                   | 京ヶ瀬村                         | 明治34年11月1日 京ヶ瀬村     | 京ヶ瀬村                      | 京ヶ瀬村                       | 京ヶ瀬村                       | 京ヶ瀬村                       | 京ヶ瀬村                      | 京ヶ瀬村                       | 京ヶ瀬村                    | 平成16年4月1日 阿賀野市       | 阿賀野市 |
| 姥ヶ橋村           | 姥ヶ橋村           | 姥ヶ橋村                     | 姥ヶ橋村                     | 姥ヶ橋村                     | 姥ヶ橋村                     | 姥ヶ橋村                     | 姥ヶ橋村                     | 京ヶ瀬村                   | 京ヶ瀬村                         | 明治34年11月1日 京ヶ瀬村     | 京ヶ瀬村                      | 京ヶ瀬村                       | 京ヶ瀬村                       | 京ヶ瀬村                       | 京ヶ瀬村                      | 京ヶ瀬村                       | 京ヶ瀬村                    | 平成16年4月1日 阿賀野市       | 阿賀野市 |
| 城村               | 城村               | 城村                         | 城村                         | 城村                         | 城村                         | 城村                         | 城村                         | 京ヶ瀬村                   | 京ヶ瀬村                         | 明治34年11月1日 京ヶ瀬村     | 京ヶ瀬村                      | 京ヶ瀬村                       | 京ヶ瀬村                       | 京ヶ瀬村                       | 京ヶ瀬村                      | 京ヶ瀬村                       | 京ヶ瀬村                    | 平成16年4月1日 阿賀野市       | 阿賀野市 |
| 田山村             | 田山村             | 田山村                       | 田山村                       | 田山村                       | 田山村                       | 田山村                       | 田山村                       | 京ヶ瀬村                   | 京ヶ瀬村                         | 明治34年11月1日 京ヶ瀬村     | 京ヶ瀬村                      | 京ヶ瀬村                       | 京ヶ瀬村                       | 京ヶ瀬村                       | 京ヶ瀬村                      | 京ヶ瀬村                       | 京ヶ瀬村                    | 平成16年4月1日 阿賀野市       | 阿賀野市 |
| 窪川原村           | 窪川原村           | 窪川原村                     | 窪川原村                     | 窪川原村                     | 窪川原村                     | 窪川原村                     | 窪川原村                     | 京ヶ瀬村                   | 京ヶ瀬村                         | 明治34年11月1日 京ヶ瀬村     | 京ヶ瀬村                      | 京ヶ瀬村                       | 京ヶ瀬村                       | 京ヶ瀬村                       | 京ヶ瀬村                      | 京ヶ瀬村                       | 京ヶ瀬村                    | 平成16年4月1日 阿賀野市       | 阿賀野市 |
| 上黒瀬村           | 上黒瀬村           | 上黒瀬村                     | 上黒瀬村                     | 上黒瀬村                     | 上黒瀬村                     | 上黒瀬村                     | 上黒瀬村                     | 京ヶ瀬村                   | 京ヶ瀬村                         | 明治34年11月1日 京ヶ瀬村     | 京ヶ瀬村                      | 京ヶ瀬村                       | 京ヶ瀬村                       | 京ヶ瀬村                       | 京ヶ瀬村                      | 京ヶ瀬村                       | 京ヶ瀬村                    | 平成16年4月1日 阿賀野市       | 阿賀野市 |
| 下黒瀬村           | 下黒瀬村           | 下黒瀬村                     | 下黒瀬村                     | 下黒瀬村                     | 下黒瀬村                     | 下黒瀬村                     | 下黒瀬村                     | 京ヶ瀬村                   | 京ヶ瀬村                         | 明治34年11月1日 京ヶ瀬村     | 京ヶ瀬村                      | 京ヶ瀬村                       | 京ヶ瀬村                       | 京ヶ瀬村                       | 京ヶ瀬村                      | 京ヶ瀬村                       | 京ヶ瀬村                    | 平成16年4月1日 阿賀野市       | 阿賀野市 |
| 小里村             | 小里村             | 小里村                       | 小里村                       | 小里村                       | 小里村                       | 小里村                       | 小里村                       | 京ヶ瀬村                   | 京ヶ瀬村                         | 明治34年11月1日 京ヶ瀬村     | 京ヶ瀬村                      | 京ヶ瀬村                       | 京ヶ瀬村                       | 京ヶ瀬村                       | 京ヶ瀬村                      | 京ヶ瀬村                       | 京ヶ瀬村                    | 平成16年4月1日 阿賀野市       | 阿賀野市 |
| 猫山村             | 猫山村             | 猫山村                       | 猫山村                       | 猫山村                       | 猫山村                       | 猫山村                       | 猫山村                       | 京ヶ瀬村                   | 京ヶ瀬村                         | 明治34年11月1日 京ヶ瀬村     | 京ヶ瀬村                      | 京ヶ瀬村                       | 京ヶ瀬村                       | 京ヶ瀬村                       | 京ヶ瀬村                      | 京ヶ瀬村                       | 京ヶ瀬村                    | 平成16年4月1日 阿賀野市       | 阿賀野市 |
| 曽郷村             | 曽郷村             | 曽郷村                       | 曽郷村                       | 曽郷村                       | 曽郷村                       | 曽郷村                       | 曽郷村                       | 京ヶ瀬村                   | 京ヶ瀬村                         | 明治34年11月1日 京ヶ瀬村     | 京ヶ瀬村                      | 京ヶ瀬村                       | 京ヶ瀬村                       | 京ヶ瀬村                       | 京ヶ瀬村                      | 京ヶ瀬村                       | 京ヶ瀬村                    | 平成16年4月1日 阿賀野市       | 阿賀野市 |
| 深堀村             | 深堀村             | 深堀村                       | 深堀村                       | 深堀村                       | 深堀村                       | 深堀村                       | 深堀村                       | 京ヶ瀬村                   | 京ヶ瀬村                         | 明治34年11月1日 京ヶ瀬村     | 京ヶ瀬村                      | 京ヶ瀬村                       | 京ヶ瀬村                       | 京ヶ瀬村                       | 京ヶ瀬村                      | 京ヶ瀬村                       | 京ヶ瀬村                    | 平成16年4月1日 阿賀野市       | 阿賀野市 |
| 法柳村             | 法柳村             | 法柳村                       | 法柳村                       | 法柳村                       | 法柳村                       | 法柳村                       | 法柳村                       | 京ヶ瀬村                   | 京ヶ瀬村                         | 明治34年11月1日 京ヶ瀬村     | 京ヶ瀬村                      | 京ヶ瀬村                       | 京ヶ瀬村                       | 京ヶ瀬村                       | 京ヶ瀬村                      | 京ヶ瀬村                       | 京ヶ瀬村                    | 平成16年4月1日 阿賀野市       | 阿賀野市 |
| 法柳新田           | 法柳新田           | 法柳新田                     | 法柳新田                     | 法柳新田                     | 法柳新田                     | 法柳新田                     | 法柳新田                     | 京ヶ瀬村                   | 京ヶ瀬村                         | 明治34年11月1日 京ヶ瀬村     | 京ヶ瀬村                      | 京ヶ瀬村                       | 京ヶ瀬村                       | 京ヶ瀬村                       | 京ヶ瀬村                      | 京ヶ瀬村                       | 京ヶ瀬村                    | 平成16年4月1日 阿賀野市       | 阿賀野市 |
| 金淵村             | 金淵村             | 金淵村                       | 金淵村                       | 金淵村                       | 金淵村                       | 金淵村                       | 金淵村                       | 京ヶ瀬村                   | 京ヶ瀬村                         | 明治34年11月1日 京ヶ瀬村     | 京ヶ瀬村                      | 京ヶ瀬村                       | 京ヶ瀬村                       | 京ヶ瀬村                       | 京ヶ瀬村                      | 京ヶ瀬村                       | 京ヶ瀬村                    | 平成16年4月1日 阿賀野市       | 阿賀野市 |
| 駒林村             | 駒林村             | 駒林村                       | 駒林村                       | 駒林村                       | 駒林村                       | 駒林村                       | 明治19年 駒林村              | 駒林村                     | 駒林村                           | 明治34年11月1日 京ヶ瀬村     | 京ヶ瀬村                      | 京ヶ瀬村                       | 京ヶ瀬村                       | 京ヶ瀬村                       | 京ヶ瀬村                      | 京ヶ瀬村                       | 京ヶ瀬村                    | 平成16年4月1日 阿賀野市       | 阿賀野市 |
| 駒林村新田         | 駒林村新田         | 駒林村新田                   | 駒林村新田                   | 駒林村新田                   | 駒林村新田                   | 駒林村新田                   | 明治19年 駒林村              | 駒林村                     | 駒林村                           | 明治34年11月1日 京ヶ瀬村     | 京ヶ瀬村                      | 京ヶ瀬村                       | 京ヶ瀬村                       | 京ヶ瀬村                       | 京ヶ瀬村                      | 京ヶ瀬村                       | 京ヶ瀬村                    | 平成16年4月1日 阿賀野市       | 阿賀野市 |
| 五郎巻新田         | 五郎巻新田         | 五郎巻新田                   | 五郎巻新田                   | 五郎巻新田                   | 五郎巻新田                   | 五郎巻新田                   | 五郎巻新田                   | 駒林村                     | 駒林村                           | 明治34年11月1日 京ヶ瀬村     | 京ヶ瀬村                      | 京ヶ瀬村                       | 京ヶ瀬村                       | 京ヶ瀬村                       | 京ヶ瀬村                      | 京ヶ瀬村                       | 京ヶ瀬村                    | 平成16年4月1日 阿賀野市       | 阿賀野市 |
| 七島村             | 七島村             | 七島村                       | 七島村                       | 七島村                       | 七島村                       | 七島村                       | 七島村                       | 小島村                     | 小島村                           | 明治34年11月1日 京ヶ瀬村     | 京ヶ瀬村                      | 京ヶ瀬村                       | 京ヶ瀬村                       | 京ヶ瀬村                       | 京ヶ瀬村                      | 京ヶ瀬村                       | 京ヶ瀬村                    | 平成16年4月1日 阿賀野市       | 阿賀野市 |
| 箸木免新村新田     | 箸木免新村新田     | 箸木免新村新田               | 箸木免新村新田               | 箸木免新村新田               | 箸木免新村新田               | 箸木免新村新田               | 箸木免新村新田               | 小島村                     | 小島村                           | 明治34年11月1日 京ヶ瀬村     | 京ヶ瀬村                      | 京ヶ瀬村                       | 京ヶ瀬村                       | 京ヶ瀬村                       | 京ヶ瀬村                      | 京ヶ瀬村                       | 京ヶ瀬村                    | 平成16年4月1日 阿賀野市       | 阿賀野市 |
| 毛無新田           | 毛無新田           | 毛無新田                     | 毛無新田                     | 毛無新田                     | 毛無新田                     | 毛無新田                     | 毛無新田                     | 小島村                     | 小島村                           | 明治34年11月1日 京ヶ瀬村     | 京ヶ瀬村                      | 京ヶ瀬村                       | 京ヶ瀬村                       | 京ヶ瀬村                       | 京ヶ瀬村                      | 京ヶ瀬村                       | 京ヶ瀬村                    | 平成16年4月1日 阿賀野市       | 阿賀野市 |
| 川前村             | 川前村             | 川前村                       | 川前村                       | 川前村                       | 川前村                       | 川前村                       | 川前村                       | 小島村                     | 小島村                           | 明治34年11月1日 京ヶ瀬村     | 京ヶ瀬村                      | 京ヶ瀬村                       | 京ヶ瀬村                       | 京ヶ瀬村                       | 京ヶ瀬村                      | 京ヶ瀬村                       | 京ヶ瀬村                    | 平成16年4月1日 阿賀野市       | 阿賀野市 |
| 清野村             | 清野村             | 清野村                       | 清野村                       | 清野村                       | 清野村                       | 清野村                       | 清野村                       | 小島村                     | 小島村                           | 明治34年11月1日 京ヶ瀬村     | 京ヶ瀬村                      | 京ヶ瀬村                       | 京ヶ瀬村                       | 京ヶ瀬村                       | 京ヶ瀬村                      | 京ヶ瀬村                       | 京ヶ瀬村                    | 平成16年4月1日 阿賀野市       | 阿賀野市 |
| 寺社新村           | 寺社新村           | 寺社新村                     | 寺社新村                     | 寺社新村                     | 寺社新村                     | 寺社新村                     | 寺社新村                     | 小島村                     | 小島村                           | 明治34年11月1日 京ヶ瀬村     | 京ヶ瀬村                      | 京ヶ瀬村                       | 京ヶ瀬村                       | 京ヶ瀬村                       | 京ヶ瀬村                      | 京ヶ瀬村                       | 京ヶ瀬村                    | 平成16年4月1日 阿賀野市       | 阿賀野市 |
| 小島村             | 小島村             | 小島村                       | 小島村                       | 小島村                       | 小島村                       | 小島村                       | 小島村                       | 小島村                     | 小島村                           | 明治34年11月1日 京ヶ瀬村     | 京ヶ瀬村                      | 京ヶ瀬村                       | 京ヶ瀬村                       | 京ヶ瀬村                       | 京ヶ瀬村                      | 京ヶ瀬村                       | 京ヶ瀬村                    | 平成16年4月1日 阿賀野市       | 阿賀野市 |
| 粕島村             | 粕島村             | 粕島村                       | 粕島村                       | 粕島村                       | 粕島村                       | 粕島村                       | 粕島村                       | 小島村                     | 小島村                           | 明治34年11月1日 京ヶ瀬村     | 京ヶ瀬村                      | 京ヶ瀬村                       | 京ヶ瀬村                       | 京ヶ瀬村                       | 京ヶ瀬村                      | 京ヶ瀬村                       | 京ヶ瀬村                    | 平成16年4月1日 阿賀野市       | 阿賀野市 |
| 嘉瀬島村           | 嘉瀬島村           | 嘉瀬島村                     | 嘉瀬島村                     | 嘉瀬島村                     | 嘉瀬島村                     | 嘉瀬島村                     | 嘉瀬島村                     | 小島村                     | 小島村                           | 明治34年11月1日 京ヶ瀬村     | 京ヶ瀬村                      | 京ヶ瀬村                       | 京ヶ瀬村                       | 京ヶ瀬村                       | 京ヶ瀬村                      | 京ヶ瀬村                       | 京ヶ瀬村                    | 平成16年4月1日 阿賀野市       | 阿賀野市 |
| 前山村             | 前山村             | 前山村                       | 前山村                       | 前山村                       | 前山村                       | 前山村                       | 前山村                       | 小島村                     | 小島村                           | 明治34年11月1日 京ヶ瀬村     | 京ヶ瀬村                      | 京ヶ瀬村                       | 京ヶ瀬村                       | 京ヶ瀬村                       | 京ヶ瀬村                      | 京ヶ瀬村                       | 京ヶ瀬村                    | 平成16年4月1日 阿賀野市       | 阿賀野市 |
| 関屋村             | 関屋村             | 関屋村                       | 関屋村                       | 関屋村                       | 関屋村                       | 関屋村                       | 関屋村                       | 小島村                     | 小島村                           | 明治34年11月1日 京ヶ瀬村     | 京ヶ瀬村                      | 京ヶ瀬村                       | 京ヶ瀬村                       | 京ヶ瀬村                       | 京ヶ瀬村                      | 京ヶ瀬村                       | 京ヶ瀬村                    | 平成16年4月1日 阿賀野市       | 阿賀野市 |
| 小川原村           | 小川原村           | 小川原村                     | 小川原村                     | 小川原村                     | 小川原村                     | 小川原村                     | 小川原村                     | 小島村                     | 小島村                           | 明治34年11月1日 京ヶ瀬村     | 京ヶ瀬村                      | 京ヶ瀬村                       | 京ヶ瀬村                       | 京ヶ瀬村                       | 京ヶ瀬村                      | 京ヶ瀬村                       | 京ヶ瀬村                    | 平成16年4月1日 阿賀野市       | 阿賀野市 |
| 下里村             | 下里村             | 下里村                       | 下里村                       | 下里村                       | 下里村                       | 下里村                       | 下里村                       | 小島村                     | 小島村                           | 明治34年11月1日 京ヶ瀬村     | 京ヶ瀬村                      | 京ヶ瀬村                       | 京ヶ瀬村                       | 京ヶ瀬村                       | 京ヶ瀬村                      | 京ヶ瀬村                       | 京ヶ瀬村                    | 平成16年4月1日 阿賀野市       | 阿賀野市 |
| 月崎村             | 月崎村             | 月崎村                       | 月崎村                       | 月崎村                       | 月崎村                       | 月崎村                       | 月崎村                       | 小島村                     | 小島村                           | 明治34年11月1日 京ヶ瀬村     | 京ヶ瀬村                      | 京ヶ瀬村                       | 京ヶ瀬村                       | 京ヶ瀬村                       | 京ヶ瀬村                      | 京ヶ瀬村                       | 京ヶ瀬村                    | 平成16年4月1日 阿賀野市       | 阿賀野市 |
| 六日野村           | 六日野村           | 六日野村                     | 六日野村                     | 六日野村                     | 六日野村                     | 六日野村                     | 六日野村                     | 小島村                     | 小島村                           | 明治34年11月1日 京ヶ瀬村     | 京ヶ瀬村                      | 京ヶ瀬村                       | 京ヶ瀬村                       | 京ヶ瀬村                       | 京ヶ瀬村                      | 京ヶ瀬村                       | 京ヶ瀬村                    | 平成16年4月1日 阿賀野市       | 阿賀野市 |
| 七島村古新田       | 七島村古新田       | 七島村古新田                 | 七島村古新田                 | 七島村古新田                 | 七島村古新田                 | 七島村古新田                 | 七島村古新田                 | 小島村                     | 小島村                           | 明治34年11月1日 京ヶ瀬村     | 京ヶ瀬村                      | 京ヶ瀬村                       | 京ヶ瀬村                       | 京ヶ瀬村                       | 京ヶ瀬村                      | 京ヶ瀬村                       | 京ヶ瀬村                    | 平成16年4月1日 阿賀野市       | 阿賀野市 |
| 百津潟新田         | 百津潟新田         | 百津潟新田                   | 百津潟新田                   | 百津潟新田                   | 百津潟新田                   | 百津潟新田                   | 百津潟新田                   | 小島村                     | 小島村                           | 明治34年11月1日 京ヶ瀬村     | 京ヶ瀬村                      | 京ヶ瀬村                       | 京ヶ瀬村                       | 京ヶ瀬村                       | 京ヶ瀬村                      | 京ヶ瀬村                       | 京ヶ瀬村                    | 平成16年4月1日 阿賀野市       | 阿賀野市 |
| 水原町             | 水原町             | 明治初年 水原村東組          | 時期不明 水原町東組          | 明治10年 水原町              | 明治13年 水原町15町          | 明治16年 水原町              | 明治16年 水原町              | 水原町                     | 水原町                           | 明治34年11月1日 水原町       | 水原町                        | 昭和30年4月15日 水原町         | 昭和30年4月15日 水原町         | 昭和30年4月15日 水原町         | 水原町                        | 水原町                         | 水原町                      | 平成16年4月1日 阿賀野市       | 阿賀野市 |
| 水原町             | 水原町             | 明治初年 水原村西組          | 時期不明 水原町西組          | 明治10年 水原町              | 明治13年 水原町15町          | 明治16年 水原町              | 明治16年 水原町              | 水原町                     | 水原町                           | 明治34年11月1日 水原町       | 水原町                        | 昭和30年4月15日 水原町         | 昭和30年4月15日 水原町         | 昭和30年4月15日 水原町         | 水原町                        | 水原町                         | 水原町                      | 平成16年4月1日 阿賀野市       | 阿賀野市 |
| 水原町             | 水原町             | 明治初年 水原村中組          | 時期不明 水原村町組          | 明治10年 水原町              | 明治13年 水原町15町          | 明治16年 水原町              | 明治16年 水原町              | 水原町                     | 水原町                           | 明治34年11月1日 水原町       | 水原町                        | 昭和30年4月15日 水原町         | 昭和30年4月15日 水原町         | 昭和30年4月15日 水原町         | 水原町                        | 水原町                         | 水原町                      | 平成16年4月1日 阿賀野市       | 阿賀野市 |
| 中島村             | 中島村             | 中島村                       | 中島村                       | 中島村                       | 中島村                       | 中島村                       | 中島村                       | 水原町                     | 水原町                           | 明治34年11月1日 水原町       | 水原町                        | 昭和30年4月15日 水原町         | 昭和30年4月15日 水原町         | 昭和30年4月15日 水原町         | 水原町                        | 水原町                         | 水原町                      | 平成16年4月1日 阿賀野市       | 阿賀野市 |
| 外城村             | 外城村             | 外城村                       | 外城村                       | 外城村                       | 外城村                       | 外城村                       | 外城村                       | 水原町                     | 水原町                           | 明治34年11月1日 水原町       | 水原町                        | 昭和30年4月15日 水原町         | 昭和30年4月15日 水原町         | 昭和30年4月15日 水原町         | 水原町                        | 水原町                         | 水原町                      | 平成16年4月1日 阿賀野市       | 阿賀野市 |
| 山口村             | 山口村             | 山口村                       | 山口村                       | 山口村                       | 山口村                       | 山口村                       | 山口村                       | 安野村                     | 安野村                           | 明治34年11月1日 水原町       | 水原町                        | 昭和30年4月15日 水原町         | 昭和30年4月15日 水原町         | 昭和30年4月15日 水原町         | 水原町                        | 水原町                         | 水原町                      | 平成16年4月1日 阿賀野市       | 阿賀野市 |
| 下条村             | 下条村             | 下条村                       | 下条村                       | 下条村                       | 下条村                       | 下条村                       | 下条村                       | 安野村                     | 安野村                           | 明治34年11月1日 水原町       | 水原町                        | 昭和30年4月15日 水原町         | 昭和30年4月15日 水原町         | 昭和30年4月15日 水原町         | 水原町                        | 水原町                         | 水原町                      | 平成16年4月1日 阿賀野市       | 阿賀野市 |
| 山口村新田         | 山口村新田         | 山口村新田                   | 山口村新田                   | 山口村新田                   | 山口村新田                   | 山口村新田                   | 山口村新田                   | 安野村                     | 安野村                           | 明治34年11月1日 水原町       | 水原町                        | 昭和30年4月15日 水原町         | 昭和30年4月15日 水原町         | 昭和30年4月15日 水原町         | 水原町                        | 水原町                         | 水原町                      | 平成16年4月1日 阿賀野市       | 阿賀野市 |
| 分田村             | 分田村             | 分田村                       | 分田村                       | 分田村                       | 分田村                       | 分田村                       | 分田村                       | 社田村                     | 明治23年3月14日 改称 分田村      | 社田村                       | 社田村                        | 昭和30年4月15日 水原町         | 昭和30年4月15日 水原町         | 昭和30年4月15日 水原町         | 水原町                        | 水原町                         | 水原町                      | 平成16年4月1日 阿賀野市       | 阿賀野市 |
| 東町村             | 東町村             | 東町村                       | 東町村                       | 東町村                       | 東町村                       | 東町村                       | 東町村                       | 社田村                     | 明治23年3月14日 改称 分田村      | 社田村                       | 社田村                        | 昭和30年4月15日 水原町         | 昭和30年4月15日 水原町         | 昭和30年4月15日 水原町         | 水原町                        | 水原町                         | 水原町                      | 平成16年4月1日 阿賀野市       | 阿賀野市 |
| 福岡村             | 福岡村             | 福岡村                       | 福岡村                       | 福岡村                       | 明治12年 改称 上福岡村       | 明治12年 改称 上福岡村       | 明治12年 改称 上福岡村       | 社田村                     | 明治23年3月14日 改称 分田村      | 社田村                       | 社田村                        | 昭和30年4月15日 水原町         | 昭和30年4月15日 水原町         | 昭和30年4月15日 水原町         | 水原町                        | 水原町                         | 水原町                      | 平成16年4月1日 阿賀野市       | 阿賀野市 |
| 西岡村             | 西岡村             | 西岡村                       | 西岡村                       | 西岡村                       | 西岡村                       | 西岡村                       | 西岡村                       | 社田村                     | 明治23年3月14日 改称 分田村      | 社田村                       | 社田村                        | 昭和30年4月15日 水原町         | 昭和30年4月15日 水原町         | 昭和30年4月15日 水原町         | 水原町                        | 水原町                         | 水原町                      | 平成16年4月1日 阿賀野市       | 阿賀野市 |
| 水ヶ曽根村         | 水ヶ曽根村         | 水ヶ曽根村                   | 水ヶ曽根村                   | 水ヶ曽根村                   | 水ヶ曽根村                   | 水ヶ曽根村                   | 水ヶ曽根村                   | 社田村                     | 明治23年3月14日 改称 分田村      | 社田村                       | 社田村                        | 昭和30年4月15日 水原町         | 昭和30年4月15日 水原町         | 昭和30年4月15日 水原町         | 水原町                        | 水原町                         | 水原町                      | 平成16年4月1日 阿賀野市       | 阿賀野市 |
| 寺社村             | 寺社村             | 寺社村                       | 寺社村                       | 寺社村                       | 寺社村                       | 寺社村                       | 寺社村                       | 社田村                     | 明治23年3月14日 改称 分田村      | 社田村                       | 社田村                        | 昭和30年4月15日 水原町         | 昭和30年4月15日 水原町         | 昭和30年4月15日 水原町         | 水原町                        | 水原町                         | 水原町                      | 平成16年4月1日 阿賀野市       | 阿賀野市 |
| 浦新村             | 浦新村             | 浦新村                       | 浦新村                       | 浦新村                       | 浦新村                       | 浦新村                       | 浦新村                       | 社田村                     | 明治23年3月14日 改称 分田村      | 社田村                       | 社田村                        | 昭和30年4月15日 水原町         | 昭和30年4月15日 水原町         | 昭和30年4月15日 水原町         | 水原町                        | 水原町                         | 水原町                      | 平成16年4月1日 阿賀野市       | 阿賀野市 |
| 山本新村           | 山本新村           | 山本新村                     | 山本新村                     | 山本新村                     | 山本新村                     | 山本新村                     | 山本新村                     | 社田村                     | 明治23年3月14日 改称 分田村      | 社田村                       | 社田村                        | 昭和30年4月15日 水原町         | 昭和30年4月15日 水原町         | 昭和30年4月15日 水原町         | 水原町                        | 水原町                         | 水原町                      | 平成16年4月1日 阿賀野市       | 阿賀野市 |
| 熊居新田           | 熊居新田           | 熊居新田                     | 熊居新田                     | 熊居新田                     | 熊居新田                     | 熊居新田                     | 熊居新田                     | 社田村                     | 明治23年3月14日 改称 分田村      | 社田村                       | 社田村                        | 昭和30年4月15日 水原町         | 昭和30年4月15日 水原町         | 昭和30年4月15日 水原町         | 水原町                        | 水原町                         | 水原町                      | 平成16年4月1日 阿賀野市       | 阿賀野市 |
| 江端村             | 江端村             | 江端村                       | 江端村                       | 江端村                       | 明治12年 改称 上江端村       | 明治12年 改称 上江端村       | 明治12年 改称 上江端村       | 社田村                     | 明治23年3月14日 改称 分田村      | 社田村                       | 社田村                        | 昭和30年4月15日 水原町         | 昭和30年4月15日 水原町         | 昭和30年4月15日 水原町         | 水原町                        | 水原町                         | 水原町                      | 平成16年4月1日 阿賀野市       | 阿賀野市 |
| 切梅新田           | 切梅新田           | 切梅新田                     | 切梅新田                     | 切梅新田                     | 切梅新田                     | 切梅新田                     | 切梅新田                     | 社田村                     | 明治23年3月14日 改称 分田村      | 社田村                       | 社田村                        | 昭和30年4月15日 水原町         | 昭和30年4月15日 水原町         | 昭和30年4月15日 水原町         | 水原町                        | 水原町                         | 水原町                      | 平成16年4月1日 阿賀野市       | 阿賀野市 |
| 飯田新田           | 飯田新田           | 飯田新田                     | 飯田新田                     | 飯田新田                     | 飯田新田                     | 飯田新田                     | 飯田新田                     | 社田村                     | 明治23年3月14日 改称 分田村      | 社田村                       | 社田村                        | 昭和30年4月15日 水原町         | 昭和30年4月15日 水原町         | 昭和30年4月15日 水原町         | 水原町                        | 水原町                         | 水原町                      | 平成16年4月1日 阿賀野市       | 阿賀野市 |
| 堀越村             | 堀越村             | 堀越村                       | 堀越村                       | 堀越村                       | 堀越村                       | 堀越村                       | 堀越村                       | 堀越村                     | 堀越村                           | 堀越村                       | 堀越村                        | 昭和30年4月15日 水原町         | 昭和30年4月15日 水原町         | 昭和30年4月15日 水原町         | 水原町                        | 水原町                         | 水原町                      | 平成16年4月1日 阿賀野市       | 阿賀野市 |
| 小境新村           | 小境新村           | 小境新村                     | 小境新村                     | 小境新村                     | 小境新村                     | 小境新村                     | 小境新村                     | 堀越村                     | 堀越村                           | 堀越村                       | 堀越村                        | 昭和30年4月15日 水原町         | 昭和30年4月15日 水原町         | 昭和30年4月15日 水原町         | 水原町                        | 水原町                         | 水原町                      | 平成16年4月1日 阿賀野市       | 阿賀野市 |
| 福田村             | 福田村             | 福田村                       | 福田村                       | 福田村                       | 福田村                       | 福田村                       | 福田村                       | 堀越村                     | 堀越村                           | 堀越村                       | 堀越村                        | 昭和30年4月15日 水原町         | 昭和30年4月15日 水原町         | 昭和30年4月15日 水原町         | 水原町                        | 水原町                         | 水原町                      | 平成16年4月1日 阿賀野市       | 阿賀野市 |
| 牧島村             | 牧島村             | 牧島村                       | 牧島村                       | 明治9年 牧島村               | 牧島村                       | 牧島村                       | 牧島村                       | 堀越村                     | 堀越村                           | 堀越村                       | 堀越村                        | 昭和30年4月15日 水原町         | 昭和30年4月15日 水原町         | 昭和30年4月15日 水原町         | 水原町                        | 水原町                         | 水原町                      | 平成16年4月1日 阿賀野市       | 阿賀野市 |
| 橋本村             | 橋本村             | 橋本村                       | 橋本村                       | 明治9年 牧島村               | 牧島村                       | 牧島村                       | 牧島村                       | 堀越村                     | 堀越村                           | 堀越村                       | 堀越村                        | 昭和30年4月15日 水原町         | 昭和30年4月15日 水原町         | 昭和30年4月15日 水原町         | 水原町                        | 水原町                         | 水原町                      | 平成16年4月1日 阿賀野市       | 阿賀野市 |
| 境新村             | 境新村             | 境新村                       | 境新村                       | 明治10年 境新村              | 境新村                       | 境新村                       | 境新村                       | 堀越村                     | 堀越村                           | 堀越村                       | 堀越村                        | 昭和30年4月15日 水原町         | 昭和30年4月15日 水原町         | 昭和30年4月15日 水原町         | 水原町                        | 水原町                         | 水原町                      | 平成16年4月1日 阿賀野市       | 阿賀野市 |
| 灰塚村             | 灰塚村             | 灰塚村                       | 灰塚村                       | 明治10年 境新村              | 境新村                       | 境新村                       | 境新村                       | 堀越村                     | 堀越村                           | 堀越村                       | 堀越村                        | 昭和30年4月15日 水原町         | 昭和30年4月15日 水原町         | 昭和30年4月15日 水原町         | 水原町                        | 水原町                         | 水原町                      | 平成16年4月1日 阿賀野市       | 阿賀野市 |
| 越御堂村           | 越御堂村           | 越御堂村                     | 越御堂村                     | 越御堂村                     | 越御堂村                     | 越御堂村                     | 越御堂村                     | 堀越村                     | 堀越村                           | 堀越村                       | 堀越村                        | 昭和30年4月15日 水原町         | 昭和30年4月15日 水原町         | 昭和30年4月15日 水原町         | 水原町                        | 水原町                         | 水原町                      | 平成16年4月1日 阿賀野市       | 阿賀野市 |
| 野地城村           | 野地城村           | 野地城村                     | 野地城村                     | 野地城村                     | 野地城村                     | 野地城村                     | 野地城村                     | 堀越村                     | 堀越村                           | 堀越村                       | 堀越村                        | 昭和30年4月15日 水原町         | 昭和30年4月15日 水原町         | 昭和30年4月15日 水原町         | 水原町                        | 水原町                         | 水原町                      | 平成16年4月1日 阿賀野市       | 阿賀野市 |
| 田中村             | 田中村             | 田中村                       | 田中村                       | 田中村                       | 田中村                       | 田中村                       | 田中村                       | 堀越村                     | 堀越村                           | 堀越村                       | 堀越村                        | 昭和30年4月15日 水原町         | 昭和30年4月15日 水原町         | 昭和30年4月15日 水原町         | 水原町                        | 水原町                         | 水原町                      | 平成16年4月1日 阿賀野市       | 阿賀野市 |
| 七石村             | 七石村             | 七石村                       | 七石村                       | 七石村                       | 七石村                       | 七石村                       | 七石村                       | 堀越村                     | 堀越村                           | 堀越村                       | 堀越村                        | 昭和30年4月15日 水原町         | 昭和30年4月15日 水原町         | 昭和30年4月15日 水原町         | 水原町                        | 水原町                         | 水原町                      | 平成16年4月1日 阿賀野市       | 阿賀野市 |
| 庄ヶ宮村           | 庄ヶ宮村           | 庄ヶ宮村                     | 庄ヶ宮村                     | 庄ヶ宮村                     | 庄ヶ宮村                     | 庄ヶ宮村                     | 庄ヶ宮村                     | 堀越村                     | 堀越村                           | 堀越村                       | 堀越村                        | 昭和30年4月15日 水原町         | 昭和30年4月15日 水原町         | 昭和30年4月15日 水原町         | 水原町                        | 水原町                         | 水原町                      | 平成16年4月1日 阿賀野市       | 阿賀野市 |
| 里村               | 里村               | 里村                         | 里村                         | 明治9年 里村                 | 里村                         | 里村                         | 里村                         | 堀越村                     | 堀越村                           | 堀越村                       | 堀越村                        | 昭和30年4月15日 水原町         | 昭和30年4月15日 水原町         | 昭和30年4月15日 水原町         | 水原町                        | 水原町                         | 水原町                      | 平成16年4月1日 阿賀野市       | 阿賀野市 |
| 上金田村           | 上金田村           | 上金田村                     | 上金田村                     | 明治9年 里村                 | 里村                         | 里村                         | 里村                         | 堀越村                     | 堀越村                           | 堀越村                       | 堀越村                        | 昭和30年4月15日 水原町         | 昭和30年4月15日 水原町         | 昭和30年4月15日 水原町         | 水原町                        | 水原町                         | 水原町                      | 平成16年4月1日 阿賀野市       | 阿賀野市 |
| 深町村             | 深町村             | 深町村                       | 深町村                       | 明治10年 深町村              | 深町村                       | 深町村                       | 深町村                       | 堀越村                     | 堀越村                           | 堀越村                       | 堀越村                        | 昭和30年4月15日 水原町         | 昭和30年4月15日 水原町         | 昭和30年4月15日 水原町         | 水原町                        | 水原町                         | 水原町                      | 平成16年4月1日 阿賀野市       | 阿賀野市 |
| 石塚村             | 石塚村             | 石塚村                       | 石塚村                       | 明治10年 深町村              | 深町村                       | 深町村                       | 深町村                       | 堀越村                     | 堀越村                           | 堀越村                       | 堀越村                        | 昭和30年4月15日 水原町         | 昭和30年4月15日 水原町         | 昭和30年4月15日 水原町         | 水原町                        | 水原町                         | 水原町                      | 平成16年4月1日 阿賀野市       | 阿賀野市 |
| 金沢村             | 金沢村             | 金沢村                       | 金沢村                       | 明治10年 金沢村              | 金沢村                       | 金沢村                       | 金沢村                       | 堀越村                     | 堀越村                           | 堀越村                       | 堀越村                        | 昭和30年4月15日 水原町         | 昭和30年4月15日 水原町         | 昭和30年4月15日 水原町         | 水原町                        | 水原町                         | 水原町                      | 平成16年4月1日 阿賀野市       | 阿賀野市 |
| 砂押新田           | 砂押新田           | 砂押新田                     | 砂押新田                     | 明治10年 金沢村              | 金沢村                       | 金沢村                       | 金沢村                       | 堀越村                     | 堀越村                           | 堀越村                       | 堀越村                        | 昭和30年4月15日 水原町         | 昭和30年4月15日 水原町         | 昭和30年4月15日 水原町         | 水原町                        | 水原町                         | 水原町                      | 平成16年4月1日 阿賀野市       | 阿賀野市 |
| 百津村             | 百津村             | 百津村                       | 百津村                       | 百津村                       | 百津村                       | 百津村                       | 百津村                       | 堀越村                     | 堀越村                           | 堀越村                       | 堀越村                        | 昭和30年4月15日 水原町         | 昭和30年4月15日 水原町         | 昭和30年4月15日 水原町         | 水原町                        | 水原町                         | 水原町                      | 平成16年4月1日 阿賀野市       | 阿賀野市 |
| 土橋新村新田       | 土橋新村新田       | 土橋新村新田                 | 土橋新村新田                 | 土橋新村新田                 | 明治15年 改称 土橋村         | 明治15年 改称 土橋村         | 明治15年 改称 土橋村         | 堀越村                     | 堀越村                           | 堀越村                       | 堀越村                        | 昭和30年4月15日 水原町         | 昭和30年4月15日 水原町         | 昭和30年4月15日 水原町         | 水原町                        | 水原町                         | 水原町                      | 平成16年4月1日 阿賀野市       | 阿賀野市 |
| 市野山村           | 市野山村           | 市野山村                     | 市野山村                     | 市野山村                     | 市野山村                     | 市野山村                     | 市野山村                     | 堀越村                     | 堀越村                           | 堀越村                       | 堀越村                        | 昭和30年4月15日 水原町         | 昭和30年4月15日 水原町         | 昭和30年4月15日 水原町         | 水原町                        | 水原町                         | 水原町                      | 平成16年4月1日 阿賀野市       | 阿賀野市 |
| 中村               | 中村               | 中村                         | 中村                         | 中村                         | 明治12年 改称 上中村         | 明治12年 改称 上中村         | 明治12年 改称 上中村         | 堀越村                     | 堀越村                           | 堀越村                       | 堀越村                        | 昭和30年4月15日 水原町         | 昭和30年4月15日 水原町         | 昭和30年4月15日 水原町         | 水原町                        | 水原町                         | 水原町                      | 平成16年4月1日 阿賀野市       | 阿賀野市 |
| 中野目村           | 中野目村           | 中野目村                     | 中野目村                     | 中野目村                     | 明治12年 改称 上中野目村     | 明治12年 改称 上中野目村     | 明治12年 改称 上中野目村     | 堀越村                     | 堀越村                           | 堀越村                       | 堀越村                        | 昭和30年4月15日 水原町         | 昭和30年4月15日 水原町         | 昭和30年4月15日 水原町         | 水原町                        | 水原町                         | 水原町                      | 平成16年4月1日 阿賀野市       | 阿賀野市 |
| 荒屋村             | 荒屋村             | 荒屋村                       | 荒屋村                       | 荒屋村                       | 荒屋村                       | 荒屋村                       | 荒屋村                       | 堀越村                     | 堀越村                           | 堀越村                       | 堀越村                        | 昭和30年4月15日 水原町         | 昭和30年4月15日 水原町         | 昭和30年4月15日 水原町         | 水原町                        | 水原町                         | 水原町                      | 平成16年4月1日 阿賀野市       | 阿賀野市 |
| 下金田村           | 下金田村           | 下金田村                     | 下金田村                     | 下金田村                     | 下金田村                     | 下金田村                     | 下金田村                     | 堀越村                     | 堀越村                           | 堀越村                       | 堀越村                        | 昭和30年4月15日 水原町         | 昭和30年4月15日 水原町         | 昭和30年4月15日 水原町         | 水原町                        | 水原町                         | 水原町                      | 平成16年4月1日 阿賀野市       | 阿賀野市 |
| 大野地村           | 大野地村           | 大野地村                     | 大野地村                     | 大野地村                     | 大野地村                     | 大野地村                     | 大野地村                     | 堀越村                     | 堀越村                           | 堀越村                       | 堀越村                        | 昭和30年4月15日 水原町         | 昭和30年4月15日 水原町         | 昭和30年4月15日 水原町         | 水原町                        | 水原町                         | 水原町                      | 平成16年4月1日 阿賀野市       | 阿賀野市 |
| 境新田             | 境新田             | 境新田                       | 境新田                       | 境新田                       | 境新田                       | 境新田                       | 境新田                       | 堀越村                     | 堀越村                           | 堀越村                       | 堀越村                        | 昭和30年4月15日 水原町         | 昭和30年4月15日 水原町         | 昭和30年4月15日 水原町         | 水原町                        | 水原町                         | 水原町                      | 平成16年4月1日 阿賀野市       | 阿賀野市 |
| 中潟新村新田       | 中潟新村新田       | 中潟新村新田                 | 中潟新村新田                 | 中潟新村新田                 | 中潟新村新田                 | 中潟新村新田                 | 中潟新村新田                 | 堀越村                     | 堀越村                           | 堀越村                       | 堀越村                        | 昭和30年4月15日 水原町         | 昭和30年4月15日 水原町         | 昭和30年4月15日 水原町         | 水原町                        | 水原町                         | 水原町                      | 平成16年4月1日 阿賀野市       | 阿賀野市 |
| 五分市村           | 五分市村           | 五分市村                     | 五分市村                     | 五分市村                     | 五分市村                     | 五分市村                     | 五分市村                     | 堀越村                     | 堀越村                           | 堀越村                       | 堀越村                        | 昭和30年4月15日 水原町         | 昭和30年4月15日 水原町         | 昭和30年4月15日 水原町         | 水原町                        | 水原町                         | 水原町                      | 平成16年4月1日 阿賀野市       | 阿賀野市 |
| 新飯田村           | 新飯田村           | 新飯田村                     | 新飯田村                     | 新飯田村                     | 新飯田村                     | 新飯田村                     | 新飯田村                     | 堀越村                     | 堀越村                           | 堀越村                       | 堀越村                        | 昭和30年4月15日 水原町         | 昭和30年4月15日 水原町         | 昭和30年4月15日 水原町         | 水原町                        | 水原町                         | 水原町                      | 平成16年4月1日 阿賀野市       | 阿賀野市 |
| 中野村             | 中野村             | 中野村                       | 中野村                       | 中野村                       | 中野村                       | 中野村                       | 中野村                       | 堀越村                     | 堀越村                           | 堀越村                       | 堀越村                        | 昭和30年4月15日 水原町         | 昭和30年4月15日 水原町         | 昭和30年4月15日 水原町         | 水原町                        | 水原町                         | 水原町                      | 平成16年4月1日 阿賀野市       | 阿賀野市 |
| 笹岡町             | 笹岡町             | 笹岡町                       | 笹岡町                       | 笹岡町                       | 笹岡町                       | 笹岡町                       | 笹岡町                       | 笹岡村                     | 笹岡村                           | 明治34年11月1日 笹岡村       | 笹岡村                        | 笹岡村                         | 笹岡村                         | 笹岡村                         | 昭和31年9月30日 笹神村        | 笹神村                         | 笹神村                      | 平成16年4月1日 阿賀野市       | 阿賀野市 |
| 山崎町             | 山崎町             | 山崎町                       | 山崎町                       | 山崎町                       | 山崎町                       | 山崎町                       | 山崎町                       | 笹岡村                     | 笹岡村                           | 明治34年11月1日 笹岡村       | 笹岡村                        | 笹岡村                         | 笹岡村                         | 笹岡村                         | 昭和31年9月30日 笹神村        | 笹神村                         | 笹神村                      | 平成16年4月1日 阿賀野市       | 阿賀野市 |
| 川崎村             | 川崎村             | 川崎村                       | 川崎村                       | 川崎村                       | 川崎村                       | 川崎村                       | 川崎村                       | 笹岡村                     | 笹岡村                           | 明治34年11月1日 笹岡村       | 笹岡村                        | 笹岡村                         | 笹岡村                         | 笹岡村                         | 昭和31年9月30日 笹神村        | 笹神村                         | 笹神村                      | 平成16年4月1日 阿賀野市       | 阿賀野市 |
| 上山屋村           | 上山屋村           | 上山屋村                     | 上山屋村                     | 上山屋村                     | 上山屋村                     | 上山屋村                     | 上山屋村                     | 笹岡村                     | 笹岡村                           | 明治34年11月1日 笹岡村       | 笹岡村                        | 笹岡村                         | 笹岡村                         | 笹岡村                         | 昭和31年9月30日 笹神村        | 笹神村                         | 笹神村                      | 平成16年4月1日 阿賀野市       | 阿賀野市 |
| 下山屋村           | 下山屋村           | 下山屋村                     | 下山屋村                     | 下山屋村                     | 下山屋村                     | 下山屋村                     | 下山屋村                     | 笹岡村                     | 笹岡村                           | 明治34年11月1日 笹岡村       | 笹岡村                        | 笹岡村                         | 笹岡村                         | 笹岡村                         | 昭和31年9月30日 笹神村        | 笹神村                         | 笹神村                      | 平成16年4月1日 阿賀野市       | 阿賀野市 |
| 蒔田村             | 蒔田村             | 蒔田村                       | 蒔田村                       | 蒔田村                       | 蒔田村                       | 蒔田村                       | 蒔田村                       | 笹岡村                     | 笹岡村                           | 明治34年11月1日 笹岡村       | 笹岡村                        | 笹岡村                         | 笹岡村                         | 笹岡村                         | 昭和31年9月30日 笹神村        | 笹神村                         | 笹神村                      | 平成16年4月1日 阿賀野市       | 阿賀野市 |
| 発久新村新田       | 発久新村新田       | 発久新村新田                 | 発久新村新田                 | 発久新村新田                 | 発久新村新田                 | 発久新村新田                 | 発久新村新田                 | 笹岡村                     | 笹岡村                           | 明治34年11月1日 笹岡村       | 笹岡村                        | 笹岡村                         | 笹岡村                         | 笹岡村                         | 昭和31年9月30日 笹神村        | 笹神村                         | 笹神村                      | 平成16年4月1日 阿賀野市       | 阿賀野市 |
| 赤水村             | 赤水村             | 赤水村                       | 赤水村                       | 赤水村                       | 赤水村                       | 赤水村                       | 赤水村                       | 笹岡村                     | 笹岡村                           | 明治34年11月1日 笹岡村       | 笹岡村                        | 笹岡村                         | 笹岡村                         | 笹岡村                         | 昭和31年9月30日 笹神村        | 笹神村                         | 笹神村                      | 平成16年4月1日 阿賀野市       | 阿賀野市 |
| 須走村             | 須走村             | 須走村                       | 須走村                       | 明治10年 須走村              | 須走村                       | 須走村                       | 須走村                       | 笹岡村                     | 笹岡村                           | 明治34年11月1日 笹岡村       | 笹岡村                        | 笹岡村                         | 笹岡村                         | 笹岡村                         | 昭和31年9月30日 笹神村        | 笹神村                         | 笹神村                      | 平成16年4月1日 阿賀野市       | 阿賀野市 |
| 須走村新田         | 須走村新田         | 須走村新田                   | 須走村新田                   | 明治10年 須走村              | 須走村                       | 須走村                       | 須走村                       | 笹岡村                     | 笹岡村                           | 明治34年11月1日 笹岡村       | 笹岡村                        | 笹岡村                         | 笹岡村                         | 笹岡村                         | 昭和31年9月30日 笹神村        | 笹神村                         | 笹神村                      | 平成16年4月1日 阿賀野市       | 阿賀野市 |
| 横山新村新田       | 横山新村新田       | 横山新村新田                 | 横山新村新田                 | 横山新村新田                 | 横山新村新田                 | 明治16年 横山新村            | 明治16年 横山新村            | 笹岡村                     | 笹岡村                           | 明治34年11月1日 笹岡村       | 笹岡村                        | 笹岡村                         | 笹岡村                         | 笹岡村                         | 昭和31年9月30日 笹神村        | 笹神村                         | 笹神村                      | 平成16年4月1日 阿賀野市       | 阿賀野市 |
| 境目新村新田       | 境目新村新田       | 境目新村新田                 | 境目新村新田                 | 境目新村新田                 | 境目新村新田                 | 明治16年 横山新村            | 明治16年 横山新村            | 笹岡村                     | 笹岡村                           | 明治34年11月1日 笹岡村       | 笹岡村                        | 笹岡村                         | 笹岡村                         | 笹岡村                         | 昭和31年9月30日 笹神村        | 笹神村                         | 笹神村                      | 平成16年4月1日 阿賀野市       | 阿賀野市 |
| 野村新村新田       | 野村新村新田       | 野村新村新田                 | 野村新村新田                 | 野村新村新田                 | 野村新村新田                 | 野村新村新田                 | 野村新村新田                 | 笹岡村                     | 笹岡村                           | 明治34年11月1日 笹岡村       | 笹岡村                        | 笹岡村                         | 笹岡村                         | 笹岡村                         | 昭和31年9月30日 笹神村        | 笹神村                         | 笹神村                      | 平成16年4月1日 阿賀野市       | 阿賀野市 |
| 金屋村             | 金屋村             | 金屋村                       | 金屋村                       | 金屋村                       | 金屋村                       | 明治18年 金屋村              | 明治18年 金屋村              | 笹岡村                     | 笹岡村                           | 明治34年11月1日 笹岡村       | 笹岡村                        | 笹岡村                         | 笹岡村                         | 笹岡村                         | 昭和31年9月30日 笹神村        | 笹神村                         | 笹神村                      | 平成16年4月1日 阿賀野市       | 阿賀野市 |
| 金屋新村           | 金屋新村           | 金屋新村                     | 金屋新村                     | 金屋新村                     | 金屋新村                     | 明治18年 金屋村              | 明治18年 金屋村              | 笹岡村                     | 笹岡村                           | 明治34年11月1日 笹岡村       | 笹岡村                        | 笹岡村                         | 笹岡村                         | 笹岡村                         | 昭和31年9月30日 笹神村        | 笹神村                         | 笹神村                      | 平成16年4月1日 阿賀野市       | 阿賀野市 |
| 押切村             | 押切村             | 押切村                       | 押切村                       | 押切村                       | 押切村                       | 押切村                       | 押切村                       | 笹岡村                     | 笹岡村                           | 明治34年11月1日 笹岡村       | 笹岡村                        | 笹岡村                         | 笹岡村                         | 笹岡村                         | 昭和31年9月30日 笹神村        | 笹神村                         | 笹神村                      | 平成16年4月1日 阿賀野市       | 阿賀野市 |
| 塚田新村           | 塚田新村           | 塚田新村                     | 塚田新村                     | 塚田新村                     | 塚田新村                     | 塚田新村                     | 塚田新村                     | 笹岡村                     | 笹岡村                           | 明治34年11月1日 笹岡村       | 笹岡村                        | 笹岡村                         | 笹岡村                         | 笹岡村                         | 昭和31年9月30日 笹神村        | 笹神村                         | 笹神村                      | 平成16年4月1日 阿賀野市       | 阿賀野市 |
| 川岡新村新田       | 川岡新村新田       | 川岡新村新田                 | 川岡新村新田                 | 川岡新村新田                 | 川岡新村新田                 | 川岡新村新田                 | 川岡新村新田                 | 笹岡村                     | 笹岡村                           | 明治34年11月1日 笹岡村       | 笹岡村                        | 笹岡村                         | 笹岡村                         | 笹岡村                         | 昭和31年9月30日 笹神村        | 笹神村                         | 笹神村                      | 平成16年4月1日 阿賀野市       | 阿賀野市 |
| 坂町村             | 坂町村             | 坂町村                       | 坂町村                       | 坂町村                       | 明治12年 改称 上坂町村       | 明治12年 改称 上坂町村       | 明治12年 改称 上坂町村       | 笹岡村                     | 笹岡村                           | 明治34年11月1日 笹岡村       | 笹岡村                        | 笹岡村                         | 笹岡村                         | 笹岡村                         | 昭和31年9月30日 笹神村        | 笹神村                         | 笹神村                      | 平成16年4月1日 阿賀野市       | 阿賀野市 |
| 次郎丸村           | 次郎丸村           | 次郎丸村                     | 次郎丸村                     | 次郎丸村                     | 次郎丸村                     | 次郎丸村                     | 次郎丸村                     | 笹岡村                     | 笹岡村                           | 明治34年11月1日 笹岡村       | 笹岡村                        | 笹岡村                         | 笹岡村                         | 笹岡村                         | 昭和31年9月30日 笹神村        | 笹神村                         | 笹神村                      | 平成16年4月1日 阿賀野市       | 阿賀野市 |
| 羽黒新村           | 羽黒新村           | 羽黒新村                     | 羽黒新村                     | 羽黒新村                     | 羽黒新村                     | 羽黒新村                     | 羽黒新村                     | 笹岡村                     | 笹岡村                           | 明治34年11月1日 笹岡村       | 笹岡村                        | 笹岡村                         | 笹岡村                         | 笹岡村                         | 昭和31年9月30日 笹神村        | 笹神村                         | 笹神村                      | 平成16年4月1日 阿賀野市       | 阿賀野市 |
| 大室村             | 大室村             | 大室村                       | 大室村                       | 大室村                       | 大室村                       | 大室村                       | 大室村                       | 大室村                     | 大室村                           | 明治34年11月1日 笹岡村       | 笹岡村                        | 笹岡村                         | 笹岡村                         | 笹岡村                         | 昭和31年9月30日 笹神村        | 笹神村                         | 笹神村                      | 平成16年4月1日 阿賀野市       | 阿賀野市 |
| 福井新村           | 福井新村           | 福井新村                     | 福井新村                     | 福井新村                     | 福井新村                     | 福井新村                     | 福井新村                     | 大室村                     | 大室村                           | 明治34年11月1日 笹岡村       | 笹岡村                        | 笹岡村                         | 笹岡村                         | 笹岡村                         | 昭和31年9月30日 笹神村        | 笹神村                         | 笹神村                      | 平成16年4月1日 阿賀野市       | 阿賀野市 |
| 十二神村           | 十二神村           | 十二神村                     | 十二神村                     | 十二神村                     | 十二神村                     | 十二神村                     | 十二神村                     | 大室村                     | 大室村                           | 明治34年11月1日 笹岡村       | 笹岡村                        | 笹岡村                         | 笹岡村                         | 笹岡村                         | 昭和31年9月30日 笹神村        | 笹神村                         | 笹神村                      | 平成16年4月1日 阿賀野市       | 阿賀野市 |
| 山岸新村           | 山岸新村           | 山岸新村                     | 山岸新村                     | 山岸新村                     | 山岸新村                     | 山岸新村                     | 山岸新村                     | 大室村                     | 大室村                           | 明治34年11月1日 笹岡村       | 笹岡村                        | 笹岡村                         | 笹岡村                         | 笹岡村                         | 昭和31年9月30日 笹神村        | 笹神村                         | 笹神村                      | 平成16年4月1日 阿賀野市       | 阿賀野市 |
| 山寺村             | 山寺村             | 山寺村                       | 山寺村                       | 山寺村                       | 山寺村                       | 山寺村                       | 山寺村                       | 大室村                     | 大室村                           | 明治34年11月1日 笹岡村       | 笹岡村                        | 笹岡村                         | 笹岡村                         | 笹岡村                         | 昭和31年9月30日 笹神村        | 笹神村                         | 笹神村                      | 平成16年4月1日 阿賀野市       | 阿賀野市 |
| 七浦村             | 七浦村             | 七浦村                       | 七浦村                       | 七浦村                       | 七浦村                       | 七浦村                       | 七浦村                       | 大室村                     | 大室村                           | 明治34年11月1日 笹岡村       | 笹岡村                        | 笹岡村                         | 笹岡村                         | 笹岡村                         | 昭和31年9月30日 笹神村        | 笹神村                         | 笹神村                      | 平成16年4月1日 阿賀野市       | 阿賀野市 |
| 山田村             | 山田村             | 山田村                       | 山田村                       | 山田村                       | 明治12年 改称 上山田村       | 明治12年 改称 上山田村       | 明治12年 改称 上山田村       | 大室村                     | 大室村                           | 明治34年11月1日 笹岡村       | 笹岡村                        | 笹岡村                         | 笹岡村                         | 笹岡村                         | 昭和31年9月30日 笹神村        | 笹神村                         | 笹神村                      | 平成16年4月1日 阿賀野市       | 阿賀野市 |
| 小中山村           | 小中山村           | 小中山村                     | 小中山村                     | 小中山村                     | 明治12年 改称 上小中山村     | 明治12年 改称 上小中山村     | 明治12年 改称 上小中山村     | 大室村                     | 大室村                           | 明治34年11月1日 笹岡村       | 笹岡村                        | 笹岡村                         | 笹岡村                         | 笹岡村                         | 昭和31年9月30日 笹神村        | 笹神村                         | 笹神村                      | 平成16年4月1日 阿賀野市       | 阿賀野市 |
| 宮島村             | 宮島村             | 宮島村                       | 宮島村                       | 宮島村                       | 宮島村                       | 宮島村                       | 宮島村                       | 大室村                     | 大室村                           | 明治34年11月1日 笹岡村       | 笹岡村                        | 笹岡村                         | 笹岡村                         | 笹岡村                         | 昭和31年9月30日 笹神村        | 笹神村                         | 笹神村                      | 平成16年4月1日 阿賀野市       | 阿賀野市 |
| 宮下村             | 宮下村             | 宮下村                       | 宮下村                       | 宮下村                       | 宮下村                       | 宮下村                       | 宮下村                       | 大室村                     | 大室村                           | 明治34年11月1日 笹岡村       | 笹岡村                        | 笹岡村                         | 笹岡村                         | 笹岡村                         | 昭和31年9月30日 笹神村        | 笹神村                         | 笹神村                      | 平成16年4月1日 阿賀野市       | 阿賀野市 |
| 小中山村新田       | 小中山村新田       | 小中山村新田                 | 小中山村新田                 | 小中山村新田                 | 小中山村新田                 | 小中山村新田                 | 小中山村新田                 | 大室村                     | 大室村                           | 明治34年11月1日 笹岡村       | 笹岡村                        | 笹岡村                         | 笹岡村                         | 笹岡村                         | 昭和31年9月30日 笹神村        | 笹神村                         | 笹神村                      | 平成16年4月1日 阿賀野市       | 阿賀野市 |
| 七浦村新田         | 七浦村新田         | 七浦村新田                   | 七浦村新田                   | 七浦村新田                   | 七浦村新田                   | 七浦村新田                   | 七浦村新田                   | 大室村                     | 大室村                           | 明治34年11月1日 笹岡村       | 笹岡村                        | 笹岡村                         | 笹岡村                         | 笹岡村                         | 昭和31年9月30日 笹神村        | 笹神村                         | 笹神村                      | 平成16年4月1日 阿賀野市       | 阿賀野市 |
| 宮下村新田         | 宮下村新田         | 宮下村新田                   | 宮下村新田                   | 宮下村新田                   | 宮下村新田                   | 宮下村新田                   | 宮下村新田                   | 大室村                     | 大室村                           | 明治34年11月1日 笹岡村       | 笹岡村                        | 笹岡村                         | 笹岡村                         | 笹岡村                         | 昭和31年9月30日 笹神村        | 笹神村                         | 笹神村                      | 平成16年4月1日 阿賀野市       | 阿賀野市 |
| 宮島村新田         | 宮島村新田         | 宮島村新田                   | 宮島村新田                   | 宮島村新田                   | 宮島村新田                   | 宮島村新田                   | 宮島村新田                   | 大室村                     | 大室村                           | 明治34年11月1日 笹岡村       | 笹岡村                        | 笹岡村                         | 笹岡村                         | 笹岡村                         | 昭和31年9月30日 笹神村        | 笹神村                         | 笹神村                      | 平成16年4月1日 阿賀野市       | 阿賀野市 |
| 出湯村             | 出湯村             | 出湯村                       | 出湯村                       | 出湯村                       | 出湯村                       | 出湯村                       | 出湯村                       | 出湯村                     | 出湯村                           | 明治34年11月1日 笹岡村       | 笹岡村                        | 笹岡村                         | 笹岡村                         | 笹岡村                         | 昭和31年9月30日 笹神村        | 笹神村                         | 笹神村                      | 平成16年4月1日 阿賀野市       | 阿賀野市 |
| 今板村             | 今板村             | 今板村                       | 今板村                       | 今板村                       | 今板村                       | 今板村                       | 今板村                       | 出湯村                     | 出湯村                           | 明治34年11月1日 笹岡村       | 笹岡村                        | 笹岡村                         | 笹岡村                         | 笹岡村                         | 昭和31年9月30日 笹神村        | 笹神村                         | 笹神村                      | 平成16年4月1日 阿賀野市       | 阿賀野市 |
| 大宮新田           | 大宮新田           | 大宮新田                     | 大宮新田                     | 大宮新田                     | 大宮新田                     | 大宮新田                     | 大宮新田                     | 出湯村                     | 出湯村                           | 明治34年11月1日 笹岡村       | 笹岡村                        | 笹岡村                         | 笹岡村                         | 笹岡村                         | 昭和31年9月30日 笹神村        | 笹神村                         | 笹神村                      | 平成16年4月1日 阿賀野市       | 阿賀野市 |
| 勝屋村             | 勝屋村             | 勝屋村                       | 勝屋村                       | 勝屋村                       | 勝屋村                       | 勝屋村                       | 勝屋村                       | 出湯村                     | 出湯村                           | 明治34年11月1日 笹岡村       | 笹岡村                        | 笹岡村                         | 笹岡村                         | 笹岡村                         | 昭和31年9月30日 笹神村        | 笹神村                         | 笹神村                      | 平成16年4月1日 阿賀野市       | 阿賀野市 |
| 上一分村           | 上一分村           | 上一分村                     | 上一分村                     | 上一分村                     | 上一分村                     | 上一分村                     | 上一分村                     | 出湯村                     | 出湯村                           | 明治34年11月1日 笹岡村       | 笹岡村                        | 笹岡村                         | 笹岡村                         | 笹岡村                         | 昭和31年9月30日 笹神村        | 笹神村                         | 笹神村                      | 平成16年4月1日 阿賀野市       | 阿賀野市 |
| 下一分村           | 下一分村           | 下一分村                     | 下一分村                     | 下一分村                     | 下一分村                     | 下一分村                     | 下一分村                     | 出湯村                     | 出湯村                           | 明治34年11月1日 笹岡村       | 笹岡村                        | 笹岡村                         | 笹岡村                         | 笹岡村                         | 昭和31年9月30日 笹神村        | 笹神村                         | 笹神村                      | 平成16年4月1日 阿賀野市       | 阿賀野市 |
| 堤新村新田         | 堤新村新田         | 堤新村新田                   | 堤新村新田                   | 堤新村新田                   | 堤新村新田                   | 堤新村新田                   | 堤新村新田                   | 出湯村                     | 出湯村                           | 明治34年11月1日 笹岡村       | 笹岡村                        | 笹岡村                         | 笹岡村                         | 笹岡村                         | 昭和31年9月30日 笹神村        | 笹神村                         | 笹神村                      | 平成16年4月1日 阿賀野市       | 阿賀野市 |
| 小栗山新村新田     | 小栗山新村新田     | 小栗山新村新田               | 小栗山新村新田               | 小栗山新村新田               | 小栗山新村新田               | 小栗山新村新田               | 小栗山新村新田               | 出湯村                     | 出湯村                           | 明治34年11月1日 笹岡村       | 笹岡村                        | 笹岡村                         | 笹岡村                         | 笹岡村                         | 昭和31年9月30日 笹神村        | 笹神村                         | 笹神村                      | 平成16年4月1日 阿賀野市       | 阿賀野市 |
| 折居村             | 折居村             | 折居村                       | 折居村                       | 折居村                       | 折居村                       | 折居村                       | 折居村                       | 出湯村                     | 出湯村                           | 明治34年11月1日 笹岡村       | 笹岡村                        | 笹岡村                         | 笹岡村                         | 笹岡村                         | 昭和31年9月30日 笹神村        | 笹神村                         | 笹神村                      | 平成16年4月1日 阿賀野市       | 阿賀野市 |
| 西山新村新田       | 西山新村新田       | 西山新村新田                 | 西山新村新田                 | 西山新村新田                 | 明治12年 改称 上西山新村新田 | 明治12年 改称 上西山新村新田 | 明治12年 改称 上西山新村新田 | 出湯村                     | 出湯村                           | 明治34年11月1日 笹岡村       | 笹岡村                        | 笹岡村                         | 笹岡村                         | 笹岡村                         | 昭和31年9月30日 笹神村        | 笹神村                         | 笹神村                      | 平成16年4月1日 阿賀野市       | 阿賀野市 |
| 沢口新村新田       | 沢口新村新田       | 沢口新村新田                 | 沢口新村新田                 | 沢口新村新田                 | 沢口新村新田                 | 沢口新村新田                 | 沢口新村新田                 | 出湯村                     | 出湯村                           | 明治34年11月1日 笹岡村       | 笹岡村                        | 笹岡村                         | 笹岡村                         | 笹岡村                         | 昭和31年9月30日 笹神村        | 笹神村                         | 笹神村                      | 平成16年4月1日 阿賀野市       | 阿賀野市 |
| 湯沢新村新田       | 湯沢新村新田       | 湯沢新村新田                 | 湯沢新村新田                 | 湯沢新村新田                 | 湯沢新村新田                 | 湯沢新村新田                 | 湯沢新村新田                 | 出湯村                     | 出湯村                           | 明治34年11月1日 笹岡村       | 笹岡村                        | 笹岡村                         | 笹岡村                         | 笹岡村                         | 昭和31年9月30日 笹神村        | 笹神村                         | 笹神村                      | 平成16年4月1日 阿賀野市       | 阿賀野市 |
| 女堂村             | 女堂村             | 女堂村                       | 女堂村                       | 女堂村                       | 女堂村                       | 女堂村                       | 女堂村                       | 出湯村                     | 出湯村                           | 明治34年11月1日 笹岡村       | 笹岡村                        | 笹岡村                         | 笹岡村                         | 笹岡村                         | 昭和31年9月30日 笹神村        | 笹神村                         | 笹神村                      | 平成16年4月1日 阿賀野市       | 阿賀野市 |
| 天神堂村           | 天神堂村           | 天神堂村                     | 天神堂村                     | 明治10年 天神堂村            | 天神堂村                     | 天神堂村                     | 天神堂村                     | 天神塚村                   | 天神塚村                         | 明治34年11月1日 神山村       | 神山村                        | 神山村                         | 神山村                         | 神山村                         | 昭和31年9月30日 笹神村        | 昭和33年10月10日 水原町に編入  | 水原町                      | 平成16年4月1日 阿賀野市       | 阿賀野市 |
| 天神堂新田         | 天神堂新田         | 天神堂新田                   | 天神堂新田                   | 明治10年 天神堂村            | 天神堂村                     | 天神堂村                     | 天神堂村                     | 天神塚村                   | 天神塚村                         | 明治34年11月1日 神山村       | 神山村                        | 神山村                         | 神山村                         | 神山村                         | 昭和31年9月30日 笹神村        | 昭和33年10月10日 水原町に編入  | 水原町                      | 平成16年4月1日 阿賀野市       | 阿賀野市 |
| 千原新村新田       | 千原新村新田       | 千原新村新田                 | 千原新村新田                 | 千原新村新田                 | 千原新村新田                 | 千原新村新田                 | 千原新村新田                 | 天神塚村                   | 天神塚村                         | 明治34年11月1日 神山村       | 神山村                        | 神山村                         | 神山村                         | 神山村                         | 昭和31年9月30日 笹神村        | 昭和33年10月10日 水原町に編入  | 水原町                      | 平成16年4月1日 阿賀野市       | 阿賀野市 |
| 泉新村新田         | 泉新村新田         | 泉新村新田                   | 泉新村新田                   | 泉新村新田                   | 泉新村新田                   | 泉新村新田                   | 泉新村新田                   | 天神塚村                   | 天神塚村                         | 明治34年11月1日 神山村       | 神山村                        | 神山村                         | 神山村                         | 神山村                         | 昭和31年9月30日 笹神村        | 神山村                         | 神山村                      | 平成16年4月1日 阿賀野市       | 阿賀野市 |
| 福岡村             | 福岡村             | 福岡村                       | 福岡村                       | 福岡村                       | 明治12年 改称 下福岡村       | 明治12年 改称 下福岡村       | 明治12年 改称 下福岡村       | 天神塚村                   | 天神塚村                         | 明治34年11月1日 神山村       | 神山村                        | 神山村                         | 神山村                         | 神山村                         | 昭和31年9月30日 笹神村        | 神山村                         | 神山村                      | 平成16年4月1日 阿賀野市       | 阿賀野市 |
| 沖ノ館村           | 沖ノ館村           | 沖ノ館村                     | 沖ノ館村                     | 沖ノ館村                     | 沖ノ館村                     | 沖ノ館村                     | 沖ノ館村                     | 天神塚村                   | 天神塚村                         | 明治34年11月1日 神山村       | 神山村                        | 神山村                         | 神山村                         | 神山村                         | 昭和31年9月30日 笹神村        | 神山村                         | 神山村                      | 平成16年4月1日 阿賀野市       | 阿賀野市 |
| 船居村             | 船居村             | 船居村                       | 船居村                       | 船居村                       | 船居村                       | 船居村                       | 船居村                       | 天神塚村                   | 天神塚村                         | 明治34年11月1日 神山村       | 神山村                        | 神山村                         | 神山村                         | 神山村                         | 昭和31年9月30日 笹神村        | 神山村                         | 神山村                      | 平成16年4月1日 阿賀野市       | 阿賀野市 |
| 荻島新村新田       | 荻島新村新田       | 荻島新村新田                 | 荻島新村新田                 | 荻島新村新田                 | 荻島新村新田                 | 荻島新村新田                 | 荻島新村新田                 | 天神塚村                   | 天神塚村                         | 明治34年11月1日 神山村       | 神山村                        | 神山村                         | 神山村                         | 神山村                         | 昭和31年9月30日 笹神村        | 神山村                         | 神山村                      | 平成16年4月1日 阿賀野市       | 阿賀野市 |
| 榎船渡村           | 榎船渡村           | 榎船渡村                     | 榎船渡村                     | 榎船渡村                     | 榎船渡村                     | 榎船渡村                     | 明治20年 榎船渡村            | 天神塚村                   | 天神塚村                         | 明治34年11月1日 神山村       | 神山村                        | 神山村                         | 神山村                         | 神山村                         | 昭和31年9月30日 笹神村        | 神山村                         | 神山村                      | 平成16年4月1日 阿賀野市       | 阿賀野市 |
| 榎船渡村新田       | 榎船渡村新田       | 榎船渡村新田                 | 榎船渡村新田                 | 榎船渡村新田                 | 榎船渡村新田                 | 榎船渡村新田                 | 明治20年 榎船渡村            | 天神塚村                   | 天神塚村                         | 明治34年11月1日 神山村       | 神山村                        | 神山村                         | 神山村                         | 神山村                         | 昭和31年9月30日 笹神村        | 神山村                         | 神山村                      | 平成16年4月1日 阿賀野市       | 阿賀野市 |
| 本明新村新田       | 本明新村新田       | 本明新村新田                 | 本明新村新田                 | 本明新村新田                 | 本明新村新田                 | 本明新村新田                 | 本明新村新田                 | 天神塚村                   | 天神塚村                         | 明治34年11月1日 神山村       | 神山村                        | 神山村                         | 神山村                         | 神山村                         | 昭和31年9月30日 笹神村        | 神山村                         | 神山村                      | 平成16年4月1日 阿賀野市       | 阿賀野市 |
| 島田新村           | 島田新村           | 島田新村                     | 島田新村                     | 島田新村                     | 島田新村                     | 島田新村                     | 島田新村                     | 天神塚村                   | 天神塚村                         | 明治34年11月1日 神山村       | 神山村                        | 神山村                         | 神山村                         | 神山村                         | 昭和31年9月30日 笹神村        | 神山村                         | 神山村                      | 平成16年4月1日 阿賀野市       | 阿賀野市 |
| 沖村               | 沖村               | 沖村                         | 沖村                         | 沖村                         | 沖村                         | 沖村                         | 沖村                         | 天神塚村                   | 天神塚村                         | 明治34年11月1日 神山村       | 神山村                        | 神山村                         | 神山村                         | 神山村                         | 昭和31年9月30日 笹神村        | 神山村                         | 神山村                      | 平成16年4月1日 阿賀野市       | 阿賀野市 |
| 高田村ノ内         | 高田村ノ内         | 高田村ノ内                   | 高田村ノ内                   | 高田村ノ内                   | 高田村ノ内                   | 高田村ノ内                   | 高田村ノ内                   | 天神塚村                   | 天神塚村                         | 明治34年11月1日 神山村       | 神山村                        | 神山村                         | 神山村                         | 神山村                         | 昭和31年9月30日 笹神村        | 神山村                         | 神山村                      | 平成16年4月1日 阿賀野市       | 阿賀野市 |
| 高田村             | 高田村             | 高田村                       | 高田村                       | 高田村                       | 明治12年 改称 上高田村       | 明治12年 改称 上高田村       | 明治12年 改称 上高田村       | 天神塚村                   | 天神塚村                         | 明治34年11月1日 神山村       | 神山村                        | 神山村                         | 神山村                         | 神山村                         | 昭和31年9月30日 笹神村        | 神山村                         | 神山村                      | 平成16年4月1日 阿賀野市       | 阿賀野市 |
| 飯塚村             | 飯塚村             | 飯塚村                       | 飯塚村                       | 飯塚村                       | 明治12年 改称 上飯塚村       | 明治12年 改称 上飯塚村       | 明治12年 改称 上飯塚村       | 天神塚村                   | 天神塚村                         | 明治34年11月1日 神山村       | 神山村                        | 神山村                         | 神山村                         | 神山村                         | 昭和31年9月30日 笹神村        | 神山村                         | 神山村                      | 平成16年4月1日 阿賀野市       | 阿賀野市 |
| 榎                 | 榎                 | 榎                           | 榎                           | 榎                           | 榎                           | 榎                           | 榎                           | 天神塚村                   | 天神塚村                         | 明治34年11月1日 神山村       | 神山村                        | 神山村                         | 神山村                         | 神山村                         | 昭和31年9月30日 笹神村        | 神山村                         | 神山村                      | 平成16年4月1日 阿賀野市       | 阿賀野市 |
| 山倉村             | 山倉村             | 山倉村                       | 山倉村                       | 山倉村                       | 山倉村                       | 山倉村                       | 山倉村                       | 山倉村                     | 山倉村                           | 明治34年11月1日 神山村       | 神山村                        | 神山村                         | 神山村                         | 神山村                         | 昭和31年9月30日 笹神村        | 神山村                         | 神山村                      | 平成16年4月1日 阿賀野市       | 阿賀野市 |
| 山倉村新田地先     | 山倉村新田地先     | 山倉村新田地先               | 山倉村新田地先               | 山倉村新田地先               | 山倉村新田地先               | 山倉村新田地先               | 山倉村新田地先               | 山倉村                     | 山倉村                           | 明治34年11月1日 神山村       | 神山村                        | 神山村                         | 神山村                         | 神山村                         | 昭和31年9月30日 笹神村        | 神山村                         | 神山村                      | 平成16年4月1日 阿賀野市       | 阿賀野市 |
| 高田               | 高田               | 高田                         | 高田                         | 高田                         | 高田                         | 高田                         | 高田                         | 山倉村                     | 山倉村                           | 明治34年11月1日 神山村       | 神山村                        | 神山村                         | 神山村                         | 神山村                         | 昭和31年9月30日 笹神村        | 神山村                         | 神山村                      | 平成16年4月1日 阿賀野市       | 阿賀野市 |
| 熊堂村             | 熊堂村             | 熊堂村                       | 熊堂村                       | 熊堂村                       | 熊堂村                       | 熊堂村                       | 熊堂村                       | 山倉村                     | 山倉村                           | 明治34年11月1日 神山村       | 神山村                        | 神山村                         | 神山村                         | 神山村                         | 昭和31年9月30日 笹神村        | 神山村                         | 神山村                      | 平成16年4月1日 阿賀野市       | 阿賀野市 |
| 高関村             | 高関村             | 高関村                       | 高関村                       | 高関村                       | 明治12年 改称 上高関村       | 明治12年 改称 上高関村       | 明治12年 改称 上高関村       | 山倉村                     | 山倉村                           | 明治34年11月1日 神山村       | 神山村                        | 神山村                         | 神山村                         | 神山村                         | 昭和31年9月30日 笹神村        | 神山村                         | 神山村                      | 平成16年4月1日 阿賀野市       | 阿賀野市 |
| 長起新村新田       | 長起新村新田       | 長起新村新田                 | 長起新村新田                 | 長起新村新田                 | 長起新村新田                 | 長起新村新田                 | 長起新村新田                 | 山倉村                     | 山倉村                           | 明治34年11月1日 神山村       | 神山村                        | 神山村                         | 神山村                         | 神山村                         | 昭和31年9月30日 笹神村        | 神山村                         | 神山村                      | 平成16年4月1日 阿賀野市       | 阿賀野市 |
| 村岡村             | 村岡村             | 村岡村                       | 村岡村                       | 村岡村                       | 村岡村                       | 村岡村                       | 村岡村                       | 山倉村                     | 山倉村                           | 明治34年11月1日 神山村       | 神山村                        | 神山村                         | 神山村                         | 神山村                         | 昭和31年9月30日 笹神村        | 神山村                         | 神山村                      | 平成16年4月1日 阿賀野市       | 阿賀野市 |
| 山倉村新田         | 山倉村新田         | 山倉村新田                   | 山倉村新田                   | 山倉村新田                   | 山倉村新田                   | 山倉村新田                   | 山倉村新田                   | 山倉村                     | 山倉村                           | 明治34年11月1日 神山村       | 神山村                        | 神山村                         | 神山村                         | 神山村                         | 昭和31年9月30日 笹神村        | 神山村                         | 神山村                      | 平成16年4月1日 阿賀野市       | 阿賀野市 |
| 折居村新田         | 折居村新田         | 折居村新田                   | 折居村新田                   | 折居村新田                   | 折居村新田                   | 折居村新田                   | 折居村新田                   | 山倉村                     | 山倉村                           | 明治34年11月1日 神山村       | 神山村                        | 神山村                         | 神山村                         | 神山村                         | 昭和31年9月30日 笹神村        | 神山村                         | 神山村                      | 平成16年4月1日 阿賀野市       | 阿賀野市 |
| 西野新村新田       | 西野新村新田       | 西野新村新田                 | 西野新村新田                 | 西野新村新田                 | 西野新村新田                 | 明治17年 下西野新村新田      | 明治17年 下西野新村新田      | 山倉村                     | 山倉村                           | 明治34年11月1日 神山村       | 神山村                        | 神山村                         | 神山村                         | 神山村                         | 昭和31年9月30日 笹神村        | 神山村                         | 神山村                      | 平成16年4月1日 阿賀野市       | 阿賀野市 |
| 西野新村新田       | 西野新村新田       | 西野新村新田                 | 西野新村新田                 | 西野新村新田                 | 西野新村新田                 | 明治17年 上西野新村新田      |                              | 山倉村                     | 山倉村                           | 明治34年11月1日 神山村       | 神山村                        | 神山村                         | 神山村                         | 神山村                         | 昭和31年9月30日 笹神村        | 神山村                         | 神山村                      | 平成16年4月1日 阿賀野市       | 阿賀野市 |
| 関口新村新田       | 関口新村新田       | 関口新村新田                 | 関口新村新田                 | 関口新村新田                 | 関口新村新田                 | 明治17年 下関口新村新田      | 明治17年 下関口新村新田      | 山倉村                     | 山倉村                           | 明治34年11月1日 神山村       | 神山村                        | 神山村                         | 神山村                         | 神山村                         | 昭和31年9月30日 笹神村        | 神山村                         | 神山村                      | 平成16年4月1日 阿賀野市       | 阿賀野市 |
| 関口新村新田       | 関口新村新田       | 関口新村新田                 | 関口新村新田                 | 関口新村新田                 | 関口新村新田                 | 明治17年 上関口新村新田      |                              | 山倉村                     | 山倉村                           | 明治34年11月1日 神山村       | 神山村                        | 神山村                         | 神山村                         | 神山村                         | 昭和31年9月30日 笹神村        | 神山村                         | 神山村                      | 平成16年4月1日 阿賀野市       | 阿賀野市 |
| 蔵野新村新田       | 蔵野新村新田       | 蔵野新村新田                 | 蔵野新村新田                 | 蔵野新村新田                 | 蔵野新村新田                 | 明治17年 上蔵野新村新田      | 明治17年 上蔵野新村新田      | 山倉村                     | 山倉村                           | 明治34年11月1日 神山村       | 神山村                        | 神山村                         | 神山村                         | 神山村                         | 昭和31年9月30日 笹神村        | 神山村                         | 神山村                      | 平成16年4月1日 阿賀野市       | 阿賀野市 |
| 蔵野新村新田       | 蔵野新村新田       | 蔵野新村新田                 | 蔵野新村新田                 | 蔵野新村新田                 | 蔵野新村新田                 | 明治17年 下蔵野新村新田      |                              | 山倉村                     | 山倉村                           | 明治34年11月1日 神山村       | 神山村                        | 神山村                         | 神山村                         | 神山村                         | 昭和31年9月30日 笹神村        | 神山村                         | 神山村                      | 平成16年4月1日 阿賀野市       | 阿賀野市 |
| 沖山新村新田       | 沖山新村新田       | 沖山新村新田                 | 沖山新村新田                 | 沖山新村新田                 | 沖山新村新田                 | 明治17年 北沖山新村新田      | 明治17年 北沖山新村新田      | 山倉村                     | 山倉村                           | 明治34年11月1日 神山村       | 神山村                        | 神山村                         | 神山村                         | 神山村                         | 昭和31年9月30日 笹神村        | 神山村                         | 神山村                      | 平成16年4月1日 阿賀野市       | 阿賀野市 |
| 沖山新村新田       | 沖山新村新田       | 沖山新村新田                 | 沖山新村新田                 | 沖山新村新田                 | 沖山新村新田                 | 明治17年 南沖山新村新田      |                              | 山倉村                     | 山倉村                           | 明治34年11月1日 神山村       | 神山村                        | 神山村                         | 神山村                         | 神山村                         | 昭和31年9月30日 笹神村        | 神山村                         | 神山村                      | 平成16年4月1日 阿賀野市       | 阿賀野市 |
| 沖村新田           | 沖村新田           | 沖村新田                     | 沖村新田                     | 沖村新田                     | 沖村新田                     | 明治17年 東沖村新田          | 明治17年 東沖村新田          | 山倉村                     | 山倉村                           | 明治34年11月1日 神山村       | 神山村                        | 神山村                         | 神山村                         | 神山村                         | 昭和31年9月30日 笹神村        | 神山村                         | 神山村                      | 平成16年4月1日 阿賀野市       | 阿賀野市 |
| 沖村新田           | 沖村新田           | 沖村新田                     | 沖村新田                     | 沖村新田                     | 沖村新田                     | 明治17年 西沖村新田          |                              | 山倉村                     | 山倉村                           | 明治34年11月1日 神山村       | 神山村                        | 神山村                         | 神山村                         | 神山村                         | 昭和31年9月30日 笹神村        | 神山村                         | 神山村                      | 平成16年4月1日 阿賀野市       | 阿賀野市 |
| 牧野新村新田       | 会津藩領           | 牧野新村新田                 | 牧野新村新田                 | 牧野新村新田                 | 牧野新村新田                 | 明治17年 上牧野新村新田      | 明治17年 上牧野新村新田      | 山倉村                     | 山倉村                           | 明治34年11月1日 神山村       | 神山村                        | 神山村                         | 神山村                         | 神山村                         | 昭和31年9月30日 笹神村        | 神山村                         | 神山村                      | 平成16年4月1日 阿賀野市       | 阿賀野市 |
| 牧野新村新田       | 会津藩領           | 牧野新村新田                 | 牧野新村新田                 | 牧野新村新田                 | 牧野新村新田                 | 明治17年 下牧野新村新田      |                              | 山倉村                     | 山倉村                           | 明治34年11月1日 神山村       | 神山村                        | 神山村                         | 神山村                         | 神山村                         | 昭和31年9月30日 笹神村        | 神山村                         | 神山村                      | 平成16年4月1日 阿賀野市       | 阿賀野市 |
| 牧野新村新田       | 幕府領             | 牧野新村新田                 | 牧野新村新田                 | 牧野新村新田                 | 牧野新村新田                 | 明治17年 中牧野新村新田      | 明治17年 中牧野新村新田      | 山倉村                     | 山倉村                           | 明治34年11月1日 神山村       | 神山村                        | 神山村                         | 神山村                         | 神山村                         | 昭和31年9月30日 笹神村        | 神山村                         | 神山村                      | 平成16年4月1日 阿賀野市       | 阿賀野市 |
| 向中之通           | 向中之通           | 向中之通                     | 向中之通                     | 向中之通                     | 向中之通                     | 向中之通                     | 向中之通                     | 山倉村                     | 山倉村                           | 明治34年11月1日 神山村       | 神山村                        | 神山村                         | 神山村                         | 神山村                         | 昭和31年9月30日 笹神村        | 神山村                         | 神山村                      | 平成16年4月1日 阿賀野市       | 阿賀野市 |
| 山倉               | 山倉               | 山倉                         | 山倉                         | 山倉                         | 山倉                         | 山倉                         | 山倉                         | 山倉村                     | 山倉村                           | 明治34年11月1日 神山村       | 神山村                        | 神山村                         | 神山村                         | 神山村                         | 昭和31年9月30日 笹神村        | 神山村                         | 神山村                      | 平成16年4月1日 阿賀野市       | 阿賀野市 |
| 飯山               | 飯山               | 飯山                         | 飯山                         | 飯山                         | 飯山                         | 飯山                         | 飯山                         | 山倉村                     | 山倉村                           | 明治34年11月1日 神山村       | 神山村                        | 神山村                         | 神山村                         | 神山村                         | 昭和31年9月30日 笹神村        | 神山村                         | 神山村                      | 平成16年4月1日 阿賀野市       | 阿賀野市 |
| 熊堂村新田         | 熊堂村新田         | 熊堂村新田                   | 熊堂村新田                   | 熊堂村新田                   | 熊堂村新田                   | 熊堂村新田                   | 熊堂村新田                   | 山倉村                     | 山倉村                           | 明治34年11月1日 神山村       | 神山村                        | 神山村                         | 神山村                         | 神山村                         | 昭和31年9月30日 笹神村        | 神山村                         | 神山村                      | 平成16年4月1日 阿賀野市       | 阿賀野市 |
| 藤屋新田           | 藤屋新田           | 藤屋新田                     | 藤屋新田                     | 藤屋新田                     | 藤屋新田                     | 藤屋新田                     | 藤屋新田                     | 山倉村                     | 山倉村                           | 明治34年11月1日 神山村       | 神山村                        | 神山村                         | 神山村                         | 神山村                         | 昭和31年9月30日 笹神村        | 神山村                         | 神山村                      | 平成16年4月1日 阿賀野市       | 阿賀野市 |
| 島田新村新田       | 島田新村新田       | 島田新村新田                 | 島田新村新田                 | 島田新村新田                 | 島田新村新田                 | 島田新村新田                 | 島田新村新田                 | 山倉村                     | 山倉村                           | 明治34年11月1日 神山村       | 神山村                        | 神山村                         | 神山村                         | 神山村                         | 昭和31年9月30日 笹神村        | 神山村                         | 神山村                      | 平成16年4月1日 阿賀野市       | 阿賀野市 |
| 中村新村新田       | 中村新村新田       | 中村新村新田                 | 中村新村新田                 | 中村新村新田                 | 中村新村新田                 | 中村新村新田                 | 中村新村新田                 | 山倉村                     | 山倉村                           | 明治34年11月1日 神山村       | 神山村                        | 神山村                         | 神山村                         | 神山村                         | 昭和31年9月30日 笹神村        | 神山村                         | 神山村                      | 平成16年4月1日 阿賀野市       | 阿賀野市 |
| 飯山新村新田       | 飯山新村新田       | 飯山新村新田                 | 飯山新村新田                 | 飯山新村新田                 | 飯山新村新田                 | 飯山新村新田                 | 飯山新村新田                 | 山倉村                     | 山倉村                           | 明治34年11月1日 神山村       | 神山村                        | 神山村                         | 神山村                         | 神山村                         | 昭和31年9月30日 笹神村        | 神山村                         | 神山村                      | 平成16年4月1日 阿賀野市       | 阿賀野市 |
| 滝沢村             | 一部               | 滝沢村                       | 滝沢村                       | 滝沢村                       | 滝沢村                       | 滝沢村                       | 滝沢村                       | 山倉村                     | 山倉村                           | 明治34年11月1日 神山村       | 神山村                        | 神山村                         | 神山村                         | 神山村                         | 昭和31年9月30日 笹神村        | 神山村                         | 神山村                      | 平成16年4月1日 阿賀野市       | 阿賀野市 |
| 滝沢村             | 一部               | 滝沢村                       | 滝沢村                       | 滝沢村                       | 滝沢村                       | 滝沢村                       | 滝沢村                       | 山倉村                     | 山倉村                           | 明治34年11月1日 神山村       | 神山村                        | 神山村                         | 神山村                         | 神山村                         | 昭和31年9月30日 笹神村        | 昭和33年8月1日 豊浦村に編入    | 昭和48年11月1日 町制 豊浦町 | 平成15年7月7日 新発田市に編入 | 新発田市 |
| 吉浦村             | 吉浦村             | 吉浦村                       | 吉浦村                       | 明治10年 吉浦村              | 吉浦村                       | 吉浦村                       | 吉浦村                       | 中浦村                     | 中浦村                           | 明治34年11月1日 中浦村       | 中浦村                        | 昭和30年3月31日 福島村         | 昭和30年7月1日 改称 豊浦村     | 昭和30年7月1日 改称 豊浦村     | 豊浦村                        | 豊浦村                         | 昭和48年11月1日 町制 豊浦町 | 平成15年7月7日 新発田市に編入 | 新発田市 |
| 吉浦村ノ内         | 吉浦村ノ内         | 吉浦村ノ内                   | 吉浦村ノ内                   | 明治10年 吉浦村              | 吉浦村                       | 吉浦村                       | 吉浦村                       | 中浦村                     | 中浦村                           | 明治34年11月1日 中浦村       | 中浦村                        | 昭和30年3月31日 福島村         | 昭和30年7月1日 改称 豊浦村     | 昭和30年7月1日 改称 豊浦村     | 豊浦村                        | 豊浦村                         | 昭和48年11月1日 町制 豊浦町 | 平成15年7月7日 新発田市に編入 | 新発田市 |
| 飯塚村             | 飯塚村             | 飯塚村                       | 飯塚村                       | 明治10年 飯塚村              | 明治12年 改称 下飯塚村       | 明治12年 改称 下飯塚村       | 明治12年 改称 下飯塚村       | 中浦村                     | 中浦村                           | 明治34年11月1日 中浦村       | 中浦村                        | 昭和30年3月31日 福島村         | 昭和30年7月1日 改称 豊浦村     | 昭和30年7月1日 改称 豊浦村     | 豊浦村                        | 豊浦村                         | 昭和48年11月1日 町制 豊浦町 | 平成15年7月7日 新発田市に編入 | 新発田市 |
| 丸山新田           | 丸山新田           | 丸山新田                     | 丸山新田                     | 明治10年 飯塚村              | 明治12年 改称 下飯塚村       | 明治12年 改称 下飯塚村       | 明治12年 改称 下飯塚村       | 中浦村                     | 中浦村                           | 明治34年11月1日 中浦村       | 中浦村                        | 昭和30年3月31日 福島村         | 昭和30年7月1日 改称 豊浦村     | 昭和30年7月1日 改称 豊浦村     | 豊浦村                        | 豊浦村                         | 昭和48年11月1日 町制 豊浦町 | 平成15年7月7日 新発田市に編入 | 新発田市 |
| 則持村             | 則持村             | 則持村                       | 則持村                       | 明治10年 乙次村              | 乙次村                       | 乙次村                       | 乙次村                       | 中浦村                     | 中浦村                           | 明治34年11月1日 中浦村       | 中浦村                        | 昭和30年3月31日 福島村         | 昭和30年7月1日 改称 豊浦村     | 昭和30年7月1日 改称 豊浦村     | 豊浦村                        | 豊浦村                         | 昭和48年11月1日 町制 豊浦町 | 平成15年7月7日 新発田市に編入 | 新発田市 |
| 乙次則持村         | 乙次則持村         | 乙次則持村                   | 乙次則持村                   | 明治10年 乙次村              | 乙次村                       | 乙次村                       | 乙次村                       | 中浦村                     | 中浦村                           | 明治34年11月1日 中浦村       | 中浦村                        | 昭和30年3月31日 福島村         | 昭和30年7月1日 改称 豊浦村     | 昭和30年7月1日 改称 豊浦村     | 豊浦村                        | 豊浦村                         | 昭和48年11月1日 町制 豊浦町 | 平成15年7月7日 新発田市に編入 | 新発田市 |
| 中目村             | 中目村             | 中目村                       | 中目村                       | 明治8年 中目村               | 明治12年 改称 下中ノ目村     | 明治12年 改称 下中ノ目村     | 明治12年 改称 下中ノ目村     | 中浦村                     | 中浦村                           | 明治34年11月1日 中浦村       | 中浦村                        | 昭和30年3月31日 福島村         | 昭和30年7月1日 改称 豊浦村     | 昭和30年7月1日 改称 豊浦村     | 豊浦村                        | 豊浦村                         | 昭和48年11月1日 町制 豊浦町 | 平成15年7月7日 新発田市に編入 | 新発田市 |
| 中目村ノ内         | 中目村ノ内         | 中目村ノ内                   | 中目村ノ内                   | 明治8年 中目村               | 明治12年 改称 下中ノ目村     | 明治12年 改称 下中ノ目村     | 明治12年 改称 下中ノ目村     | 中浦村                     | 中浦村                           | 明治34年11月1日 中浦村       | 中浦村                        | 昭和30年3月31日 福島村         | 昭和30年7月1日 改称 豊浦村     | 昭和30年7月1日 改称 豊浦村     | 豊浦村                        | 豊浦村                         | 昭和48年11月1日 町制 豊浦町 | 平成15年7月7日 新発田市に編入 | 新発田市 |
| 竹俣万代村         | 竹俣万代村         | 竹俣万代村                   | 竹俣万代村                   | 竹俣万代村                   | 竹俣万代村                   | 竹俣万代村                   | 竹俣万代村                   | 中浦村                     | 中浦村                           | 明治34年11月1日 中浦村       | 中浦村                        | 昭和30年3月31日 福島村         | 昭和30年7月1日 改称 豊浦村     | 昭和30年7月1日 改称 豊浦村     | 豊浦村                        | 豊浦村                         | 昭和48年11月1日 町制 豊浦町 | 平成15年7月7日 新発田市に編入 | 新発田市 |
| 加治万代村         | 加治万代村         | 加治万代村                   | 加治万代村                   | 加治万代村                   | 加治万代村                   | 加治万代村                   | 加治万代村                   | 中浦村                     | 中浦村                           | 明治34年11月1日 中浦村       | 中浦村                        | 昭和30年3月31日 福島村         | 昭和30年7月1日 改称 豊浦村     | 昭和30年7月1日 改称 豊浦村     | 豊浦村                        | 豊浦村                         | 昭和48年11月1日 町制 豊浦町 | 平成15年7月7日 新発田市に編入 | 新発田市 |
| 池端村             | 池端村             | 池端村                       | 池端村                       | 池端村                       | 池端村                       | 池端村                       | 池端村                       | 中浦村                     | 中浦村                           | 明治34年11月1日 中浦村       | 中浦村                        | 昭和30年3月31日 福島村         | 昭和30年7月1日 改称 豊浦村     | 昭和30年7月1日 改称 豊浦村     | 豊浦村                        | 豊浦村                         | 昭和48年11月1日 町制 豊浦町 | 平成15年7月7日 新発田市に編入 | 新発田市 |
| 中ノ目新田         | 中ノ目新田         | 中ノ目新田                   | 中ノ目新田                   | 中ノ目新田                   | 中ノ目新田                   | 中ノ目新田                   | 中ノ目新田                   | 中浦村                     | 中浦村                           | 明治34年11月1日 中浦村       | 中浦村                        | 昭和30年3月31日 福島村         | 昭和30年7月1日 改称 豊浦村     | 昭和30年7月1日 改称 豊浦村     | 豊浦村                        | 豊浦村                         | 昭和48年11月1日 町制 豊浦町 | 平成15年7月7日 新発田市に編入 | 新発田市 |
| 万代新田           | 万代新田           | 万代新田                     | 万代新田                     | 万代新田                     | 万代新田                     | 明治16年 改称 万代村         | 明治16年 改称 万代村         | 中浦村                     | 中浦村                           | 明治34年11月1日 中浦村       | 中浦村                        | 昭和30年3月31日 福島村         | 昭和30年7月1日 改称 豊浦村     | 昭和30年7月1日 改称 豊浦村     | 豊浦村                        | 豊浦村                         | 昭和48年11月1日 町制 豊浦町 | 平成15年7月7日 新発田市に編入 | 新発田市 |
| 天王新田           | 天王新田           | 天王新田                     | 天王新田                     | 明治10年 天王新田            | 天王新田                     | 天王新田                     | 天王新田                     | 天王村                     | 天王村                           | 明治34年11月1日 中浦村       | 中浦村                        | 昭和30年3月31日 福島村         | 昭和30年7月1日 改称 豊浦村     | 昭和30年7月1日 改称 豊浦村     | 豊浦村                        | 豊浦村                         | 昭和48年11月1日 町制 豊浦町 | 平成15年7月7日 新発田市に編入 | 新発田市 |
| 天王新田新田       | 天王新田新田       | 天王新田新田                 | 天王新田新田                 | 明治10年 天王新田            | 天王新田                     | 天王新田                     | 天王新田                     | 天王村                     | 天王村                           | 明治34年11月1日 中浦村       | 中浦村                        | 昭和30年3月31日 福島村         | 昭和30年7月1日 改称 豊浦村     | 昭和30年7月1日 改称 豊浦村     | 豊浦村                        | 豊浦村                         | 昭和48年11月1日 町制 豊浦町 | 平成15年7月7日 新発田市に編入 | 新発田市 |
| 天王新田地先       | 天王新田地先       | 天王新田地先                 | 天王新田地先                 | 天王新田地先                 | 天王新田地先                 | 明治17年 新川村              | 明治19年 新川村              | 天王村                     | 天王村                           | 明治34年11月1日 中浦村       | 中浦村                        | 昭和30年3月31日 福島村         | 昭和30年7月1日 改称 豊浦村     | 昭和30年7月1日 改称 豊浦村     | 豊浦村                        | 豊浦村                         | 昭和48年11月1日 町制 豊浦町 | 平成15年7月7日 新発田市に編入 | 新発田市 |
| 新川               | 新川               | 新川                         | 新川                         | 新川                         | 新川                         | 明治17年 新川村              | 明治19年 新川村              | 天王村                     | 天王村                           | 明治34年11月1日 中浦村       | 中浦村                        | 昭和30年3月31日 福島村         | 昭和30年7月1日 改称 豊浦村     | 昭和30年7月1日 改称 豊浦村     | 豊浦村                        | 豊浦村                         | 昭和48年11月1日 町制 豊浦町 | 平成15年7月7日 新発田市に編入 | 新発田市 |
| 天王               | 天王               | 天王                         | 天王                         | 天王                         | 天王                         | 天王                         | 明治19年 新川村              | 天王村                     | 天王村                           | 明治34年11月1日 中浦村       | 中浦村                        | 昭和30年3月31日 福島村         | 昭和30年7月1日 改称 豊浦村     | 昭和30年7月1日 改称 豊浦村     | 豊浦村                        | 豊浦村                         | 昭和48年11月1日 町制 豊浦町 | 平成15年7月7日 新発田市に編入 | 新発田市 |
| 三椡村             | 三椡村             | 三椡村                       | 三椡村                       | 三椡村                       | 三椡村                       | 明治18年 三椡村              | 明治18年 三椡村              | 天王村                     | 天王村                           | 明治34年11月1日 中浦村       | 中浦村                        | 昭和30年3月31日 福島村         | 昭和30年7月1日 改称 豊浦村     | 昭和30年7月1日 改称 豊浦村     | 豊浦村                        | 豊浦村                         | 昭和48年11月1日 町制 豊浦町 | 平成15年7月7日 新発田市に編入 | 新発田市 |
| 三椡               | 三椡               | 三椡                         | 三椡                         | 三椡                         | 三椡                         | 明治18年 三椡村              | 明治18年 三椡村              | 天王村                     | 天王村                           | 明治34年11月1日 中浦村       | 中浦村                        | 昭和30年3月31日 福島村         | 昭和30年7月1日 改称 豊浦村     | 昭和30年7月1日 改称 豊浦村     | 豊浦村                        | 豊浦村                         | 昭和48年11月1日 町制 豊浦町 | 平成15年7月7日 新発田市に編入 | 新発田市 |
| 三椡新田           | 三椡新田           | 三椡新田                     | 三椡新田                     | 三椡新田                     | 三椡新田                     | 三椡新田                     | 三椡新田                     | 天王村                     | 天王村                           | 明治34年11月1日 中浦村       | 中浦村                        | 昭和30年3月31日 福島村         | 昭和30年7月1日 改称 豊浦村     | 昭和30年7月1日 改称 豊浦村     | 豊浦村                        | 豊浦村                         | 昭和48年11月1日 町制 豊浦町 | 平成15年7月7日 新発田市に編入 | 新発田市 |
| 乗廻村             | 乗廻村             | 乗廻村                       | 乗廻村                       | 乗廻村                       | 乗廻村                       | 乗廻村                       | 乗廻村                       | 天王村                     | 天王村                           | 明治34年11月1日 中浦村       | 中浦村                        | 昭和30年3月31日 福島村         | 昭和30年7月1日 改称 豊浦村     | 昭和30年7月1日 改称 豊浦村     | 豊浦村                        | 豊浦村                         | 昭和48年11月1日 町制 豊浦町 | 平成15年7月7日 新発田市に編入 | 新発田市 |
| 中ノ目             | 中ノ目             | 中ノ目                       | 中ノ目                       | 中ノ目                       | 中ノ目                       | 中ノ目                       | 中ノ目                       | 天王村                     | 天王村                           | 明治34年11月1日 中浦村       | 中浦村                        | 昭和30年3月31日 福島村         | 昭和30年7月1日 改称 豊浦村     | 昭和30年7月1日 改称 豊浦村     | 豊浦村                        | 豊浦村                         | 昭和48年11月1日 町制 豊浦町 | 平成15年7月7日 新発田市に編入 | 新発田市 |
| 三椡新田新田       | 三椡新田新田       | 三椡新田新田                 | 三椡新田新田                 | 三椡新田新田                 | 三椡新田新田                 | 三椡新田新田                 | 三椡新田新田                 | 天王村                     | 天王村                           | 明治34年11月1日 中浦村       | 中浦村                        | 昭和30年3月31日 福島村         | 昭和30年7月1日 改称 豊浦村     | 昭和30年7月1日 改称 豊浦村     | 豊浦村                        | 豊浦村                         | 昭和48年11月1日 町制 豊浦町 | 平成15年7月7日 新発田市に編入 | 新発田市 |
| 荒町村             | 荒町村             | 荒町村                       | 荒町村                       | 荒町村                       | 荒町村                       | 荒町村                       | 荒町村                       | 荒橋村                     | 荒橋村                           | 明治34年11月1日 中浦村       | 中浦村                        | 昭和30年3月31日 福島村         | 昭和30年7月1日 改称 豊浦村     | 昭和30年7月1日 改称 豊浦村     | 豊浦村                        | 豊浦村                         | 昭和48年11月1日 町制 豊浦町 | 平成15年7月7日 新発田市に編入 | 新発田市 |
| 二枚橋村           | 二枚橋村           | 二枚橋村                     | 二枚橋村                     | 二枚橋村                     | 二枚橋村                     | 二枚橋村                     | 二枚橋村                     | 荒橋村                     | 荒橋村                           | 明治34年11月1日 中浦村       | 中浦村                        | 昭和30年3月31日 福島村         | 昭和30年7月1日 改称 豊浦村     | 昭和30年7月1日 改称 豊浦村     | 豊浦村                        | 豊浦村                         | 昭和48年11月1日 町制 豊浦町 | 平成15年7月7日 新発田市に編入 | 新発田市 |
| 切梅村             | 切梅村             | 切梅村                       | 切梅村                       | 切梅村                       | 切梅村                       | 切梅村                       | 切梅村                       | 荒橋村                     | 荒橋村                           | 明治34年11月1日 中浦村       | 中浦村                        | 昭和30年3月31日 福島村         | 昭和30年7月1日 改称 豊浦村     | 昭和30年7月1日 改称 豊浦村     | 豊浦村                        | 豊浦村                         | 昭和48年11月1日 町制 豊浦町 | 平成15年7月7日 新発田市に編入 | 新発田市 |
| 竹ヶ花村           | 竹ヶ花村           | 竹ヶ花村                     | 竹ヶ花村                     | 竹ヶ花村                     | 竹ヶ花村                     | 竹ヶ花村                     | 竹ヶ花村                     | 荒橋村                     | 荒橋村                           | 明治34年11月1日 中浦村       | 中浦村                        | 昭和30年3月31日 福島村         | 昭和30年7月1日 改称 豊浦村     | 昭和30年7月1日 改称 豊浦村     | 豊浦村                        | 豊浦村                         | 昭和48年11月1日 町制 豊浦町 | 平成15年7月7日 新発田市に編入 | 新発田市 |
| 小坂村             | 小坂村             | 小坂村                       | 小坂村                       | 小坂村                       | 小坂村                       | 小坂村                       | 小坂村                       | 荒橋村                     | 荒橋村                           | 明治34年11月1日 中浦村       | 中浦村                        | 昭和30年3月31日 福島村         | 昭和30年7月1日 改称 豊浦村     | 昭和30年7月1日 改称 豊浦村     | 豊浦村                        | 豊浦村                         | 昭和48年11月1日 町制 豊浦町 | 平成15年7月7日 新発田市に編入 | 新発田市 |
| 大伝新田           | 大伝新田           | 大伝新田                     | 大伝新田                     | 大伝新田                     | 大伝新田                     | 大伝新田                     | 大伝新田                     | 荒橋村                     | 荒橋村                           | 明治34年11月1日 中浦村       | 中浦村                        | 昭和30年3月31日 福島村         | 昭和30年7月1日 改称 豊浦村     | 昭和30年7月1日 改称 豊浦村     | 豊浦村                        | 豊浦村                         | 昭和48年11月1日 町制 豊浦町 | 平成15年7月7日 新発田市に編入 | 新発田市 |
| 戸板沢新田         | 戸板沢新田         | 戸板沢新田                   | 戸板沢新田                   | 戸板沢新田                   | 戸板沢新田                   | 戸板沢新田                   | 戸板沢新田                   | 荒橋村                     | 荒橋村                           | 明治34年11月1日 中浦村       | 中浦村                        | 昭和30年3月31日 福島村         | 昭和30年7月1日 改称 豊浦村     | 昭和30年7月1日 改称 豊浦村     | 豊浦村                        | 豊浦村                         | 昭和48年11月1日 町制 豊浦町 | 平成15年7月7日 新発田市に編入 | 新発田市 |
| 赤橋村             | 赤橋村             | 赤橋村                       | 赤橋村                       | 赤橋村                       | 赤橋村                       | 赤橋村                       | 赤橋村                       | 荒橋村                     | 荒橋村                           | 明治34年11月1日 中浦村       | 中浦村                        | 昭和30年3月31日 福島村         | 昭和30年7月1日 改称 豊浦村     | 昭和30年7月1日 改称 豊浦村     | 豊浦村                        | 豊浦村                         | 昭和48年11月1日 町制 豊浦町 | 平成15年7月7日 新発田市に編入 | 新発田市 |
| 藤掛新田           | 藤掛新田           | 藤掛新田                     | 藤掛新田                     | 藤掛新田                     | 藤掛新田                     | 藤掛新田                     | 藤掛新田                     | 荒橋村                     | 荒橋村                           | 明治34年11月1日 中浦村       | 中浦村                        | 昭和30年3月31日 福島村         | 昭和30年7月1日 改称 豊浦村     | 昭和30年7月1日 改称 豊浦村     | 豊浦村                        | 豊浦村                         | 昭和48年11月1日 町制 豊浦町 | 平成15年7月7日 新発田市に編入 | 新発田市 |
| 太斎新田           | 太斎新田           | 太斎新田                     | 太斎新田                     | 太斎新田                     | 太斎新田                     | 太斎新田                     | 太斎新田                     | 荒橋村                     | 荒橋村                           | 明治34年11月1日 中浦村       | 中浦村                        | 昭和30年3月31日 福島村         | 昭和30年7月1日 改称 豊浦村     | 昭和30年7月1日 改称 豊浦村     | 豊浦村                        | 豊浦村                         | 昭和48年11月1日 町制 豊浦町 | 平成15年7月7日 新発田市に編入 | 新発田市 |
| 二ツ堂村           | 二ツ堂村           | 二ツ堂村                     | 二ツ堂村                     | 二ツ堂村                     | 二ツ堂村                     | 二ツ堂村                     | 二ツ堂村                     | 荒橋村                     | 荒橋村                           | 明治34年11月1日 中浦村       | 中浦村                        | 昭和30年3月31日 福島村         | 昭和30年7月1日 改称 豊浦村     | 昭和30年7月1日 改称 豊浦村     | 豊浦村                        | 豊浦村                         | 昭和48年11月1日 町制 豊浦町 | 平成15年7月7日 新発田市に編入 | 新発田市 |
| 本田村             | 本田村             | 明治初年 本田村              | 明治初年 本田村              | 明治10年 本田村              | 本田村                       | 本田村                       | 明治18年 本田村              | 本田村                     | 本田村                           | 本田村                       | 本田村                        | 昭和30年3月31日 福島村         | 昭和30年7月1日 改称 豊浦村     | 昭和30年7月1日 改称 豊浦村     | 豊浦村                        | 豊浦村                         | 昭和48年11月1日 町制 豊浦町 | 平成15年7月7日 新発田市に編入 | 新発田市 |
| 本田村             | 本田村             | 明治初年 本田分郷            |                              | 明治10年 本田村              | 本田村                       | 本田村                       | 明治18年 本田村              | 本田村                     | 本田村                           | 本田村                       | 本田村                        | 昭和30年3月31日 福島村         | 昭和30年7月1日 改称 豊浦村     | 昭和30年7月1日 改称 豊浦村     | 豊浦村                        | 豊浦村                         | 昭和48年11月1日 町制 豊浦町 | 平成15年7月7日 新発田市に編入 | 新発田市 |
| 本田村             | 本田村             | 明治初年 本田新渡            |                              | 明治10年 本田村              | 本田村                       | 本田村                       | 明治18年 本田村              | 本田村                     | 本田村                           | 本田村                       | 本田村                        | 昭和30年3月31日 福島村         | 昭和30年7月1日 改称 豊浦村     | 昭和30年7月1日 改称 豊浦村     | 豊浦村                        | 豊浦村                         | 昭和48年11月1日 町制 豊浦町 | 平成15年7月7日 新発田市に編入 | 新発田市 |
| 本田村             | 本田村             | 明治初年 本田池之端新渡      |                              | 明治10年 本田村              | 本田村                       | 本田村                       | 明治18年 本田村              | 本田村                     | 本田村                           | 本田村                       | 本田村                        | 昭和30年3月31日 福島村         | 昭和30年7月1日 改称 豊浦村     | 昭和30年7月1日 改称 豊浦村     | 豊浦村                        | 豊浦村                         | 昭和48年11月1日 町制 豊浦町 | 平成15年7月7日 新発田市に編入 | 新発田市 |
| 中之通             | 中之通             | 中之通                       | 中之通                       | 中之通                       | 中之通                       | 中之通                       | 明治18年 本田村              | 本田村                     | 本田村                           | 本田村                       | 本田村                        | 昭和30年3月31日 福島村         | 昭和30年7月1日 改称 豊浦村     | 昭和30年7月1日 改称 豊浦村     | 豊浦村                        | 豊浦村                         | 昭和48年11月1日 町制 豊浦町 | 平成15年7月7日 新発田市に編入 | 新発田市 |
| 岡屋敷村           | 岡屋敷村           | 岡屋敷村                     | 岡屋敷村                     | 岡屋敷村                     | 岡屋敷村                     | 岡屋敷村                     | 岡屋敷村                     | 本田村                     | 本田村                           | 本田村                       | 本田村                        | 昭和30年3月31日 福島村         | 昭和30年7月1日 改称 豊浦村     | 昭和30年7月1日 改称 豊浦村     | 豊浦村                        | 豊浦村                         | 昭和48年11月1日 町制 豊浦町 | 平成15年7月7日 新発田市に編入 | 新発田市 |
| 月岡村             | 月岡村             | 月岡村                       | 月岡村                       | 月岡村                       | 月岡村                       | 月岡村                       | 月岡村                       | 本田村                     | 本田村                           | 本田村                       | 本田村                        | 昭和30年3月31日 福島村         | 昭和30年7月1日 改称 豊浦村     | 昭和30年7月1日 改称 豊浦村     | 豊浦村                        | 豊浦村                         | 昭和48年11月1日 町制 豊浦町 | 平成15年7月7日 新発田市に編入 | 新発田市 |
| 佐々木村           | 佐々木村           | 佐々木村                     | 佐々木村                     | 佐々木村                     | 佐々木村                     | 佐々木村                     | 佐々木村                     | 佐々木村                   | 佐々木村                         | 明治34年11月1日 佐々木村     | 佐々木村                      | 佐々木村                       | 佐々木村                       | 佐々木村                       | 佐々木村                      | 昭和34年4月10日 新発田市に編入 | 新発田市                    | 新発田市                      | 新発田市 |
| 則清村             | 則清村             | 則清村                       | 則清村                       | 則清村                       | 則清村                       | 則清村                       | 則清村                       | 佐々木村                   | 佐々木村                         | 明治34年11月1日 佐々木村     | 佐々木村                      | 佐々木村                       | 佐々木村                       | 佐々木村                       | 佐々木村                      | 昭和34年4月10日 新発田市に編入 | 新発田市                    | 新発田市                      | 新発田市 |
| 則清新田           | 則清新田           | 則清新田                     | 則清新田                     | 則清新田                     | 則清新田                     | 則清新田                     | 則清新田                     | 佐々木村                   | 佐々木村                         | 明治34年11月1日 佐々木村     | 佐々木村                      | 佐々木村                       | 佐々木村                       | 佐々木村                       | 佐々木村                      | 昭和34年4月10日 新発田市に編入 | 新発田市                    | 新発田市                      | 新発田市 |
| 日渡新田           | 日渡新田           | 日渡新田                     | 日渡新田                     | 日渡新田                     | 日渡新田                     | 日渡新田                     | 日渡新田                     | 佐々木村                   | 佐々木村                         | 明治34年11月1日 佐々木村     | 佐々木村                      | 佐々木村                       | 佐々木村                       | 佐々木村                       | 佐々木村                      | 昭和34年4月10日 新発田市に編入 | 新発田市                    | 新発田市                      | 新発田市 |
| 中沢新田           | 中沢新田           | 中沢新田                     | 中沢新田                     | 中沢新田                     | 明治12年 改称 上中沢新田     | 明治12年 改称 上中沢新田     | 明治12年 改称 上中沢新田     | 佐々木村                   | 佐々木村                         | 明治34年11月1日 佐々木村     | 佐々木村                      | 佐々木村                       | 佐々木村                       | 佐々木村                       | 佐々木村                      | 昭和34年4月10日 新発田市に編入 | 新発田市                    | 新発田市                      | 新発田市 |
| 曽根新田           | 曽根新田           | 曽根新田                     | 曽根新田                     | 曽根新田                     | 曽根新田                     | 曽根新田                     | 曽根新田                     | 佐々木村                   | 佐々木村                         | 明治34年11月1日 佐々木村     | 佐々木村                      | 佐々木村                       | 佐々木村                       | 佐々木村                       | 佐々木村                      | 昭和34年4月10日 新発田市に編入 | 新発田市                    | 新発田市                      | 新発田市 |
| 飯島新田           | 飯島新田           | 飯島新田                     | 飯島新田                     | 飯島新田                     | 飯島新田                     | 飯島新田                     | 飯島新田                     | 鳥興野村                   | 鳥興野村                         | 明治34年11月1日 佐々木村     | 佐々木村                      | 佐々木村                       | 佐々木村                       | 佐々木村                       | 佐々木村                      | 昭和34年4月10日 新発田市に編入 | 新発田市                    | 新発田市                      | 新発田市 |
| 太田新田           | 太田新田           | 太田新田                     | 太田新田                     | 太田新田                     | 太田新田                     | 太田新田                     | 太田新田                     | 鳥興野村                   | 鳥興野村                         | 明治34年11月1日 佐々木村     | 佐々木村                      | 佐々木村                       | 佐々木村                       | 佐々木村                       | 佐々木村                      | 昭和34年4月10日 新発田市に編入 | 新発田市                    | 新発田市                      | 新発田市 |
| 下興野村           | 下興野村           | 下興野村                     | 下興野村                     | 下興野村                     | 下興野村                     | 下興野村                     | 下興野村                     | 鳥興野村                   | 鳥興野村                         | 明治34年11月1日 佐々木村     | 佐々木村                      | 佐々木村                       | 佐々木村                       | 佐々木村                       | 佐々木村                      | 昭和34年4月10日 新発田市に編入 | 新発田市                    | 新発田市                      | 新発田市 |
| 鳥穴               | 鳥穴               | 鳥穴                         | 鳥穴                         | 鳥穴                         | 鳥穴                         | 明治18年 改称 鳥穴村         | 明治18年 改称 鳥穴村         | 鳥興野村                   | 鳥興野村                         | 明治34年11月1日 佐々木村     | 佐々木村                      | 佐々木村                       | 佐々木村                       | 佐々木村                       | 佐々木村                      | 昭和34年4月10日 新発田市に編入 | 新発田市                    | 新発田市                      | 新発田市 |
| 飯島               | 飯島               | 飯島                         | 飯島                         | 飯島                         | 飯島                         | 飯島                         | 明治19年 砂山村              | 鳥興野村                   | 鳥興野村                         | 明治34年11月1日 佐々木村     | 佐々木村                      | 佐々木村                       | 佐々木村                       | 佐々木村                       | 佐々木村                      | 昭和34年4月10日 新発田市に編入 | 新発田市                    | 新発田市                      | 新発田市 |
| 飯島新田新田       | 飯島新田新田       | 飯島新田新田                 | 飯島新田新田                 | 飯島新田新田                 | 飯島新田新田                 | 飯島新田新田                 | 明治19年 砂山村              | 鳥興野村                   | 鳥興野村                         | 明治34年11月1日 佐々木村     | 佐々木村                      | 佐々木村                       | 佐々木村                       | 佐々木村                       | 佐々木村                      | 昭和34年4月10日 新発田市に編入 | 新発田市                    | 新発田市                      | 新発田市 |
| 飯島新田地先       | 飯島新田地先       | 飯島新田地先                 | 飯島新田地先                 | 飯島新田地先                 | 飯島新田地先                 | 飯島新田地先                 | 明治19年 砂山村              | 鳥興野村                   | 鳥興野村                         | 明治34年11月1日 佐々木村     | 佐々木村                      | 佐々木村                       | 佐々木村                       | 佐々木村                       | 佐々木村                      | 昭和34年4月10日 新発田市に編入 | 新発田市                    | 新発田市                      | 新発田市 |
| 北飯島村           | 北飯島村           | 北飯島村                     | 北飯島村                     | 北飯島村                     | 北飯島村                     | 北飯島村                     | 北飯島村                     | 蓑島村                     | 蓑島村                           | 明治34年11月1日 佐々木村     | 佐々木村                      | 佐々木村                       | 佐々木村                       | 佐々木村                       | 佐々木村                      | 昭和34年4月10日 新発田市に編入 | 新発田市                    | 新発田市                      | 新発田市 |
| 西飯島村           | 西飯島村           | 西飯島村                     | 西飯島村                     | 西飯島村                     | 西飯島村                     | 西飯島村                     | 西飯島村                     | 蓑島村                     | 蓑島村                           | 明治34年11月1日 佐々木村     | 佐々木村                      | 佐々木村                       | 佐々木村                       | 佐々木村                       | 佐々木村                      | 昭和34年4月10日 新発田市に編入 | 新発田市                    | 新発田市                      | 新発田市 |
| 北蓑口村           | 北蓑口村           | 北蓑口村                     | 北蓑口村                     | 北蓑口村                     | 北蓑口村                     | 北蓑口村                     | 北蓑口村                     | 蓑島村                     | 蓑島村                           | 明治34年11月1日 佐々木村     | 佐々木村                      | 佐々木村                       | 佐々木村                       | 佐々木村                       | 佐々木村                      | 昭和34年4月10日 新発田市に編入 | 新発田市                    | 新発田市                      | 新発田市 |
| 西蓑口村           | 西蓑口村           | 西蓑口村                     | 西蓑口村                     | 明治9年 西蓑口村             | 西蓑口村                     | 西蓑口村                     | 西蓑口村                     | 蓑島村                     | 蓑島村                           | 明治34年11月1日 佐々木村     | 佐々木村                      | 佐々木村                       | 佐々木村                       | 佐々木村                       | 佐々木村                      | 昭和34年4月10日 新発田市に編入 | 新発田市                    | 新発田市                      | 新発田市 |
| 西蓑口村ノ内       | 西蓑口村ノ内       | 西蓑口村ノ内                 | 西蓑口村ノ内                 | 明治9年 西蓑口村             | 西蓑口村                     | 西蓑口村                     | 西蓑口村                     | 蓑島村                     | 蓑島村                           | 明治34年11月1日 佐々木村     | 佐々木村                      | 佐々木村                       | 佐々木村                       | 佐々木村                       | 佐々木村                      | 昭和34年4月10日 新発田市に編入 | 新発田市                    | 新発田市                      | 新発田市 |
| 蓑口村             | 蓑口村             | 蓑口村                       | 蓑口村                       | 明治9年 西蓑口村             | 西蓑口村                     | 西蓑口村                     | 西蓑口村                     | 蓑島村                     | 蓑島村                           | 明治34年11月1日 佐々木村     | 佐々木村                      | 佐々木村                       | 佐々木村                       | 佐々木村                       | 佐々木村                      | 昭和34年4月10日 新発田市に編入 | 新発田市                    | 新発田市                      | 新発田市 |
| 宮内村             | 宮内村             | 宮内村                       | 宮内村                       | 宮内村                       | 明治12年 改称 西宮内村       | 明治16年 西宮内村            | 明治16年 西宮内村            | 蓑島村                     | 蓑島村                           | 明治34年11月1日 佐々木村     | 佐々木村                      | 佐々木村                       | 佐々木村                       | 佐々木村                       | 佐々木村                      | 昭和34年4月10日 新発田市に編入 | 新発田市                    | 新発田市                      | 新発田市 |
| 宮内村ノ内         | 宮内村ノ内         | 宮内村ノ内                   | 宮内村ノ内                   | 宮内村ノ内                   | 宮内村ノ内                   | 明治16年 西宮内村            | 明治16年 西宮内村            | 蓑島村                     | 蓑島村                           | 明治34年11月1日 佐々木村     | 佐々木村                      | 佐々木村                       | 佐々木村                       | 佐々木村                       | 佐々木村                      | 昭和34年4月10日 新発田市に編入 | 新発田市                    | 新発田市                      | 新発田市 |
| 新発田城下         | 町人町             | 新発田城下                   | 新発田城下                   | 明治9年 新発田村             | 新発田村                     | 明治18年 改称 新発田町       | 明治18年 改称 新発田町       | 新発田町                   | 新発田町                         | 明治34年11月1日 新発田町     | 新発田町                      | 昭和22年1月1日 市制 新発田市   | 新発田市                       | 新発田市                       | 新発田市                      | 新発田市                       | 新発田市                    | 新発田市                      | 新発田市 |
| 新発田城下         | 士族居住地         | 新発田城下                   | 新発田城下                   | 明治9年 新発田本村           | 新発田本村                   | 新発田本村                   | 新発田本村                   | 新発田本村                 | 新発田本村                       | 明治34年11月1日 新発田町     | 新発田町                      | 昭和22年1月1日 市制 新発田市   | 新発田市                       | 新発田市                       | 新発田市                      | 新発田市                       | 新発田市                    | 新発田市                      | 新発田市 |
| 東塚ノ目村         | 東塚ノ目村         | 東塚ノ目村                   | 東塚ノ目村                   | 東塚ノ目村                   | 東塚ノ目村                   | 東塚ノ目村                   | 東塚ノ目村                   | 島塚村                     | 島塚村                           | 明治34年11月1日 鴻沼村       | 昭和15年8月1日 新発田町に編入 | 昭和22年1月1日 市制 新発田市   | 新発田市                       | 新発田市                       | 新発田市                      | 新発田市                       | 新発田市                    | 新発田市                      | 新発田市 |
| 西塚ノ目村         | 西塚ノ目村         | 西塚ノ目村                   | 西塚ノ目村                   | 西塚ノ目村                   | 西塚ノ目村                   | 西塚ノ目村                   | 西塚ノ目村                   | 島塚村                     | 島塚村                           | 明治34年11月1日 鴻沼村       | 昭和15年8月1日 新発田町に編入 | 昭和22年1月1日 市制 新発田市   | 新発田市                       | 新発田市                       | 新発田市                      | 新発田市                       | 新発田市                    | 新発田市                      | 新発田市 |
| 板敷村             | 板敷村             | 板敷村                       | 板敷村                       | 板敷村                       | 板敷村                       | 板敷村                       | 板敷村                       | 島塚村                     | 島塚村                           | 明治34年11月1日 鴻沼村       | 昭和15年8月1日 新発田町に編入 | 昭和22年1月1日 市制 新発田市   | 新発田市                       | 新発田市                       | 新発田市                      | 新発田市                       | 新発田市                    | 新発田市                      | 新発田市 |
| 島潟村             | 島潟村             | 島潟村                       | 島潟村                       | 島潟村                       | 島潟村                       | 島潟村                       | 島潟村                       | 島塚村                     | 島塚村                           | 明治34年11月1日 鴻沼村       | 昭和15年8月1日 新発田町に編入 | 昭和22年1月1日 市制 新発田市   | 新発田市                       | 新発田市                       | 新発田市                      | 新発田市                       | 新発田市                    | 新発田市                      | 新発田市 |
| 西名柄村           | 西名柄村           | 西名柄村                     | 西名柄村                     | 西名柄村                     | 西名柄村                     | 西名柄村                     | 西名柄村                     | 島塚村                     | 島塚村                           | 明治34年11月1日 鴻沼村       | 昭和15年8月1日 新発田町に編入 | 昭和22年1月1日 市制 新発田市   | 新発田市                       | 新発田市                       | 新発田市                      | 新発田市                       | 新発田市                    | 新発田市                      | 新発田市 |
| 新井田村           | 新井田村           | 新井田村                     | 新井田村                     | 新井田村                     | 新井田村                     | 新井田村                     | 新井田村                     | 中井村                     | 中井村                           | 明治34年11月1日 鴻沼村       | 昭和15年8月1日 新発田町に編入 | 昭和22年1月1日 市制 新発田市   | 新発田市                       | 新発田市                       | 新発田市                      | 新発田市                       | 新発田市                    | 新発田市                      | 新発田市 |
| 中田村             | 中田村             | 中田村                       | 中田村                       | 中田村                       | 中田村                       | 中田村                       | 中田村                       | 中井村                     | 中井村                           | 明治34年11月1日 鴻沼村       | 昭和15年8月1日 新発田町に編入 | 昭和22年1月1日 市制 新発田市   | 新発田市                       | 新発田市                       | 新発田市                      | 新発田市                       | 新発田市                    | 新発田市                      | 新発田市 |
| 小船戸村           | 小船戸村           | 小船戸村                     | 小船戸村                     | 小船戸村                     | 小船戸村                     | 小船戸村                     | 小船戸村                     | 中井村                     | 中井村                           | 明治34年11月1日 鴻沼村       | 昭和15年8月1日 新発田町に編入 | 昭和22年1月1日 市制 新発田市   | 新発田市                       | 新発田市                       | 新発田市                      | 新発田市                       | 新発田市                    | 新発田市                      | 新発田市 |
| 長畑村             | 長畑村             | 長畑村                       | 長畑村                       | 長畑村                       | 長畑村                       | 長畑村                       | 長畑村                       | 中井村                     | 中井村                           | 明治34年11月1日 鴻沼村       | 昭和15年8月1日 新発田町に編入 | 昭和22年1月1日 市制 新発田市   | 新発田市                       | 新発田市                       | 新発田市                      | 新発田市                       | 新発田市                    | 新発田市                      | 新発田市 |
| 中谷内村           | 中谷内村           | 中谷内村                     | 中谷内村                     | 中谷内村                     | 中谷内村                     | 中谷内村                     | 中谷内村                     | 中井村                     | 中井村                           | 明治34年11月1日 鴻沼村       | 昭和15年8月1日 新発田町に編入 | 昭和22年1月1日 市制 新発田市   | 新発田市                       | 新発田市                       | 新発田市                      | 新発田市                       | 新発田市                    | 新発田市                      | 新発田市 |
| 桑口村             | 桑口村             | 桑口村                       | 桑口村                       | 桑口村                       | 桑口村                       | 桑口村                       | 桑口村                       | 中井村                     | 中井村                           | 明治34年11月1日 鴻沼村       | 昭和15年8月1日 新発田町に編入 | 昭和22年1月1日 市制 新発田市   | 新発田市                       | 新発田市                       | 新発田市                      | 新発田市                       | 新発田市                    | 新発田市                      | 新発田市 |
| 中谷内新田         | 中谷内新田         | 中谷内新田                   | 中谷内新田                   | 中谷内新田                   | 中谷内新田                   | 中谷内新田                   | 中谷内新田                   | 中井村                     | 中井村                           | 明治34年11月1日 鴻沼村       | 昭和15年8月1日 新発田町に編入 | 昭和22年1月1日 市制 新発田市   | 新発田市                       | 新発田市                       | 新発田市                      | 新発田市                       | 新発田市                    | 新発田市                      | 新発田市 |
| 道賀村             | 道賀村             | 道賀村                       | 道賀村                       | 道賀村                       | 道賀村                       | 道賀村                       | 道賀村                       | 中井村                     | 中井村                           | 明治34年11月1日 鴻沼村       | 昭和15年8月1日 新発田町に編入 | 昭和22年1月1日 市制 新発田市   | 新発田市                       | 新発田市                       | 新発田市                      | 新発田市                       | 新発田市                    | 新発田市                      | 新発田市 |
| 猿橋村             | 猿橋村             | 猿橋村                       | 猿橋村                       | 猿橋村                       | 猿橋村                       | 猿橋村                       | 猿橋村                       | 猿橋村                     | 猿橋村                           | 猿橋村                       | 昭和18年5月1日 新発田町に編入 | 昭和22年1月1日 市制 新発田市   | 新発田市                       | 新発田市                       | 新発田市                      | 新発田市                       | 新発田市                    | 新発田市                      | 新発田市 |
| 船入新田           | 船入新田           | 船入新田                     | 船入新田                     | 船入新田                     | 船入新田                     | 船入新田                     | 船入新田                     | 猿橋村                     | 猿橋村                           | 猿橋村                       | 昭和18年5月1日 新発田町に編入 | 昭和22年1月1日 市制 新発田市   | 新発田市                       | 新発田市                       | 新発田市                      | 新発田市                       | 新発田市                    | 新発田市                      | 新発田市 |
| 富塚村             | 富塚村             | 富塚村                       | 富塚村                       | 富塚村                       | 富塚村                       | 富塚村                       | 富塚村                       | 猿橋村                     | 猿橋村                           | 猿橋村                       | 昭和18年5月1日 新発田町に編入 | 昭和22年1月1日 市制 新発田市   | 新発田市                       | 新発田市                       | 新発田市                      | 新発田市                       | 新発田市                    | 新発田市                      | 新発田市 |
| 弓越村             | 弓越村             | 弓越村                       | 弓越村                       | 弓越村                       | 弓越村                       | 弓越村                       | 弓越村                       | 猿橋村                     | 猿橋村                           | 猿橋村                       | 昭和18年5月1日 新発田町に編入 | 昭和22年1月1日 市制 新発田市   | 新発田市                       | 新発田市                       | 新発田市                      | 新発田市                       | 新発田市                    | 新発田市                      | 新発田市 |
| 奥山新保村         | 奥山新保村         | 奥山新保村                   | 奥山新保村                   | 奥山新保村                   | 奥山新保村                   | 奥山新保村                   | 奥山新保村                   | 猿橋村                     | 猿橋村                           | 猿橋村                       | 昭和18年5月1日 新発田町に編入 | 昭和22年1月1日 市制 新発田市   | 新発田市                       | 新発田市                       | 新発田市                      | 新発田市                       | 新発田市                    | 新発田市                      | 新発田市 |
| 中曽根村           | 中曽根村           | 中曽根村                     | 中曽根村                     | 中曽根村                     | 中曽根村                     | 中曽根村                     | 中曽根村                     | 猿橋村                     | 猿橋村                           | 猿橋村                       | 昭和18年5月1日 新発田町に編入 | 昭和22年1月1日 市制 新発田市   | 新発田市                       | 新発田市                       | 新発田市                      | 新発田市                       | 新発田市                    | 新発田市                      | 新発田市 |
| 小友村             | 小友村             | 小友村                       | 小友村                       | 小友村                       | 小友村                       | 小友村                       | 小友村                       | 松浦村                     | 松浦村                           | 明治34年11月1日 松浦村       | 松浦村                        | 昭和30年3月31日 新発田市に編入 | 新発田市                       | 新発田市                       | 新発田市                      | 新発田市                       | 新発田市                    | 新発田市                      | 新発田市 |
| 浦新田             | 浦新田             | 浦新田                       | 浦新田                       | 浦新田                       | 浦新田                       | 浦新田                       | 明治19年 浦新田              | 松浦村                     | 松浦村                           | 明治34年11月1日 松浦村       | 松浦村                        | 昭和30年3月31日 新発田市に編入 | 新発田市                       | 新発田市                       | 新発田市                      | 新発田市                       | 新発田市                    | 新発田市                      | 新発田市 |
| 赤橋新田           | 赤橋新田           | 赤橋新田                     | 赤橋新田                     | 赤橋新田                     | 赤橋新田                     | 赤橋新田                     | 明治19年 浦新田              | 松浦村                     | 松浦村                           | 明治34年11月1日 松浦村       | 松浦村                        | 昭和30年3月31日 新発田市に編入 | 新発田市                       | 新発田市                       | 新発田市                      | 新発田市                       | 新発田市                    | 新発田市                      | 新発田市 |
| 松岡村             | 松岡村             | 松岡村                       | 松岡村                       | 松岡村                       | 松岡村                       | 松岡村                       | 松岡村                       | 松浦村                     | 松浦村                           | 明治34年11月1日 松浦村       | 松浦村                        | 昭和30年3月31日 新発田市に編入 | 新発田市                       | 新発田市                       | 新発田市                      | 新発田市                       | 新発田市                    | 新発田市                      | 新発田市 |
| 大崎村             | 大崎村             | 大崎村                       | 大崎村                       | 大崎村                       | 大崎村                       | 大崎村                       | 大崎村                       | 松浦村                     | 松浦村                           | 明治34年11月1日 松浦村       | 松浦村                        | 昭和30年3月31日 新発田市に編入 | 新発田市                       | 新発田市                       | 新発田市                      | 新発田市                       | 新発田市                    | 新発田市                      | 新発田市 |
| 八幡村             | 八幡村             | 八幡村                       | 八幡村                       | 八幡村                       | 八幡村                       | 八幡村                       | 八幡村                       | 松浦村                     | 松浦村                           | 明治34年11月1日 松浦村       | 松浦村                        | 昭和30年3月31日 新発田市に編入 | 新発田市                       | 新発田市                       | 新発田市                      | 新発田市                       | 新発田市                    | 新発田市                      | 新発田市 |
| 八幡新田           | 八幡新田           | 八幡新田                     | 八幡新田                     | 八幡新田                     | 八幡新田                     | 八幡新田                     | 八幡新田                     | 松浦村                     | 松浦村                           | 明治34年11月1日 松浦村       | 松浦村                        | 昭和30年3月31日 新発田市に編入 | 新発田市                       | 新発田市                       | 新発田市                      | 新発田市                       | 新発田市                    | 新発田市                      | 新発田市 |
| 浦村               | 浦村               | 浦村                         | 浦村                         | 浦村                         | 浦村                         | 浦村                         | 浦村                         | 松浦村                     | 松浦村                           | 明治34年11月1日 松浦村       | 松浦村                        | 昭和30年3月31日 新発田市に編入 | 新発田市                       | 新発田市                       | 新発田市                      | 新発田市                       | 新発田市                    | 新発田市                      | 新発田市 |
| 法正橋村           | 法正橋村           | 法正橋村                     | 法正橋村                     | 法正橋村                     | 法正橋村                     | 法正橋村                     | 法正橋村                     | 松浦村                     | 松浦村                           | 明治34年11月1日 松浦村       | 松浦村                        | 昭和30年3月31日 新発田市に編入 | 新発田市                       | 新発田市                       | 新発田市                      | 新発田市                       | 新発田市                    | 新発田市                      | 新発田市 |
| 六日町新田         | 六日町新田         | 六日町新田                   | 六日町新田                   | 六日町新田                   | 六日町新田                   | 六日町新田                   | 六日町新田                   | 松浦村                     | 松浦村                           | 明治34年11月1日 松浦村       | 松浦村                        | 昭和30年3月31日 新発田市に編入 | 新発田市                       | 新発田市                       | 新発田市                      | 新発田市                       | 新発田市                    | 新発田市                      | 新発田市 |
| 古開分             | 古開分             | 古開分                       | 古開分                       | 古開分                       | 古開分                       | 古開分                       | 古開分                       | 松浦村                     | 松浦村                           | 明治34年11月1日 松浦村       | 松浦村                        | 昭和30年3月31日 新発田市に編入 | 新発田市                       | 新発田市                       | 新発田市                      | 新発田市                       | 新発田市                    | 新発田市                      | 新発田市 |
| 荒川村             | 荒川村             | 荒川村                       | 荒川村                       | 明治8年 荒川村               | 荒川村                       | 荒川村                       | 荒川村                       | 荒川村                     | 荒川村                           | 明治34年11月1日 松浦村       | 松浦村                        | 昭和30年3月31日 新発田市に編入 | 新発田市                       | 新発田市                       | 新発田市                      | 新発田市                       | 新発田市                    | 新発田市                      | 新発田市 |
| 石橋新村           | 石橋新村           | 石橋新村                     | 石橋新村                     | 明治8年 荒川村               | 荒川村                       | 荒川村                       | 荒川村                       | 荒川村                     | 荒川村                           | 明治34年11月1日 松浦村       | 松浦村                        | 昭和30年3月31日 新発田市に編入 | 新発田市                       | 新発田市                       | 新発田市                      | 新発田市                       | 新発田市                    | 新発田市                      | 新発田市 |
| 中山村             | 中山村             | 中山村                       | 中山村                       | 中山村                       | 明治12年 改称 上中山村       | 明治12年 改称 上中山村       | 明治20年 上中山村            | 荒川村                     | 荒川村                           | 明治34年11月1日 松浦村       | 松浦村                        | 昭和30年3月31日 新発田市に編入 | 新発田市                       | 新発田市                       | 新発田市                      | 新発田市                       | 新発田市                    | 新発田市                      | 新発田市 |
| 中居新村           | 中居新村           | 中居新村                     | 中居新村                     | 中居新村                     | 中居新村                     | 中居新村                     | 明治20年 上中山村            | 荒川村                     | 荒川村                           | 明治34年11月1日 松浦村       | 松浦村                        | 昭和30年3月31日 新発田市に編入 | 新発田市                       | 新発田市                       | 新発田市                      | 新発田市                       | 新発田市                    | 新発田市                      | 新発田市 |
| 五十公野村         | 五十公野村         | 明治初年 下町                | 明治初年 下町                | 明治8年 五十公野村           | 五十公野村                   | 五十公野村                   | 五十公野村                   | 五十公野村                 | 五十公野村                       | 明治34年11月1日 五十公野村   | 五十公野村                    | 昭和30年3月31日 新発田市に編入 | 新発田市                       | 新発田市                       | 新発田市                      | 新発田市                       | 新発田市                    | 新発田市                      | 新発田市 |
| 五十公野村         | 五十公野村         | 明治初年 鍛冶分              |                              | 明治8年 五十公野村           | 五十公野村                   | 五十公野村                   | 五十公野村                   | 五十公野村                 | 五十公野村                       | 明治34年11月1日 五十公野村   | 五十公野村                    | 昭和30年3月31日 新発田市に編入 | 新発田市                       | 新発田市                       | 新発田市                      | 新発田市                       | 新発田市                    | 新発田市                      | 新発田市 |
| 五十公野村         | 五十公野村         | 明治初年 上町                |                              | 明治8年 五十公野村           | 五十公野村                   | 五十公野村                   | 五十公野村                   | 五十公野村                 | 五十公野村                       | 明治34年11月1日 五十公野村   | 五十公野村                    | 昭和30年3月31日 新発田市に編入 | 新発田市                       | 新発田市                       | 新発田市                      | 新発田市                       | 新発田市                    | 新発田市                      | 新発田市 |
| 五十公野村         | 五十公野村         | 明治初年 小路村              |                              | 明治8年 五十公野村           | 五十公野村                   | 五十公野村                   | 五十公野村                   | 五十公野村                 | 五十公野村                       | 明治34年11月1日 五十公野村   | 五十公野村                    | 昭和30年3月31日 新発田市に編入 | 新発田市                       | 新発田市                       | 新発田市                      | 新発田市                       | 新発田市                    | 新発田市                      | 新発田市 |
| 五十公野村         | 五十公野村         | 明治初年 外城村              |                              | 明治8年 五十公野村           | 五十公野村                   | 五十公野村                   | 五十公野村                   | 五十公野村                 | 五十公野村                       | 明治34年11月1日 五十公野村   | 五十公野村                    | 昭和30年3月31日 新発田市に編入 | 新発田市                       | 新発田市                       | 新発田市                      | 新発田市                       | 新発田市                    | 新発田市                      | 新発田市 |
| 金谷村             | 金谷村             | 金谷村                       | 金谷村                       | 金谷村                       | 金谷村                       | 金谷村                       | 金谷村                       | 五十公野村                 | 五十公野村                       | 明治34年11月1日 五十公野村   | 五十公野村                    | 昭和30年3月31日 新発田市に編入 | 新発田市                       | 新発田市                       | 新発田市                      | 新発田市                       | 新発田市                    | 新発田市                      | 新発田市 |
| 上新保村           | 上新保村           | 上新保村                     | 上新保村                     | 上新保村                     | 上新保村                     | 上新保村                     | 上新保村                     | 内竹村                     | 内竹村                           | 明治34年11月1日 五十公野村   | 五十公野村                    | 昭和30年3月31日 新発田市に編入 | 新発田市                       | 新発田市                       | 新発田市                      | 新発田市                       | 新発田市                    | 新発田市                      | 新発田市 |
| 下新保村           | 下新保村           | 下新保村                     | 下新保村                     | 下新保村                     | 下新保村                     | 下新保村                     | 下新保村                     | 内竹村                     | 内竹村                           | 明治34年11月1日 五十公野村   | 五十公野村                    | 昭和30年3月31日 新発田市に編入 | 新発田市                       | 新発田市                       | 新発田市                      | 新発田市                       | 新発田市                    | 新発田市                      | 新発田市 |
| 古寺村             | 古寺村             | 古寺村                       | 古寺村                       | 古寺村                       | 古寺村                       | 古寺村                       | 古寺村                       | 内竹村                     | 内竹村                           | 明治34年11月1日 五十公野村   | 五十公野村                    | 昭和30年3月31日 新発田市に編入 | 新発田市                       | 新発田市                       | 新発田市                      | 新発田市                       | 新発田市                    | 新発田市                      | 新発田市 |
| 江口村             | 江口村             | 江口村                       | 江口村                       | 江口村                       | 江口村                       | 江口村                       | 江口村                       | 内竹村                     | 内竹村                           | 明治34年11月1日 五十公野村   | 五十公野村                    | 昭和30年3月31日 新発田市に編入 | 新発田市                       | 新発田市                       | 新発田市                      | 新発田市                       | 新発田市                    | 新発田市                      | 新発田市 |
| 上内竹村           | 上内竹村           | 上内竹村                     | 上内竹村                     | 上内竹村                     | 上内竹村                     | 上内竹村                     | 上内竹村                     | 内竹村                     | 内竹村                           | 明治34年11月1日 五十公野村   | 五十公野村                    | 昭和30年3月31日 新発田市に編入 | 新発田市                       | 新発田市                       | 新発田市                      | 新発田市                       | 新発田市                    | 新発田市                      | 新発田市 |
| 丑首村             | 丑首村             | 丑首村                       | 丑首村                       | 丑首村                       | 丑首村                       | 丑首村                       | 丑首村                       | 内竹村                     | 内竹村                           | 明治34年11月1日 五十公野村   | 五十公野村                    | 昭和30年3月31日 新発田市に編入 | 新発田市                       | 新発田市                       | 新発田市                      | 新発田市                       | 新発田市                    | 新発田市                      | 新発田市 |
| 小見村             | 小見村             | 小見村                       | 小見村                       | 小見村                       | 小見村                       | 小見村                       | 小見村                       | 内竹村                     | 内竹村                           | 明治34年11月1日 五十公野村   | 五十公野村                    | 昭和30年3月31日 新発田市に編入 | 新発田市                       | 新発田市                       | 新発田市                      | 新発田市                       | 新発田市                    | 新発田市                      | 新発田市 |
| 山崎村             | 山崎村             | 山崎村                       | 山崎村                       | 山崎村                       | 山崎村                       | 山崎村                       | 山崎村                       | 内竹村                     | 内竹村                           | 明治34年11月1日 五十公野村   | 五十公野村                    | 昭和30年3月31日 新発田市に編入 | 新発田市                       | 新発田市                       | 新発田市                      | 新発田市                       | 新発田市                    | 新発田市                      | 新発田市 |
| 下内竹村           | 下内竹村           | 下内竹村                     | 下内竹村                     | 下内竹村                     | 下内竹村                     | 下内竹村                     | 下内竹村                     | 内竹村                     | 内竹村                           | 明治34年11月1日 五十公野村   | 五十公野村                    | 昭和30年3月31日 新発田市に編入 | 新発田市                       | 新発田市                       | 新発田市                      | 新発田市                       | 新発田市                    | 新発田市                      | 新発田市 |
| 米倉村             | 米倉村             | 米倉村                       | 米倉村                       | 米倉村                       | 米倉村                       | 米倉村                       | 米倉村                       | 米倉村                     | 米倉村                           | 米倉村                       | 米倉村                        | 昭和30年3月31日 新発田市に編入 | 新発田市                       | 新発田市                       | 新発田市                      | 新発田市                       | 新発田市                    | 新発田市                      | 新発田市 |
| 山内村             | 山内村             | 山内村                       | 山内村                       | 山内村                       | 山内村                       | 山内村                       | 山内村                       | 米倉村                     | 米倉村                           | 米倉村                       | 米倉村                        | 昭和30年3月31日 新発田市に編入 | 新発田市                       | 新発田市                       | 新発田市                      | 新発田市                       | 新発田市                    | 新発田市                      | 新発田市 |
| 中山村             | 中山村             | 中山村                       | 中山村                       | 中山村                       | 明治12年 改称 中々山村       | 明治12年 改称 中々山村       | 明治12年 改称 中々山村       | 米倉村                     | 米倉村                           | 米倉村                       | 米倉村                        | 昭和30年3月31日 新発田市に編入 | 新発田市                       | 新発田市                       | 新発田市                      | 新発田市                       | 新発田市                    | 新発田市                      | 新発田市 |
| 赤谷村             | 赤谷村             | 赤谷村                       | 赤谷村                       | 赤谷村                       | 明治12年 改称 上赤谷村       | 明治12年 改称 上赤谷村       | 明治12年 改称 上赤谷村       | 赤谷村                     | 赤谷村                           | 赤谷村                       | 赤谷村                        | 昭和30年3月31日 新発田市に編入 | 新発田市                       | 新発田市                       | 新発田市                      | 新発田市                       | 新発田市                    | 新発田市                      | 新発田市 |
| 滝谷村             | 滝谷村             | 滝谷村                       | 滝谷村                       | 滝谷村                       | 滝谷村                       | 滝谷村                       | 滝谷村                       | 赤谷村                     | 赤谷村                           | 赤谷村                       | 赤谷村                        | 昭和30年3月31日 新発田市に編入 | 新発田市                       | 新発田市                       | 新発田市                      | 新発田市                       | 新発田市                    | 新発田市                      | 新発田市 |
| 大友村             | 大友村             | 大友村                       | 大友村                       | 大友村                       | 大友村                       | 大友村                       | 大友村                       | 大宮村                     | 大宮村                           | 明治34年11月1日 川東村       | 川東村                        | 昭和30年3月31日 新発田市に編入 | 新発田市                       | 新発田市                       | 新発田市                      | 新発田市                       | 新発田市                    | 新発田市                      | 新発田市 |
| 小戸村             | 小戸村             | 小戸村                       | 小戸村                       | 小戸村                       | 小戸村                       | 小戸村                       | 小戸村                       | 大宮村                     | 大宮村                           | 明治34年11月1日 川東村       | 川東村                        | 昭和30年3月31日 新発田市に編入 | 新発田市                       | 新発田市                       | 新発田市                      | 新発田市                       | 新発田市                    | 新発田市                      | 新発田市 |
| 宮古木村           | 宮古木村           | 宮古木村                     | 宮古木村                     | 宮古木村                     | 宮古木村                     | 宮古木村                     | 宮古木村                     | 大宮村                     | 大宮村                           | 明治34年11月1日 川東村       | 川東村                        | 昭和30年3月31日 新発田市に編入 | 新発田市                       | 新発田市                       | 新発田市                      | 新発田市                       | 新発田市                    | 新発田市                      | 新発田市 |
| 上板山村           | 上板山村           | 上板山村                     | 上板山村                     | 明治8年 板山村               | 板山村                       | 板山村                       | 板山村                       | 板津村                     | 板津村                           | 明治34年11月1日 川東村       | 川東村                        | 昭和30年3月31日 新発田市に編入 | 新発田市                       | 新発田市                       | 新発田市                      | 新発田市                       | 新発田市                    | 新発田市                      | 新発田市 |
| 下板山村           | 下板山村           | 下板山村                     | 下板山村                     | 明治8年 板山村               | 板山村                       | 板山村                       | 板山村                       | 板津村                     | 板津村                           | 明治34年11月1日 川東村       | 川東村                        | 昭和30年3月31日 新発田市に編入 | 新発田市                       | 新発田市                       | 新発田市                      | 新発田市                       | 新発田市                    | 新発田市                      | 新発田市 |
| 上羽津村           | 上羽津村           | 上羽津村                     | 上羽津村                     | 上羽津村                     | 上羽津村                     | 上羽津村                     | 上羽津村                     | 板津村                     | 板津村                           | 明治34年11月1日 川東村       | 川東村                        | 昭和30年3月31日 新発田市に編入 | 新発田市                       | 新発田市                       | 新発田市                      | 新発田市                       | 新発田市                    | 新発田市                      | 新発田市 |
| 下羽津村           | 下羽津村           | 下羽津村                     | 下羽津村                     | 下羽津村                     | 下羽津村                     | 下羽津村                     | 下羽津村                     | 板津村                     | 板津村                           | 明治34年11月1日 川東村       | 川東村                        | 昭和30年3月31日 新発田市に編入 | 新発田市                       | 新発田市                       | 新発田市                      | 新発田市                       | 新発田市                    | 新発田市                      | 新発田市 |
| 下楠川村           | 下楠川村           | 下楠川村                     | 下楠川村                     | 下楠川村                     | 下楠川村                     | 下楠川村                     | 下楠川村                     | 楠川村                     | 明治23年3月7日 改称 竹ノ俣村     | 明治34年11月1日 川東村       | 川東村                        | 昭和30年3月31日 新発田市に編入 | 新発田市                       | 新発田市                       | 新発田市                      | 新発田市                       | 新発田市                    | 新発田市                      | 新発田市 |
| 南楯新村新田       | 南楯新村新田       | 南楯新村新田                 | 南楯新村新田                 | 南楯新村新田                 | 南楯新村新田                 | 南楯新村新田                 | 南楯新村新田                 | 楠川村                     | 明治23年3月7日 改称 竹ノ俣村     | 明治34年11月1日 川東村       | 川東村                        | 昭和30年3月31日 新発田市に編入 | 新発田市                       | 新発田市                       | 新発田市                      | 新発田市                       | 新発田市                    | 新発田市                      | 新発田市 |
| 東姫田村           | 東姫田村           | 東姫田村                     | 東姫田村                     | 東姫田村                     | 東姫田村                     | 東姫田村                     | 東姫田村                     | 楠川村                     | 明治23年3月7日 改称 竹ノ俣村     | 明治34年11月1日 川東村       | 川東村                        | 昭和30年3月31日 新発田市に編入 | 新発田市                       | 新発田市                       | 新発田市                      | 新発田市                       | 新発田市                    | 新発田市                      | 新発田市 |
| 田貝村             | 田貝村             | 田貝村                       | 田貝村                       | 田貝村                       | 田貝村                       | 田貝村                       | 明治19年 田貝村              | 楠川村                     | 明治23年3月7日 改称 竹ノ俣村     | 明治34年11月1日 川東村       | 川東村                        | 昭和30年3月31日 新発田市に編入 | 新発田市                       | 新発田市                       | 新発田市                      | 新発田市                       | 新発田市                    | 新発田市                      | 新発田市 |
| 田貝村新田         | 田貝村新田         | 田貝村新田                   | 田貝村新田                   | 田貝村新田                   | 田貝村新田                   | 田貝村新田                   | 明治19年 田貝村              | 楠川村                     | 明治23年3月7日 改称 竹ノ俣村     | 明治34年11月1日 川東村       | 川東村                        | 昭和30年3月31日 新発田市に編入 | 新発田市                       | 新発田市                       | 新発田市                      | 新発田市                       | 新発田市                    | 新発田市                      | 新発田市 |
|                    |                    | 明治2年 起立 本間新田        | 明治2年 起立 本間新田        | 明治2年 起立 本間新田        | 本間新田                     | 本間新田                     | 本間新田                     | 楠川村                     | 明治23年3月7日 改称 竹ノ俣村     | 明治34年11月1日 川東村       | 川東村                        | 昭和30年3月31日 新発田市に編入 | 新発田市                       | 新発田市                       | 新発田市                      | 新発田市                       | 新発田市                    | 新発田市                      | 新発田市 |
| 虎丸村             | 虎丸村             | 虎丸村                       | 虎丸村                       | 虎丸村                       | 虎丸村                       | 虎丸村                       | 虎丸村                       | 楠川村                     | 明治23年3月7日 改称 竹ノ俣村     | 明治34年11月1日 川東村       | 川東村                        | 昭和30年3月31日 新発田市に編入 | 新発田市                       | 新発田市                       | 新発田市                      | 新発田市                       | 新発田市                    | 新発田市                      | 新発田市 |
| 上楠川村           | 上楠川村           | 上楠川村                     | 上楠川村                     | 上楠川村                     | 上楠川村                     | 上楠川村                     | 上楠川村                     | 楠川村                     | 明治23年3月7日 改称 竹ノ俣村     | 明治34年11月1日 川東村       | 川東村                        | 昭和30年3月31日 新発田市に編入 | 新発田市                       | 新発田市                       | 新発田市                      | 新発田市                       | 新発田市                    | 新発田市                      | 新発田市 |
| 上三光村           | 上三光村           | 上三光村                     | 上三光村                     | 上三光村                     | 上三光村                     | 上三光村                     | 上三光村                     | 楠川村                     | 明治23年3月7日 改称 竹ノ俣村     | 明治34年11月1日 川東村       | 川東村                        | 昭和30年3月31日 新発田市に編入 | 新発田市                       | 新発田市                       | 新発田市                      | 新発田市                       | 新発田市                    | 新発田市                      | 新発田市 |
| 下三光村           | 下三光村           | 下三光村                     | 下三光村                     | 下三光村                     | 下三光村                     | 下三光村                     | 下三光村                     | 楠川村                     | 明治23年3月7日 改称 竹ノ俣村     | 明治34年11月1日 川東村       | 川東村                        | 昭和30年3月31日 新発田市に編入 | 新発田市                       | 新発田市                       | 新発田市                      | 新発田市                       | 新発田市                    | 新発田市                      | 新発田市 |
| 高関村             | 高関村             | 高関村                       | 高関村                       | 明治8年 高関村               | 明治12年 改称 下高関村       | 明治12年 改称 下高関村       | 明治12年 改称 下高関村       | 石田村                     | 石田村                           | 明治34年11月1日 川東村       | 川東村                        | 昭和30年3月31日 新発田市に編入 | 新発田市                       | 新発田市                       | 新発田市                      | 新発田市                       | 新発田市                    | 新発田市                      | 新発田市 |
| 高関村新田         | 高関村新田         | 高関村新田                   | 高関村新田                   | 明治8年 高関村               | 明治12年 改称 下高関村       | 明治12年 改称 下高関村       | 明治12年 改称 下高関村       | 石田村                     | 石田村                           | 明治34年11月1日 川東村       | 川東村                        | 昭和30年3月31日 新発田市に編入 | 新発田市                       | 新発田市                       | 新発田市                      | 新発田市                       | 新発田市                    | 新発田市                      | 新発田市 |
| 中曽根新村新田     | 中曽根新村新田     | 中曽根新村新田               | 中曽根新村新田               | 明治8年 高関村               | 明治12年 改称 下高関村       | 明治12年 改称 下高関村       | 明治12年 改称 下高関村       | 石田村                     | 石田村                           | 明治34年11月1日 川東村       | 川東村                        | 昭和30年3月31日 新発田市に編入 | 新発田市                       | 新発田市                       | 新発田市                      | 新発田市                       | 新発田市                    | 新発田市                      | 新発田市 |
| 敦賀村             | 敦賀村             | 敦賀村                       | 敦賀村                       | 敦賀村                       | 敦賀村                       | 敦賀村                       | 敦賀村                       | 石田村                     | 石田村                           | 明治34年11月1日 川東村       | 川東村                        | 昭和30年3月31日 新発田市に編入 | 新発田市                       | 新発田市                       | 新発田市                      | 新発田市                       | 新発田市                    | 新発田市                      | 新発田市 |
| 岡田村             | 岡田村             | 岡田村                       | 岡田村                       | 岡田村                       | 岡田村                       | 岡田村                       | 岡田村                       | 石田村                     | 石田村                           | 明治34年11月1日 川東村       | 川東村                        | 昭和30年3月31日 新発田市に編入 | 新発田市                       | 新発田市                       | 新発田市                      | 新発田市                       | 新発田市                    | 新発田市                      | 新発田市 |
| 西姫田村           | 西姫田村           | 西姫田村                     | 西姫田村                     | 西姫田村                     | 西姫田村                     | 西姫田村                     | 西姫田村                     | 石田村                     | 石田村                           | 明治34年11月1日 川東村       | 川東村                        | 昭和30年3月31日 新発田市に編入 | 新発田市                       | 新発田市                       | 新発田市                      | 新発田市                       | 新発田市                    | 新発田市                      | 新発田市 |
| 石喜新村           | 石喜新村           | 石喜新村                     | 石喜新村                     | 石喜新村                     | 石喜新村                     | 石喜新村                     | 石喜新村                     | 石田村                     | 石田村                           | 明治34年11月1日 川東村       | 川東村                        | 昭和30年3月31日 新発田市に編入 | 新発田市                       | 新発田市                       | 新発田市                      | 新発田市                       | 新発田市                    | 新発田市                      | 新発田市 |
| 菅谷村             | 菅谷村             | 菅谷村                       | 菅谷村                       | 菅谷村                       | 菅谷村                       | 菅谷村                       | 菅谷村                       | 菅谷村                     | 菅谷村                           | 明治34年11月1日 菅谷村       | 菅谷村                        | 昭和30年3月31日 新発田市に編入 | 新発田市                       | 新発田市                       | 新発田市                      | 新発田市                       | 新発田市                    | 新発田市                      | 新発田市 |
| 繁山新田           | 繁山新田           | 繁山新田                     | 繁山新田                     | 繁山新田                     | 繁山新田                     | 繁山新田                     | 繁山新田                     | 菅谷村                     | 菅谷村                           | 明治34年11月1日 菅谷村       | 菅谷村                        | 昭和30年3月31日 新発田市に編入 | 新発田市                       | 新発田市                       | 新発田市                      | 新発田市                       | 新発田市                    | 新発田市                      | 新発田市 |
| 小出村             | 小出村             | 小出村                       | 小出村                       | 小出村                       | 小出村                       | 小出村                       | 小出村                       | 菅谷村                     | 菅谷村                           | 明治34年11月1日 菅谷村       | 菅谷村                        | 昭和30年3月31日 新発田市に編入 | 新発田市                       | 新発田市                       | 新発田市                      | 新発田市                       | 新発田市                    | 新発田市                      | 新発田市 |
| 上寺内村           | 上寺内村           | 上寺内村                     | 上寺内村                     | 上寺内村                     | 上寺内村                     | 上寺内村                     | 上寺内村                     | 菅谷村                     | 菅谷村                           | 明治34年11月1日 菅谷村       | 菅谷村                        | 昭和30年3月31日 新発田市に編入 | 新発田市                       | 新発田市                       | 新発田市                      | 新発田市                       | 新発田市                    | 新発田市                      | 新発田市 |
| 下寺内村           | 下寺内村           | 下寺内村                     | 下寺内村                     | 明治9年 下寺内村             | 下寺内村                     | 下寺内村                     | 下寺内村                     | 菅谷村                     | 菅谷村                           | 明治34年11月1日 菅谷村       | 菅谷村                        | 昭和30年3月31日 新発田市に編入 | 新発田市                       | 新発田市                       | 新発田市                      | 新発田市                       | 新発田市                    | 新発田市                      | 新発田市 |
| 下楯新村           | 下楯新村           | 下楯新村                     | 下楯新村                     | 明治9年 下寺内村             | 下寺内村                     | 下寺内村                     | 下寺内村                     | 菅谷村                     | 菅谷村                           | 明治34年11月1日 菅谷村       | 菅谷村                        | 昭和30年3月31日 新発田市に編入 | 新発田市                       | 新発田市                       | 新発田市                      | 新発田市                       | 新発田市                    | 新発田市                      | 新発田市 |
| 横山村             | 横山村             | 横山村                       | 横山村                       | 横山村                       | 横山村                       | 横山村                       | 横山村                       | 菅谷村                     | 菅谷村                           | 明治34年11月1日 菅谷村       | 菅谷村                        | 昭和30年3月31日 新発田市に編入 | 新発田市                       | 新発田市                       | 新発田市                      | 新発田市                       | 新発田市                    | 新発田市                      | 新発田市 |
| 荒沢村             | 荒沢村             | 荒沢村                       | 荒沢村                       | 荒沢村                       | 明治12年 改称 上荒沢村       | 明治12年 改称 上荒沢村       | 明治12年 改称 上荒沢村       | 菅谷村                     | 菅谷村                           | 明治34年11月1日 菅谷村       | 菅谷村                        | 昭和30年3月31日 新発田市に編入 | 新発田市                       | 新発田市                       | 新発田市                      | 新発田市                       | 新発田市                    | 新発田市                      | 新発田市 |
| 熊出村             | 熊出村             | 熊出村                       | 熊出村                       | 熊出村                       | 熊出村                       | 熊出村                       | 熊出村                       | 菅谷村                     | 菅谷村                           | 明治34年11月1日 菅谷村       | 菅谷村                        | 昭和30年3月31日 新発田市に編入 | 新発田市                       | 新発田市                       | 新発田市                      | 新発田市                       | 新発田市                    | 新発田市                      | 新発田市 |
| 溝足村             | 溝足村             | 溝足村                       | 溝足村                       | 溝足村                       | 溝足村                       | 溝足村                       | 溝足村                       | 菅谷村                     | 菅谷村                           | 明治34年11月1日 菅谷村       | 菅谷村                        | 昭和30年3月31日 新発田市に編入 | 新発田市                       | 新発田市                       | 新発田市                      | 新発田市                       | 新発田市                    | 新発田市                      | 新発田市 |
| 中山村             | 中山村             | 中山村                       | 中山村                       | 中山村                       | 明治12年 改称 下中山村       | 明治12年 改称 下中山村       | 明治12年 改称 下中山村       | 菅谷村                     | 菅谷村                           | 明治34年11月1日 菅谷村       | 菅谷村                        | 昭和30年3月31日 新発田市に編入 | 新発田市                       | 新発田市                       | 新発田市                      | 新発田市                       | 新発田市                    | 新発田市                      | 新発田市 |
| 丸市新田           | 丸市新田           | 丸市新田                     | 丸市新田                     | 丸市新田                     | 丸市新田                     | 丸市新田                     | 丸市新田                     | 菅谷村                     | 菅谷村                           | 明治34年11月1日 菅谷村       | 菅谷村                        | 昭和30年3月31日 新発田市に編入 | 新発田市                       | 新発田市                       | 新発田市                      | 新発田市                       | 新発田市                    | 新発田市                      | 新発田市 |
| 上石川村           | 上石川村           | 上石川村                     | 上石川村                     | 上石川村                     | 上石川村                     | 上石川村                     | 上石川村                     | 蔵光村                     | 蔵光村                           | 明治34年11月1日 菅谷村       | 菅谷村                        | 昭和30年3月31日 新発田市に編入 | 新発田市                       | 新発田市                       | 新発田市                      | 新発田市                       | 新発田市                    | 新発田市                      | 新発田市 |
| 中川新村新田       | 中川新村新田       | 中川新村新田                 | 中川新村新田                 | 中川新村新田                 | 中川新村新田                 | 中川新村新田                 | 中川新村新田                 | 蔵光村                     | 蔵光村                           | 明治34年11月1日 菅谷村       | 菅谷村                        | 昭和30年3月31日 新発田市に編入 | 新発田市                       | 新発田市                       | 新発田市                      | 新発田市                       | 新発田市                    | 新発田市                      | 新発田市 |
| 下石川村           | 下石川村           | 下石川村                     | 下石川村                     | 下石川村                     | 下石川村                     | 下石川村                     | 下石川村                     | 蔵光村                     | 蔵光村                           | 明治34年11月1日 菅谷村       | 菅谷村                        | 昭和30年3月31日 新発田市に編入 | 新発田市                       | 新発田市                       | 新発田市                      | 新発田市                       | 新発田市                    | 新発田市                      | 新発田市 |
| 滝村               | 滝村               | 滝村                         | 滝村                         | 滝村                         | 滝村                         | 滝村                         | 滝村                         | 蔵光村                     | 蔵光村                           | 明治34年11月1日 菅谷村       | 菅谷村                        | 昭和30年3月31日 新発田市に編入 | 新発田市                       | 新発田市                       | 新発田市                      | 新発田市                       | 新発田市                    | 新発田市                      | 新発田市 |
| 北中江新村         | 北中江新村         | 北中江新村                   | 北中江新村                   | 北中江新村                   | 北中江新村                   | 北中江新村                   | 北中江新村                   | 蔵光村                     | 蔵光村                           | 明治34年11月1日 菅谷村       | 菅谷村                        | 昭和30年3月31日 新発田市に編入 | 新発田市                       | 新発田市                       | 新発田市                      | 新発田市                       | 新発田市                    | 新発田市                      | 新発田市 |
| 蔵光村             | 蔵光村             | 蔵光村                       | 蔵光村                       | 蔵光村                       | 蔵光村                       | 蔵光村                       | 蔵光村                       | 蔵光村                     | 蔵光村                           | 明治34年11月1日 菅谷村       | 菅谷村                        | 昭和30年3月31日 新発田市に編入 | 新発田市                       | 新発田市                       | 新発田市                      | 新発田市                       | 新発田市                    | 新発田市                      | 新発田市 |
| 上中江新村新田     | 上中江新村新田     | 上中江新村新田               | 上中江新村新田               | 上中江新村新田               | 上中江新村新田               | 上中江新村新田               | 上中江新村新田               | 蔵光村                     | 蔵光村                           | 明治34年11月1日 菅谷村       | 菅谷村                        | 昭和30年3月31日 新発田市に編入 | 新発田市                       | 新発田市                       | 新発田市                      | 新発田市                       | 新発田市                    | 新発田市                      | 新発田市 |
| 下中江新村新田     | 下中江新村新田     | 下中江新村新田               | 下中江新村新田               | 下中江新村新田               | 下中江新村新田               | 下中江新村新田               | 下中江新村新田               | 蔵光村                     | 蔵光村                           | 明治34年11月1日 菅谷村       | 菅谷村                        | 昭和30年3月31日 新発田市に編入 | 新発田市                       | 新発田市                       | 新発田市                      | 新発田市                       | 新発田市                    | 新発田市                      | 新発田市 |
| 中倉村             | 中倉村             | 中倉村                       | 中倉村                       | 中倉村                       | 中倉村                       | 中倉村                       | 中倉村                       | 蔵光村                     | 蔵光村                           | 明治34年11月1日 菅谷村       | 菅谷村                        | 昭和30年3月31日 新発田市に編入 | 新発田市                       | 新発田市                       | 新発田市                      | 新発田市                       | 新発田市                    | 新発田市                      | 新発田市 |
| 麓村               | 麓村               | 麓村                         | 麓村                         | 麓村                         | 麓村                         | 麓村                         | 麓村                         | 蔵光村                     | 蔵光村                           | 明治34年11月1日 菅谷村       | 菅谷村                        | 昭和30年3月31日 新発田市に編入 | 新発田市                       | 新発田市                       | 新発田市                      | 新発田市                       | 新発田市                    | 新発田市                      | 新発田市 |
| 宮内村             | 宮内村             | 宮内村                       | 宮内村                       | 宮内村                       | 明治12年 改称 東宮内村       | 明治12年 改称 東宮内村       | 明治12年 改称 東宮内村       | 蔵光村                     | 蔵光村                           | 明治34年11月1日 菅谷村       | 菅谷村                        | 昭和30年3月31日 新発田市に編入 | 新発田市                       | 新発田市                       | 新発田市                      | 新発田市                       | 新発田市                    | 新発田市                      | 新発田市 |
| 中妻村             | 中妻村             | 中妻村                       | 中妻村                       | 中妻村                       | 中妻村                       | 中妻村                       | 中妻村                       | 蔵光村                     | 蔵光村                           | 明治34年11月1日 菅谷村       | 菅谷村                        | 昭和30年3月31日 新発田市に編入 | 新発田市                       | 新発田市                       | 新発田市                      | 新発田市                       | 新発田市                    | 新発田市                      | 新発田市 |
| 黒岩村             | 黒岩村             | 黒岩村                       | 黒岩村                       | 黒岩村                       | 黒岩村                       | 黒岩村                       | 黒岩村                       | 蔵光村                     | 蔵光村                           | 明治34年11月1日 菅谷村       | 菅谷村                        | 昭和30年3月31日 新発田市に編入 | 新発田市                       | 新発田市                       | 新発田市                      | 新発田市                       | 新発田市                    | 新発田市                      | 新発田市 |
| 早道場町           | 早道場町           | 早道場町                     | 早道場町                     | 早道場町                     | 早道場町                     | 早道場町                     | 早道場町                     | 加治村                     | 加治村                           | 明治34年11月1日 加治村       | 加治村                        | 加治村                         | 昭和30年7月20日 加治川村       | 昭和30年7月20日 加治川村       | 昭和31年3月1日 新発田市に編入 | 新発田市                       | 新発田市                    | 新発田市                      | 新発田市 |
| 三日市町           | 三日市町           | 三日市町                     | 三日市町                     | 三日市町                     | 三日市町                     | 三日市町                     | 三日市町                     | 加治村                     | 加治村                           | 明治34年11月1日 加治村       | 加治村                        | 加治村                         | 昭和30年7月20日 加治川村       | 昭和30年7月20日 加治川村       | 昭和31年3月1日 新発田市に編入 | 新発田市                       | 新発田市                    | 新発田市                      | 新発田市 |
| 上小松村           | 上小松村           | 上小松村                     | 上小松村                     | 上小松村                     | 上小松村                     | 上小松村                     | 上小松村                     | 加治村                     | 加治村                           | 明治34年11月1日 加治村       | 加治村                        | 加治村                         | 昭和30年7月20日 加治川村       | 昭和30年7月20日 加治川村       | 昭和31年3月1日 新発田市に編入 | 新発田市                       | 新発田市                    | 新発田市                      | 新発田市 |
| 下小松村           | 下小松村           | 下小松村                     | 下小松村                     | 下小松村                     | 下小松村                     | 下小松村                     | 下小松村                     | 加治村                     | 加治村                           | 明治34年11月1日 加治村       | 加治村                        | 加治村                         | 昭和30年7月20日 加治川村       | 昭和30年7月20日 加治川村       | 昭和31年3月1日 新発田市に編入 | 新発田市                       | 新発田市                    | 新発田市                      | 新発田市 |
| 館村               | 館村               | 館村                         | 館村                         | 明治8年 館村                 | 明治12年 改称 上館村         | 明治12年 改称 上館村         | 明治12年 改称 上館村         | 上舘村                     | 上舘村                           | 明治34年11月1日 加治村       | 加治村                        | 加治村                         | 昭和30年7月20日 加治川村       | 昭和30年7月20日 加治川村       | 昭和31年3月1日 新発田市に編入 | 新発田市                       | 新発田市                    | 新発田市                      | 新発田市 |
| 館村新田           | 館村新田           | 館村新田                     | 館村新田                     | 館村新田                     | 明治12年 改称 上館村         | 明治12年 改称 上館村         | 明治12年 改称 上館村         | 上舘村                     | 上舘村                           | 明治34年11月1日 加治村       | 加治村                        | 加治村                         | 昭和30年7月20日 加治川村       | 昭和30年7月20日 加治川村       | 昭和31年3月1日 新発田市に編入 | 新発田市                       | 新発田市                    | 新発田市                      | 新発田市 |
| 新屋敷村           | 新屋敷村           | 新屋敷村                     | 新屋敷村                     | 新屋敷村                     | 新屋敷村                     | 新屋敷村                     | 新屋敷村                     | 上舘村                     | 上舘村                           | 明治34年11月1日 加治村       | 加治村                        | 加治村                         | 昭和30年7月20日 加治川村       | 昭和30年7月20日 加治川村       | 昭和31年3月1日 新発田市に編入 | 新発田市                       | 新発田市                    | 新発田市                      | 新発田市 |
| 新保小路村         | 新保小路村         | 新保小路村                   | 新保小路村                   | 新保小路村                   | 新保小路村                   | 新保小路村                   | 新保小路村                   | 上舘村                     | 上舘村                           | 明治34年11月1日 加治村       | 加治村                        | 加治村                         | 昭和30年7月20日 加治川村       | 昭和30年7月20日 加治川村       | 昭和31年3月1日 新発田市に編入 | 新発田市                       | 新発田市                    | 新発田市                      | 新発田市 |
| 中村               | 中村               | 中村                         | 中村                         | 中村                         | 明治12年 改称 下中村         | 明治12年 改称 下中村         | 明治12年 改称 下中村         | 上舘村                     | 上舘村                           | 明治34年11月1日 加治村       | 加治村                        | 加治村                         | 昭和30年7月20日 加治川村       | 昭和30年7月20日 加治川村       | 昭和31年3月1日 新発田市に編入 | 新発田市                       | 新発田市                    | 新発田市                      | 新発田市 |
| 茗荷谷村           | 茗荷谷村           | 茗荷谷村                     | 茗荷谷村                     | 茗荷谷村                     | 茗荷谷村                     | 茗荷谷村                     | 茗荷谷村                     | 上舘村                     | 上舘村                           | 明治34年11月1日 加治村       | 加治村                        | 加治村                         | 昭和30年7月20日 加治川村       | 昭和30年7月20日 加治川村       | 昭和31年3月1日 新発田市に編入 | 新発田市                       | 新発田市                    | 新発田市                      | 新発田市 |
| 金津新村新田       | 金津新村新田       | 金津新村新田                 | 金津新村新田                 | 金津新村新田                 | 金津新村新田                 | 金津新村新田                 | 金津新村新田                 | 上舘村                     | 上舘村                           | 明治34年11月1日 加治村       | 加治村                        | 加治村                         | 昭和30年7月20日 加治川村       | 昭和30年7月20日 加治川村       | 昭和31年3月1日 新発田市に編入 | 新発田市                       | 新発田市                    | 新発田市                      | 新発田市 |
| 下今泉村           | 下今泉村           | 下今泉村                     | 下今泉村                     | 下今泉村                     | 下今泉村                     | 下今泉村                     | 下今泉村                     | 上舘村                     | 上舘村                           | 明治34年11月1日 加治村       | 加治村                        | 加治村                         | 昭和30年7月20日 加治川村       | 昭和30年7月20日 加治川村       | 昭和31年3月1日 新発田市に編入 | 新発田市                       | 新発田市                    | 新発田市                      | 新発田市 |
| 館野小路村         | 館野小路村         | 館野小路村                   | 館野小路村                   | 館野小路村                   | 館野小路村                   | 館野小路村                   | 館野小路村                   | 上舘村                     | 上舘村                           | 明治34年11月1日 加治村       | 加治村                        | 加治村                         | 昭和30年7月20日 加治川村       | 昭和30年7月20日 加治川村       | 昭和31年3月1日 新発田市に編入 | 新発田市                       | 新発田市                    | 新発田市                      | 新発田市 |
| 箱岩村             | 箱岩村             | 箱岩村                       | 箱岩村                       | 箱岩村                       | 箱岩村                       | 箱岩村                       | 箱岩村                       | 上舘村                     | 上舘村                           | 明治34年11月1日 加治村       | 加治村                        | 加治村                         | 昭和30年7月20日 加治川村       | 昭和30年7月20日 加治川村       | 加治川村                      | 加治川村                       | 加治川村                    | 平成17年5月1日 新発田市に編入 | 新発田市 |
| 山田村             | 山田村             | 山田村                       | 山田村                       | 山田村                       | 明治12年 改称 下山田村       | 明治12年 改称 下山田村       | 明治20年 下山田村            | 上舘村                     | 上舘村                           | 明治34年11月1日 加治村       | 加治村                        | 加治村                         | 昭和30年7月20日 加治川村       | 昭和30年7月20日 加治川村       | 加治川村                      | 加治川村                       | 加治川村                    | 平成17年5月1日 新発田市に編入 | 新発田市 |
| 山崎新村           | 山崎新村           | 山崎新村                     | 山崎新村                     | 山崎新村                     | 山崎新村                     | 山崎新村                     | 明治20年 下山田村            | 上舘村                     | 上舘村                           | 明治34年11月1日 加治村       | 加治村                        | 加治村                         | 昭和30年7月20日 加治川村       | 昭和30年7月20日 加治川村       | 加治川村                      | 加治川村                       | 加治川村                    | 平成17年5月1日 新発田市に編入 | 新発田市 |
| 住田新村           | 住田新村           | 住田新村                     | 住田新村                     | 住田新村                     | 住田新村                     | 住田新村                     | 明治20年 住田村              | 上舘村                     | 上舘村                           | 明治34年11月1日 加治村       | 加治村                        | 加治村                         | 昭和30年7月20日 加治川村       | 昭和30年7月20日 加治川村       | 加治川村                      | 加治川村                       | 加治川村                    | 平成17年5月1日 新発田市に編入 | 新発田市 |
| 長崎新村           | 長崎新村           | 長崎新村                     | 長崎新村                     | 長崎新村                     | 長崎新村                     | 長崎新村                     | 明治20年 住田村              | 上舘村                     | 上舘村                           | 明治34年11月1日 加治村       | 加治村                        | 加治村                         | 昭和30年7月20日 加治川村       | 昭和30年7月20日 加治川村       | 加治川村                      | 加治川村                       | 加治川村                    | 平成17年5月1日 新発田市に編入 | 新発田市 |
| 滝尾村             | 滝尾村             | 滝尾村                       | 滝尾村                       | 滝尾村                       | 滝尾村                       | 滝尾村                       | 明治20年 住田村              | 上舘村                     | 上舘村                           | 明治34年11月1日 加治村       | 加治村                        | 加治村                         | 昭和30年7月20日 加治川村       | 昭和30年7月20日 加治川村       | 加治川村                      | 加治川村                       | 加治川村                    | 平成17年5月1日 新発田市に編入 | 新発田市 |
| 横岡村             | 横岡村             | 横岡村                       | 横岡村                       | 横岡村                       | 横岡村                       | 横岡村                       | 横岡村                       | 上舘村                     | 上舘村                           | 明治34年11月1日 加治村       | 加治村                        | 加治村                         | 昭和30年7月20日 加治川村       | 昭和30年7月20日 加治川村       | 加治川村                      | 加治川村                       | 加治川村                    | 平成17年5月1日 新発田市に編入 | 新発田市 |
| 平山新村新田       | 平山新村新田       | 平山新村新田                 | 平山新村新田                 | 平山新村新田                 | 平山新村新田                 | 平山新村新田                 | 平山新村新田                 | 上舘村                     | 上舘村                           | 明治34年11月1日 加治村       | 加治村                        | 加治村                         | 昭和30年7月20日 加治川村       | 昭和30年7月20日 加治川村       | 加治川村                      | 加治川村                       | 加治川村                    | 平成17年5月1日 新発田市に編入 | 新発田市 |
| 西浦新村新田       | 西浦新村新田       | 西浦新村新田                 | 西浦新村新田                 | 西浦新村新田                 | 西浦新村新田                 | 西浦新村新田                 | 西浦新村新田                 | 上舘村                     | 上舘村                           | 明治34年11月1日 加治村       | 加治村                        | 加治村                         | 昭和30年7月20日 加治川村       | 昭和30年7月20日 加治川村       | 加治川村                      | 加治川村                       | 加治川村                    | 平成17年5月1日 新発田市に編入 | 新発田市 |
| 西山新村新田       | 西山新村新田       | 西山新村新田                 | 西山新村新田                 | 西山新村新田                 | 明治12年 改称 下西山新村新田 | 明治12年 改称 下西山新村新田 | 明治12年 改称 下西山新村新田 | 上舘村                     | 上舘村                           | 明治34年11月1日 加治村       | 加治村                        | 加治村                         | 昭和30年7月20日 加治川村       | 昭和30年7月20日 加治川村       | 加治川村                      | 加治川村                       | 加治川村                    | 平成17年5月1日 新発田市に編入 | 新発田市 |
| 上今泉村           | 上今泉村           | 上今泉村                     | 上今泉村                     | 上今泉村                     | 上今泉村                     | 上今泉村                     | 明治20年 上今泉村            | 泉村                       | 泉村                             | 明治34年11月1日 加治村       | 加治村                        | 加治村                         | 昭和30年7月20日 加治川村       | 昭和30年7月20日 加治川村       | 加治川村                      | 加治川村                       | 加治川村                    | 平成17年5月1日 新発田市に編入 | 新発田市 |
| 松田新村           | 松田新村           | 松田新村                     | 松田新村                     | 松田新村                     | 松田新村                     | 松田新村                     | 明治20年 上今泉村            | 泉村                       | 泉村                             | 明治34年11月1日 加治村       | 加治村                        | 加治村                         | 昭和30年7月20日 加治川村       | 昭和30年7月20日 加治川村       | 加治川村                      | 加治川村                       | 加治川村                    | 平成17年5月1日 新発田市に編入 | 新発田市 |
| 関妻新村新田       | 関妻新村新田       | 関妻新村新田                 | 関妻新村新田                 | 関妻新村新田                 | 関妻新村新田                 | 関妻新村新田                 | 関妻新村新田                 | 泉村                       | 泉村                             | 明治34年11月1日 加治村       | 加治村                        | 加治村                         | 昭和30年7月20日 加治川村       | 昭和30年7月20日 加治川村       | 加治川村                      | 加治川村                       | 加治川村                    | 平成17年5月1日 新発田市に編入 | 新発田市 |
| 川口新田           | 川口新田           | 川口新田                     | 川口新田                     | 川口新田                     | 川口新田                     | 川口新田                     | 川口新田                     | 泉村                       | 泉村                             | 明治34年11月1日 加治村       | 加治村                        | 加治村                         | 昭和30年7月20日 加治川村       | 昭和30年7月20日 加治川村       | 加治川村                      | 加治川村                       | 加治川村                    | 平成17年5月1日 新発田市に編入 | 新発田市 |
| 稲荷新村新田       | 稲荷新村新田       | 稲荷新村新田                 | 稲荷新村新田                 | 稲荷新村新田                 | 稲荷新村新田                 | 稲荷新村新田                 | 稲荷新村新田                 | 泉村                       | 泉村                             | 明治34年11月1日 加治村       | 加治村                        | 加治村                         | 昭和30年7月20日 加治川村       | 昭和30年7月20日 加治川村       | 加治川村                      | 加治川村                       | 加治川村                    | 平成17年5月1日 新発田市に編入 | 新発田市 |
| 吉田村             | 吉田村             | 吉田村                       | 吉田村                       | 吉田村                       | 吉田村                       | 吉田村                       | 吉田村                       | 泉村                       | 泉村                             | 明治34年11月1日 加治村       | 加治村                        | 加治村                         | 昭和30年7月20日 加治川村       | 昭和30年7月20日 加治川村       | 加治川村                      | 加治川村                       | 加治川村                    | 平成17年5月1日 新発田市に編入 | 新発田市 |
| 野中新村新田       | 野中新村新田       | 野中新村新田                 | 野中新村新田                 | 野中新村新田                 | 野中新村新田                 | 野中新村新田                 | 野中新村新田                 | 泉村                       | 泉村                             | 明治34年11月1日 加治村       | 加治村                        | 加治村                         | 昭和30年7月20日 加治川村       | 昭和30年7月20日 加治川村       | 加治川村                      | 加治川村                       | 加治川村                    | 平成17年5月1日 新発田市に編入 | 新発田市 |
| 下城新村新田       | 下城新村新田       | 下城新村新田                 | 下城新村新田                 | 下城新村新田                 | 下城新村新田                 | 下城新村新田                 | 下城新村新田                 | 泉村                       | 泉村                             | 明治34年11月1日 加治村       | 加治村                        | 加治村                         | 昭和30年7月20日 加治川村       | 昭和30年7月20日 加治川村       | 加治川村                      | 加治川村                       | 加治川村                    | 平成17年5月1日 新発田市に編入 | 新発田市 |
| 塚田新村新田       | 塚田新村新田       | 塚田新村新田                 | 塚田新村新田                 | 塚田新村新田                 | 塚田新村新田                 | 塚田新村新田                 | 塚田新村新田                 | 泉村                       | 泉村                             | 明治34年11月1日 加治村       | 加治村                        | 加治村                         | 昭和30年7月20日 加治川村       | 昭和30年7月20日 加治川村       | 加治川村                      | 加治川村                       | 加治川村                    | 平成17年5月1日 新発田市に編入 | 新発田市 |
| 古楯新村新田       | 古楯新村新田       | 古楯新村新田                 | 古楯新村新田                 | 古楯新村新田                 | 古楯新村新田                 | 古楯新村新田                 | 古楯新村新田                 | 泉村                       | 泉村                             | 明治34年11月1日 加治村       | 加治村                        | 加治村                         | 昭和30年7月20日 加治川村       | 昭和30年7月20日 加治川村       | 加治川村                      | 加治川村                       | 加治川村                    | 平成17年5月1日 新発田市に編入 | 新発田市 |
| 小島新村新田       | 小島新村新田       | 小島新村新田                 | 小島新村新田                 | 小島新村新田                 | 小島新村新田                 | 小島新村新田                 | 小島新村新田                 | 泉村                       | 泉村                             | 明治34年11月1日 加治村       | 加治村                        | 加治村                         | 昭和30年7月20日 加治川村       | 昭和30年7月20日 加治川村       | 加治川村                      | 加治川村                       | 加治川村                    | 平成17年5月1日 新発田市に編入 | 新発田市 |
| 和泉新田           | 和泉新田           | 和泉新田                     | 和泉新田                     | 和泉新田                     | 和泉新田                     | 和泉新田                     | 和泉新田                     | 泉村                       | 泉村                             | 明治34年11月1日 加治村       | 加治村                        | 加治村                         | 昭和30年7月20日 加治川村       | 昭和30年7月20日 加治川村       | 加治川村                      | 加治川村                       | 加治川村                    | 平成17年5月1日 新発田市に編入 | 新発田市 |
| 奥村新田           | 奥村新田           | 奥村新田                     | 奥村新田                     | 奥村新田                     | 奥村新田                     | 奥村新田                     | 奥村新田                     | 泉村                       | 泉村                             | 明治34年11月1日 加治村       | 加治村                        | 加治村                         | 昭和30年7月20日 加治川村       | 昭和30年7月20日 加治川村       | 加治川村                      | 加治川村                       | 加治川村                    | 平成17年5月1日 新発田市に編入 | 新発田市 |
| 砂山新田           | 砂山新田           | 砂山新田                     | 砂山新田                     | 砂山新田                     | 砂山新田                     | 砂山新田                     | 砂山新田                     | 泉村                       | 泉村                             | 明治34年11月1日 加治村       | 加治村                        | 加治村                         | 昭和30年7月20日 加治川村       | 昭和30年7月20日 加治川村       | 加治川村                      | 加治川村                       | 加治川村                    | 平成17年5月1日 新発田市に編入 | 新発田市 |
| 向中条村           | 向中条村           | 向中条村                     | 向中条村                     | 向中条村                     | 向中条村                     | 向中条村                     | 向中条村                     | 中川村                     | 中川村                           | 明治34年11月1日 加治村       | 加治村                        | 加治村                         | 昭和30年7月20日 加治川村       | 昭和30年7月20日 加治川村       | 加治川村                      | 加治川村                       | 加治川村                    | 平成17年5月1日 新発田市に編入 | 新発田市 |
| 高田新村新田       | 高田新村新田       | 高田新村新田                 | 高田新村新田                 | 高田新村新田                 | 高田新村新田                 | 高田新村新田                 | 高田新村新田                 | 中川村                     | 中川村                           | 明治34年11月1日 加治村       | 加治村                        | 加治村                         | 昭和30年7月20日 加治川村       | 昭和30年7月20日 加治川村       | 加治川村                      | 加治川村                       | 加治川村                    | 平成17年5月1日 新発田市に編入 | 新発田市 |
| 住吉新村新田       | 住吉新村新田       | 住吉新村新田                 | 住吉新村新田                 | 住吉新村新田                 | 住吉新村新田                 | 住吉新村新田                 | 住吉新村新田                 | 中川村                     | 中川村                           | 明治34年11月1日 加治村       | 加治村                        | 加治村                         | 昭和30年7月20日 加治川村       | 昭和30年7月20日 加治川村       | 加治川村                      | 加治川村                       | 加治川村                    | 平成17年5月1日 新発田市に編入 | 新発田市 |
| 押廻村             | 押廻村             | 押廻村                       | 押廻村                       | 押廻村                       | 押廻村                       | 押廻村                       | 押廻村                       | 中川村                     | 中川村                           | 明治34年11月1日 加治村       | 加治村                        | 加治村                         | 昭和30年7月20日 加治川村       | 昭和30年7月20日 加治川村       | 加治川村                      | 加治川村                       | 加治川村                    | 平成17年5月1日 新発田市に編入 | 新発田市 |
| 川尻村             | 川尻村             | 川尻村                       | 川尻村                       | 川尻村                       | 川尻村                       | 川尻村                       | 川尻村                       | 中川村                     | 中川村                           | 明治34年11月1日 加治村       | 加治村                        | 加治村                         | 昭和30年7月20日 加治川村       | 昭和30年7月20日 加治川村       | 加治川村                      | 加治川村                       | 加治川村                    | 平成17年5月1日 新発田市に編入 | 新発田市 |
| 古川村             | 古川村             | 古川村                       | 古川村                       | 古川村                       | 古川村                       | 古川村                       | 古川村                       | 中川村                     | 中川村                           | 明治34年11月1日 加治村       | 加治村                        | 加治村                         | 昭和30年7月20日 加治川村       | 昭和30年7月20日 加治川村       | 加治川村                      | 加治川村                       | 加治川村                    | 平成17年5月1日 新発田市に編入 | 新発田市 |
| 二本木新村新田     | 二本木新村新田     | 二本木新村新田               | 二本木新村新田               | 二本木新村新田               | 二本木新村新田               | 二本木新村新田               | 二本木新村新田               | 中川村                     | 中川村                           | 明治34年11月1日 加治村       | 加治村                        | 加治村                         | 昭和30年7月20日 加治川村       | 昭和30年7月20日 加治川村       | 加治川村                      | 加治川村                       | 加治川村                    | 平成17年5月1日 新発田市に編入 | 新発田市 |
| 釜杭新村新田       | 釜杭新村新田       | 釜杭新村新田                 | 釜杭新村新田                 | 釜杭新村新田                 | 釜杭新村新田                 | 釜杭新村新田                 | 釜杭新村新田                 | 中川村                     | 中川村                           | 明治34年11月1日 加治村       | 加治村                        | 加治村                         | 昭和30年7月20日 加治川村       | 昭和30年7月20日 加治川村       | 加治川村                      | 加治川村                       | 加治川村                    | 平成17年5月1日 新発田市に編入 | 新発田市 |
| 高山寺新村新田     | 高山寺新村新田     | 高山寺新村新田               | 高山寺新村新田               | 高山寺新村新田               | 高山寺新村新田               | 高山寺新村新田               | 高山寺新村新田               | 中川村                     | 中川村                           | 明治34年11月1日 加治村       | 加治村                        | 加治村                         | 昭和30年7月20日 加治川村       | 昭和30年7月20日 加治川村       | 加治川村                      | 加治川村                       | 加治川村                    | 平成17年5月1日 新発田市に編入 | 新発田市 |
| 草荷村             | 草荷村             | 草荷村                       | 草荷村                       | 草荷村                       | 草荷村                       | 草荷村                       | 草荷村                       | 中川村                     | 中川村                           | 明治34年11月1日 加治村       | 加治村                        | 加治村                         | 昭和30年7月20日 加治川村       | 昭和30年7月20日 加治川村       | 加治川村                      | 加治川村                       | 加治川村                    | 平成17年5月1日 新発田市に編入 | 新発田市 |
| 中川新田           | 中川新田           | 中川新田                     | 中川新田                     | 中川新田                     | 中川新田                     | 中川新田                     | 中川新田                     | 金塚村                     | 金塚村                           | 金塚村                       | 金塚村                        | 金塚村                         | 昭和30年7月20日 加治川村       | 昭和30年7月20日 加治川村       | 加治川村                      | 加治川村                       | 加治川村                    | 平成17年5月1日 新発田市に編入 | 新発田市 |
| 俵橋新田           | 俵橋新田           | 俵橋新田                     | 俵橋新田                     | 俵橋新田                     | 俵橋新田                     | 俵橋新田                     | 俵橋新田                     | 金塚村                     | 金塚村                           | 金塚村                       | 金塚村                        | 金塚村                         | 昭和30年7月20日 加治川村       | 昭和30年7月20日 加治川村       | 加治川村                      | 加治川村                       | 加治川村                    | 平成17年5月1日 新発田市に編入 | 新発田市 |
| 相馬新田           | 相馬新田           | 相馬新田                     | 相馬新田                     | 相馬新田                     | 相馬新田                     | 相馬新田                     | 相馬新田                     | 金塚村                     | 金塚村                           | 金塚村                       | 金塚村                        | 金塚村                         | 昭和30年7月20日 加治川村       | 昭和30年7月20日 加治川村       | 加治川村                      | 加治川村                       | 加治川村                    | 平成17年5月1日 新発田市に編入 | 新発田市 |
| 藤井新田           | 藤井新田           | 藤井新田                     | 藤井新田                     | 藤井新田                     | 藤井新田                     | 藤井新田                     | 藤井新田                     | 金塚村                     | 金塚村                           | 金塚村                       | 金塚村                        | 金塚村                         | 昭和30年7月20日 加治川村       | 昭和30年7月20日 加治川村       | 加治川村                      | 加治川村                       | 加治川村                    | 平成17年5月1日 新発田市に編入 | 新発田市 |
| 青田新田           | 青田新田           | 青田新田                     | 青田新田                     | 青田新田                     | 青田新田                     | 青田新田                     | 青田新田                     | 金塚村                     | 金塚村                           | 金塚村                       | 金塚村                        | 金塚村                         | 昭和30年7月20日 加治川村       | 昭和30年7月20日 加治川村       | 加治川村                      | 加治川村                       | 加治川村                    | 平成17年5月1日 新発田市に編入 | 新発田市 |
| 金子新田           | 金子新田           | 金子新田                     | 金子新田                     | 金子新田                     | 金子新田                     | 金子新田                     | 金子新田                     | 金塚村                     | 金塚村                           | 金塚村                       | 金塚村                        | 金塚村                         | 昭和30年7月20日 加治川村       | 昭和30年7月20日 加治川村       | 加治川村                      | 加治川村                       | 加治川村                    | 平成17年5月1日 新発田市に編入 | 新発田市 |
| 岡島新田           | 岡島新田           | 岡島新田                     | 岡島新田                     | 岡島新田                     | 岡島新田                     | 岡島新田                     | 岡島新田                     | 金塚村                     | 金塚村                           | 金塚村                       | 金塚村                        | 金塚村                         | 昭和30年7月20日 加治川村       | 昭和30年7月20日 加治川村       | 加治川村                      | 加治川村                       | 加治川村                    | 平成17年5月1日 新発田市に編入 | 新発田市 |
| 戸野湊新田         | 戸野湊新田         | 戸野湊新田                   | 戸野湊新田                   | 戸野湊新田                   | 戸野湊新田                   | 戸野湊新田                   | 戸野湊新田                   | 金塚村                     | 金塚村                           | 金塚村                       | 金塚村                        | 金塚村                         | 昭和30年7月20日 加治川村       | 昭和30年7月20日 加治川村       | 加治川村                      | 加治川村                       | 加治川村                    | 平成17年5月1日 新発田市に編入 | 新発田市 |
| 大野新田           | 大野新田           | 大野新田                     | 大野新田                     | 大野新田                     | 大野新田                     | 大野新田                     | 大野新田                     | 金塚村                     | 金塚村                           | 金塚村                       | 金塚村                        | 金塚村                         | 昭和30年7月20日 加治川村       | 昭和30年7月20日 加治川村       | 加治川村                      | 加治川村                       | 加治川村                    | 平成17年5月1日 新発田市に編入 | 新発田市 |
| 寺尾新村新田       | 寺尾新村新田       | 寺尾新村新田                 | 寺尾新村新田                 | 寺尾新村新田                 | 寺尾新村新田                 | 寺尾新村新田                 | 寺尾新村新田                 | 金塚村                     | 金塚村                           | 金塚村                       | 金塚村                        | 金塚村                         | 昭和30年7月20日 加治川村       | 昭和30年7月20日 加治川村       | 加治川村                      | 加治川村                       | 加治川村                    | 平成17年5月1日 新発田市に編入 | 新発田市 |
| 境新村新田         | 境新村新田         | 境新村新田                   | 境新村新田                   | 境新村新田                   | 境新村新田                   | 境新村新田                   | 境新村新田                   | 金塚村                     | 金塚村                           | 金塚村                       | 金塚村                        | 金塚村                         | 昭和30年7月20日 加治川村       | 昭和30年7月20日 加治川村       | 加治川村                      | 加治川村                       | 加治川村                    | 平成17年5月1日 新発田市に編入 | 新発田市 |
| 貝塚村             | 貝塚村             | 貝塚村                       | 貝塚村                       | 貝塚村                       | 貝塚村                       | 貝塚村                       | 貝塚村                       | 金塚村                     | 金塚村                           | 金塚村                       | 金塚村                        | 金塚村                         | 昭和30年7月20日 加治川村       | 昭和30年7月20日 加治川村       | 加治川村                      | 加治川村                       | 加治川村                    | 平成17年5月1日 新発田市に編入 | 新発田市 |
| 浦村               | 浦村               | 浦村                         | 浦村                         | 浦村                         | 明治12年 改称 金山村         | 明治12年 改称 金山村         | 明治12年 改称 金山村         | 金塚村                     | 金塚村                           | 金塚村                       | 金塚村                        | 金塚村                         | 昭和30年7月20日 加治川村       | 昭和30年7月20日 加治川村       | 加治川村                      | 加治川村                       | 加治川村                    | 平成17年5月1日 新発田市に編入 | 新発田市 |
| 金沢新村新田       | 金沢新村新田       | 金沢新村新田                 | 金沢新村新田                 | 金沢新村新田                 | 金沢新村新田                 | 金沢新村新田                 | 金沢新村新田                 | 金塚村                     | 金塚村                           | 金塚村                       | 金塚村                        | 金塚村                         | 昭和30年7月20日 加治川村       | 昭和30年7月20日 加治川村       | 加治川村                      | 加治川村                       | 加治川村                    | 平成17年5月1日 新発田市に編入 | 新発田市 |
| 坂町村             | 坂町村             | 坂町村                       | 坂町村                       | 坂町村                       | 明治12年 改称 下坂町村       | 明治12年 改称 下坂町村       | 明治12年 改称 下坂町村       | 金塚村                     | 金塚村                           | 金塚村                       | 金塚村                        | 金塚村                         | 昭和30年7月20日 加治川村       | 昭和30年7月20日 加治川村       | 加治川村                      | 加治川村                       | 加治川村                    | 平成17年5月1日 新発田市に編入 | 新発田市 |
| 小中山村           | 小中山村           | 小中山村                     | 小中山村                     | 小中山村                     | 明治12年 改称 下小中山村     | 明治12年 改称 下小中山村     | 明治12年 改称 下小中山村     | 金塚村                     | 金塚村                           | 金塚村                       | 金塚村                        | 金塚村                         | 昭和30年7月20日 加治川村       | 昭和30年7月20日 加治川村       | 加治川村                      | 加治川村                       | 加治川村                    | 平成17年5月1日 新発田市に編入 | 新発田市 |
| 貝屋村             | 貝屋村             | 貝屋村                       | 貝屋村                       | 貝屋村                       | 貝屋村                       | 貝屋村                       | 貝屋村                       | 金塚村                     | 金塚村                           | 金塚村                       | 金塚村                        | 金塚村                         | 昭和30年7月20日 加治川村       | 昭和30年7月20日 加治川村       | 加治川村                      | 加治川村                       | 加治川村                    | 平成17年5月1日 新発田市に編入 | 新発田市 |
| 小国谷村           | 小国谷村           | 小国谷村                     | 小国谷村                     | 小国谷村                     | 小国谷村                     | 小国谷村                     | 小国谷村                     | 金塚村                     | 金塚村                           | 金塚村                       | 金塚村                        | 金塚村                         | 昭和30年7月20日 加治川村       | 昭和30年7月20日 加治川村       | 加治川村                      | 加治川村                       | 加治川村                    | 平成17年5月1日 新発田市に編入 | 新発田市 |
| 米子新田           | 米子新田           | 米子新田                     | 米子新田                     | 米子新田                     | 米子新田                     | 米子新田                     | 米子新田                     | 紫雲寺村                   | 紫雲寺村                         | 明治34年11月1日 紫雲寺村     | 紫雲寺村                      | 昭和30年3月31日 紫雲寺町       | 昭和30年3月31日 紫雲寺町       | 昭和30年3月31日 紫雲寺町       | 紫雲寺町                      | 紫雲寺町                       | 紫雲寺町                    | 平成17年5月1日 新発田市に編入 | 新発田市 |
| 宮吉新田           | 宮吉新田           | 宮吉新田                     | 宮吉新田                     | 宮吉新田                     | 宮吉新田                     | 宮吉新田                     | 宮吉新田                     | 紫雲寺村                   | 紫雲寺村                         | 明治34年11月1日 紫雲寺村     | 紫雲寺村                      | 昭和30年3月31日 紫雲寺町       | 昭和30年3月31日 紫雲寺町       | 昭和30年3月31日 紫雲寺町       | 紫雲寺町                      | 紫雲寺町                       | 紫雲寺町                    | 平成17年5月1日 新発田市に編入 | 新発田市 |
| 人橋新田           | 人橋新田           | 人橋新田                     | 人橋新田                     | 人橋新田                     | 人橋新田                     | 人橋新田                     | 人橋新田                     | 紫雲寺村                   | 紫雲寺村                         | 明治34年11月1日 紫雲寺村     | 紫雲寺村                      | 昭和30年3月31日 紫雲寺町       | 昭和30年3月31日 紫雲寺町       | 昭和30年3月31日 紫雲寺町       | 紫雲寺町                      | 紫雲寺町                       | 紫雲寺町                    | 平成17年5月1日 新発田市に編入 | 新発田市 |
| 元郷新田           | 元郷新田           | 元郷新田                     | 元郷新田                     | 元郷新田                     | 元郷新田                     | 元郷新田                     | 元郷新田                     | 紫雲寺村                   | 紫雲寺村                         | 明治34年11月1日 紫雲寺村     | 紫雲寺村                      | 昭和30年3月31日 紫雲寺町       | 昭和30年3月31日 紫雲寺町       | 昭和30年3月31日 紫雲寺町       | 紫雲寺町                      | 紫雲寺町                       | 紫雲寺町                    | 平成17年5月1日 新発田市に編入 | 新発田市 |
| 真野原新田         | 真野原新田         | 真野原新田                   | 真野原新田                   | 真野原新田                   | 真野原新田                   | 真野原新田                   | 真野原新田                   | 紫雲寺村                   | 紫雲寺村                         | 明治34年11月1日 紫雲寺村     | 紫雲寺村                      | 昭和30年3月31日 紫雲寺町       | 昭和30年3月31日 紫雲寺町       | 昭和30年3月31日 紫雲寺町       | 紫雲寺町                      | 紫雲寺町                       | 紫雲寺町                    | 平成17年5月1日 新発田市に編入 | 新発田市 |
| 真野原外新田       | 真野原外新田       | 真野原外新田                 | 真野原外新田                 | 真野原外新田                 | 真野原外新田                 | 真野原外新田                 | 真野原外新田                 | 紫雲寺村                   | 紫雲寺村                         | 明治34年11月1日 紫雲寺村     | 紫雲寺村                      | 昭和30年3月31日 紫雲寺町       | 昭和30年3月31日 紫雲寺町       | 昭和30年3月31日 紫雲寺町       | 紫雲寺町                      | 紫雲寺町                       | 紫雲寺町                    | 平成17年5月1日 新発田市に編入 | 新発田市 |
| 二ツ山新田         | 二ツ山新田         | 二ツ山新田                   | 二ツ山新田                   | 二ツ山新田                   | 二ツ山新田                   | 二ツ山新田                   | 二ツ山新田                   | 紫雲寺村                   | 紫雲寺村                         | 明治34年11月1日 紫雲寺村     | 紫雲寺村                      | 昭和30年3月31日 紫雲寺町       | 昭和30年3月31日 紫雲寺町       | 昭和30年3月31日 紫雲寺町       | 紫雲寺町                      | 紫雲寺町                       | 紫雲寺町                    | 平成17年5月1日 新発田市に編入 | 新発田市 |
| 真野代新田         | 真野代新田         | 真野代新田                   | 真野代新田                   | 真野代新田                   | 真野代新田                   | 真野代新田                   | 真野代新田                   | 紫雲寺村                   | 紫雲寺村                         | 明治34年11月1日 紫雲寺村     | 紫雲寺村                      | 昭和30年3月31日 紫雲寺町       | 昭和30年3月31日 紫雲寺町       | 昭和30年3月31日 紫雲寺町       | 紫雲寺町                      | 紫雲寺町                       | 紫雲寺町                    | 平成17年5月1日 新発田市に編入 | 新発田市 |
| 小川新田           | 小川新田           | 小川新田                     | 小川新田                     | 小川新田                     | 小川新田                     | 小川新田                     | 小川新田                     | 紫雲寺村                   | 紫雲寺村                         | 明治34年11月1日 紫雲寺村     | 紫雲寺村                      | 昭和30年3月31日 紫雲寺町       | 昭和30年3月31日 紫雲寺町       | 昭和30年3月31日 紫雲寺町       | 紫雲寺町                      | 紫雲寺町                       | 紫雲寺町                    | 平成17年5月1日 新発田市に編入 | 新発田市 |
| 長島新田           | 長島新田           | 長島新田                     | 長島新田                     | 長島新田                     | 長島新田                     | 長島新田                     | 長島新田                     | 紫雲寺村                   | 紫雲寺村                         | 明治34年11月1日 紫雲寺村     | 紫雲寺村                      | 昭和30年3月31日 紫雲寺町       | 昭和30年3月31日 紫雲寺町       | 昭和30年3月31日 紫雲寺町       | 紫雲寺町                      | 紫雲寺町                       | 紫雲寺町                    | 平成17年5月1日 新発田市に編入 | 新発田市 |
| 中野新田           | 中野新田           | 中野新田                     | 中野新田                     | 中野新田                     | 中野新田                     | 中野新田                     | 中野新田                     | 紫雲寺村                   | 紫雲寺村                         | 明治34年11月1日 紫雲寺村     | 紫雲寺村                      | 昭和30年3月31日 紫雲寺町       | 昭和30年3月31日 紫雲寺町       | 昭和30年3月31日 紫雲寺町       | 紫雲寺町                      | 紫雲寺町                       | 紫雲寺町                    | 平成17年5月1日 新発田市に編入 | 新発田市 |
| 長者館新田         | 長者館新田         | 長者館新田                   | 長者館新田                   | 長者館新田                   | 長者館新田                   | 長者館新田                   | 長者館新田                   | 紫雲寺村                   | 紫雲寺村                         | 明治34年11月1日 紫雲寺村     | 紫雲寺村                      | 昭和30年3月31日 紫雲寺町       | 昭和30年3月31日 紫雲寺町       | 昭和30年3月31日 紫雲寺町       | 紫雲寺町                      | 紫雲寺町                       | 紫雲寺町                    | 平成17年5月1日 新発田市に編入 | 新発田市 |
| 関井新田           | 関井新田           | 関井新田                     | 関井新田                     | 関井新田                     | 関井新田                     | 関井新田                     | 関井新田                     | 紫雲寺村                   | 紫雲寺村                         | 明治34年11月1日 紫雲寺村     | 紫雲寺村                      | 昭和30年3月31日 紫雲寺町       | 昭和30年3月31日 紫雲寺町       | 昭和30年3月31日 紫雲寺町       | 紫雲寺町                      | 紫雲寺町                       | 紫雲寺町                    | 平成17年5月1日 新発田市に編入 | 新発田市 |
| 稲荷岡新田         | 稲荷岡新田         | 稲荷岡新田                   | 稲荷岡新田                   | 稲荷岡新田                   | 稲荷岡新田                   | 稲荷岡新田                   | 稲荷岡新田                   | 紫雲寺村                   | 紫雲寺村                         | 明治34年11月1日 紫雲寺村     | 紫雲寺村                      | 昭和30年3月31日 紫雲寺町       | 昭和30年3月31日 紫雲寺町       | 昭和30年3月31日 紫雲寺町       | 紫雲寺町                      | 紫雲寺町                       | 紫雲寺町                    | 平成17年5月1日 新発田市に編入 | 新発田市 |
| 中沢新田           | 中沢新田           | 中沢新田                     | 中沢新田                     | 中沢新田                     | 明治12年 改称 下中沢新田     | 明治12年 改称 下中沢新田     | 明治12年 改称 下中沢新田     | 紫雲寺村                   | 紫雲寺村                         | 明治34年11月1日 紫雲寺村     | 紫雲寺村                      | 昭和30年3月31日 紫雲寺町       | 昭和30年3月31日 紫雲寺町       | 昭和30年3月31日 紫雲寺町       | 紫雲寺町                      | 紫雲寺町                       | 紫雲寺町                    | 平成17年5月1日 新発田市に編入 | 新発田市 |
| 福岡新田           | 福岡新田           | 福岡新田                     | 福岡新田                     | 福岡新田                     | 福岡新田                     | 福岡新田                     | 福岡新田                     | 紫雲寺村                   | 紫雲寺村                         | 明治34年11月1日 紫雲寺村     | 紫雲寺村                      | 昭和30年3月31日 紫雲寺町       | 昭和30年3月31日 紫雲寺町       | 昭和30年3月31日 紫雲寺町       | 紫雲寺町                      | 紫雲寺町                       | 紫雲寺町                    | 平成17年5月1日 新発田市に編入 | 新発田市 |
| 富島新田           | 富島新田           | 富島新田                     | 富島新田                     | 富島新田                     | 富島新田                     | 富島新田                     | 富島新田                     | 紫雲寺村                   | 紫雲寺村                         | 明治34年11月1日 紫雲寺村     | 紫雲寺村                      | 昭和30年3月31日 紫雲寺町       | 昭和30年3月31日 紫雲寺町       | 昭和30年3月31日 紫雲寺町       | 紫雲寺町                      | 紫雲寺町                       | 紫雲寺町                    | 平成17年5月1日 新発田市に編入 | 新発田市 |
| 古田新田           | 古田新田           | 古田新田                     | 古田新田                     | 古田新田                     | 古田新田                     | 古田新田                     | 古田新田                     | 紫雲寺村                   | 紫雲寺村                         | 明治34年11月1日 紫雲寺村     | 紫雲寺村                      | 昭和30年3月31日 紫雲寺町       | 昭和30年3月31日 紫雲寺町       | 昭和30年3月31日 紫雲寺町       | 紫雲寺町                      | 紫雲寺町                       | 紫雲寺町                    | 平成17年5月1日 新発田市に編入 | 新発田市 |
| 真中新田           | 真中新田           | 真中新田                     | 真中新田                     | 真中新田                     | 真中新田                     | 真中新田                     | 真中新田                     | 紫雲寺村                   | 紫雲寺村                         | 明治34年11月1日 紫雲寺村     | 紫雲寺村                      | 昭和30年3月31日 紫雲寺町       | 昭和30年3月31日 紫雲寺町       | 昭和30年3月31日 紫雲寺町       | 紫雲寺町                      | 紫雲寺町                       | 紫雲寺町                    | 平成17年5月1日 新発田市に編入 | 新発田市 |
| 南成田新田         | 南成田新田         | 南成田新田                   | 南成田新田                   | 南成田新田                   | 南成田新田                   | 南成田新田                   | 南成田新田                   | 大島村                     | 大島村                           | 明治34年11月1日 紫雲寺村     | 紫雲寺村                      | 昭和30年3月31日 紫雲寺町       | 昭和30年3月31日 紫雲寺町       | 昭和30年3月31日 紫雲寺町       | 紫雲寺町                      | 紫雲寺町                       | 紫雲寺町                    | 平成17年5月1日 新発田市に編入 | 新発田市 |
| 住吉新田           | 住吉新田           | 住吉新田                     | 住吉新田                     | 住吉新田                     | 住吉新田                     | 住吉新田                     | 住吉新田                     | 大島村                     | 大島村                           | 明治34年11月1日 紫雲寺村     | 紫雲寺村                      | 昭和30年3月31日 紫雲寺町       | 昭和30年3月31日 紫雲寺町       | 昭和30年3月31日 紫雲寺町       | 紫雲寺町                      | 紫雲寺町                       | 紫雲寺町                    | 平成17年5月1日 新発田市に編入 | 新発田市 |
| 中島新田           | 中島新田           | 中島新田                     | 中島新田                     | 中島新田                     | 中島新田                     | 中島新田                     | 中島新田                     | 大島村                     | 大島村                           | 明治34年11月1日 紫雲寺村     | 紫雲寺村                      | 昭和30年3月31日 紫雲寺町       | 昭和30年3月31日 紫雲寺町       | 昭和30年3月31日 紫雲寺町       | 紫雲寺町                      | 紫雲寺町                       | 紫雲寺町                    | 平成17年5月1日 新発田市に編入 | 新発田市 |
| 大中島新田         | 大中島新田         | 大中島新田                   | 大中島新田                   | 大中島新田                   | 大中島新田                   | 大中島新田                   | 大中島新田                   | 大島村                     | 大島村                           | 明治34年11月1日 紫雲寺村     | 紫雲寺村                      | 昭和30年3月31日 紫雲寺町       | 昭和30年3月31日 紫雲寺町       | 昭和30年3月31日 紫雲寺町       | 紫雲寺町                      | 紫雲寺町                       | 紫雲寺町                    | 平成17年5月1日 新発田市に編入 | 新発田市 |
| 高島新田           | 高島新田           | 高島新田                     | 高島新田                     | 高島新田                     | 高島新田                     | 高島新田                     | 高島新田                     | 大島村                     | 大島村                           | 明治34年11月1日 紫雲寺村     | 紫雲寺村                      | 昭和30年3月31日 紫雲寺町       | 昭和30年3月31日 紫雲寺町       | 昭和30年3月31日 紫雲寺町       | 紫雲寺町                      | 紫雲寺町                       | 紫雲寺町                    | 平成17年5月1日 新発田市に編入 | 新発田市 |
| 片桐新田           | 片桐新田           | 片桐新田                     | 片桐新田                     | 片桐新田                     | 片桐新田                     | 片桐新田                     | 片桐新田                     | 大島村                     | 大島村                           | 明治34年11月1日 紫雲寺村     | 紫雲寺村                      | 昭和30年3月31日 紫雲寺町       | 昭和30年3月31日 紫雲寺町       | 昭和30年3月31日 紫雲寺町       | 紫雲寺町                      | 紫雲寺町                       | 紫雲寺町                    | 平成17年5月1日 新発田市に編入 | 新発田市 |
| 藤塚浜村           | 藤塚浜村           | 藤塚浜村                     | 藤塚浜村                     | 藤塚浜村                     | 藤塚浜村                     | 藤塚浜村                     | 藤塚浜村                     | 松塚村                     | 松塚村                           | 松塚村                       | 松塚村                        | 昭和30年3月31日 紫雲寺町       | 昭和30年3月31日 紫雲寺町       | 昭和30年3月31日 紫雲寺町       | 紫雲寺町                      | 紫雲寺町                       | 紫雲寺町                    | 平成17年5月1日 新発田市に編入 | 新発田市 |
| 村松浜             | 村松浜             | 村松浜                       | 村松浜                       | 村松浜                       | 村松浜                       | 村松浜                       | 村松浜                       | 松塚村                     | 松塚村                           | 松塚村                       | 松塚村                        | 昭和30年3月31日 築地村に編入   | 築地村                         | 築地村                         | 築地村                        | 築地村                         | 昭和42年1月1日 中条町に編入 | 平成17年9月1日 胎内市         | 胎内市   |
| 築地村             | 築地村             | 築地村                       | 築地村                       | 築地村                       | 築地村                       | 築地村                       | 築地村                       | 築地村                     | 築地村                           | 築地村                       | 築地村                        | 築地村                         | 築地村                         | 築地村                         | 築地村                        | 築地村                         | 昭和42年1月1日 中条町に編入 | 平成17年9月1日 胎内市         | 胎内市   |
| 築地新村           | 築地新村           | 築地新村                     | 築地新村                     | 築地新村                     | 築地新村                     | 築地新村                     | 築地新村                     | 築地村                     | 築地村                           | 築地村                       | 築地村                        | 築地村                         | 築地村                         | 築地村                         | 築地村                        | 築地村                         | 昭和42年1月1日 中条町に編入 | 平成17年9月1日 胎内市         | 胎内市   |
| 高田村             | 高田村             | 高田村                       | 高田村                       | 高田村                       | 明治12年 改称 下高田村       | 明治12年 改称 下高田村       | 明治12年 改称 下高田村       | 築地村                     | 築地村                           | 築地村                       | 築地村                        | 築地村                         | 築地村                         | 築地村                         | 築地村                        | 築地村                         | 昭和42年1月1日 中条町に編入 | 平成17年9月1日 胎内市         | 胎内市   |
| 山王村             | 山王村             | 山王村                       | 山王村                       | 山王村                       | 山王村                       | 山王村                       | 山王村                       | 築地村                     | 築地村                           | 築地村                       | 築地村                        | 築地村                         | 築地村                         | 築地村                         | 築地村                        | 築地村                         | 昭和42年1月1日 中条町に編入 | 平成17年9月1日 胎内市         | 胎内市   |
| 高畑村             | 高畑村             | 高畑村                       | 高畑村                       | 高畑村                       | 高畑村                       | 高畑村                       | 高畑村                       | 築地村                     | 築地村                           | 築地村                       | 築地村                        | 築地村                         | 築地村                         | 築地村                         | 築地村                        | 築地村                         | 昭和42年1月1日 中条町に編入 | 平成17年9月1日 胎内市         | 胎内市   |
| 宮瀬村             | 宮瀬村             | 宮瀬村                       | 宮瀬村                       | 宮瀬村                       | 宮瀬村                       | 宮瀬村                       | 宮瀬村                       | 築地村                     | 築地村                           | 築地村                       | 築地村                        | 築地村                         | 築地村                         | 築地村                         | 築地村                        | 築地村                         | 昭和42年1月1日 中条町に編入 | 平成17年9月1日 胎内市         | 胎内市   |
| 笹口浜             | 笹口浜             | 笹口浜                       | 笹口浜                       | 笹口浜                       | 笹口浜                       | 笹口浜                       | 笹口浜                       | 築地村                     | 築地村                           | 築地村                       | 築地村                        | 築地村                         | 築地村                         | 築地村                         | 築地村                        | 築地村                         | 昭和42年1月1日 中条町に編入 | 平成17年9月1日 胎内市         | 胎内市   |
| 中村浜             | 中村浜             | 中村浜                       | 中村浜                       | 中村浜                       | 中村浜                       | 中村浜                       | 中村浜                       | 築地村                     | 築地村                           | 築地村                       | 築地村                        | 築地村                         | 築地村                         | 築地村                         | 築地村                        | 築地村                         | 昭和42年1月1日 中条町に編入 | 平成17年9月1日 胎内市         | 胎内市   |
| 高野村新田         | 高野村新田         | 高野村新田                   | 高野村新田                   | 高野村新田                   | 高野村新田                   | 高野村新田                   | 高野村新田                   | 築地村                     | 築地村                           | 築地村                       | 築地村                        | 築地村                         | 築地村                         | 築地村                         | 築地村                        | 築地村                         | 昭和42年1月1日 中条町に編入 | 平成17年9月1日 胎内市         | 胎内市   |
| 北成田新田         | 北成田新田         | 北成田新田                   | 北成田新田                   | 北成田新田                   | 北成田新田                   | 北成田新田                   | 北成田新田                   | 堀切村                     | 堀切村                           | 明治34年11月1日 築地村に編入 | 築地村                        | 築地村                         | 築地村                         | 築地村                         | 築地村                        | 築地村                         | 昭和42年1月1日 中条町に編入 | 平成17年9月1日 胎内市         | 胎内市   |
| 宮川新田           | 宮川新田           | 宮川新田                     | 宮川新田                     | 宮川新田                     | 宮川新田                     | 宮川新田                     | 宮川新田                     | 堀切村                     | 堀切村                           | 明治34年11月1日 築地村に編入 | 築地村                        | 築地村                         | 築地村                         | 築地村                         | 築地村                        | 築地村                         | 昭和42年1月1日 中条町に編入 | 平成17年9月1日 胎内市         | 胎内市   |
| 竹島新田           | 竹島新田           | 竹島新田                     | 竹島新田                     | 竹島新田                     | 竹島新田                     | 竹島新田                     | 竹島新田                     | 堀切村                     | 堀切村                           | 明治34年11月1日 築地村に編入 | 築地村                        | 築地村                         | 築地村                         | 築地村                         | 築地村                        | 築地村                         | 昭和42年1月1日 中条町に編入 | 平成17年9月1日 胎内市         | 胎内市   |
| 苔実新田           | 苔実新田           | 苔実新田                     | 苔実新田                     | 苔実新田                     | 苔実新田                     | 苔実新田                     | 苔実新田                     | 堀切村                     | 堀切村                           | 明治34年11月1日 築地村に編入 | 築地村                        | 築地村                         | 築地村                         | 築地村                         | 築地村                        | 築地村                         | 昭和42年1月1日 中条町に編入 | 平成17年9月1日 胎内市         | 胎内市   |
| 中倉新田           | 中倉新田           | 中倉新田                     | 中倉新田                     | 中倉新田                     | 中倉新田                     | 中倉新田                     | 中倉新田                     | 堀切村                     | 堀切村                           | 明治34年11月1日 築地村に編入 | 築地村                        | 築地村                         | 築地村                         | 築地村                         | 築地村                        | 築地村                         | 昭和42年1月1日 中条町に編入 | 平成17年9月1日 胎内市         | 胎内市   |
| 高橋新田           | 高橋新田           | 高橋新田                     | 高橋新田                     | 高橋新田                     | 高橋新田                     | 高橋新田                     | 高橋新田                     | 堀切村                     | 堀切村                           | 明治34年11月1日 築地村に編入 | 築地村                        | 築地村                         | 築地村                         | 築地村                         | 築地村                        | 築地村                         | 昭和42年1月1日 中条町に編入 | 平成17年9月1日 胎内市         | 胎内市   |
| 堀口新田           | 堀口新田           | 堀口新田                     | 堀口新田                     | 堀口新田                     | 堀口新田                     | 堀口新田                     | 堀口新田                     | 堀切村                     | 堀切村                           | 明治34年11月1日 築地村に編入 | 築地村                        | 築地村                         | 築地村                         | 築地村                         | 築地村                        | 築地村                         | 昭和42年1月1日 中条町に編入 | 平成17年9月1日 胎内市         | 胎内市   |
| 弥彦岡新田         | 弥彦岡新田         | 弥彦岡新田                   | 弥彦岡新田                   | 弥彦岡新田                   | 弥彦岡新田                   | 弥彦岡新田                   | 弥彦岡新田                   | 堀切村                     | 堀切村                           | 明治34年11月1日 加治村に編入 | 加治村                        | 加治村                         | 昭和30年7月20日 加治川村       | 昭和30年10月20日 中条町に編入  | 昭和31年9月30日 中条町        | 昭和31年9月30日 中条町         | 中条町                      | 平成17年9月1日 胎内市         | 胎内市   |
| 塩津新田           | 塩津新田           | 塩津新田                     | 塩津新田                     | 塩津新田                     | 塩津新田                     | 塩津新田                     | 塩津新田                     | 堀切村                     | 堀切村                           | 明治34年11月1日 加治村に編入 | 加治村                        | 加治村                         | 昭和30年7月20日 加治川村       | 昭和30年10月20日 中条町に編入  | 昭和31年9月30日 中条町        | 昭和31年9月30日 中条町         | 中条町                      | 平成17年9月1日 胎内市         | 胎内市   |
| 城塚新田           | 城塚新田           | 城塚新田                     | 城塚新田                     | 城塚新田                     | 城塚新田                     | 城塚新田                     | 城塚新田                     | 堀切村                     | 堀切村                           | 明治34年11月1日 加治村に編入 | 加治村                        | 加治村                         | 昭和30年7月20日 加治川村       | 昭和30年10月20日 中条町に編入  | 昭和31年9月30日 中条町        | 昭和31年9月30日 中条町         | 中条町                      | 平成17年9月1日 胎内市         | 胎内市   |
| 中条町             | 中条町             | 中条町                       | 中条町                       | 明治9年 中条町               | 中条町                       | 中条町                       | 中条町                       | 中条町                     | 中条町                           | 明治34年11月1日 中条町       | 中条町                        | 中条町                         | 中条町                         | 中条町                         | 昭和31年9月30日 中条町        | 昭和31年9月30日 中条町         | 中条町                      | 平成17年9月1日 胎内市         | 胎内市   |
| 小荒川村           | 小荒川村           | 小荒川村                     | 小荒川村                     | 明治9年 中条町               | 中条町                       | 中条町                       | 中条町                       | 中条町                     | 中条町                           | 明治34年11月1日 中条町       | 中条町                        | 中条町                         | 中条町                         | 中条町                         | 昭和31年9月30日 中条町        | 昭和31年9月30日 中条町         | 中条町                      | 平成17年9月1日 胎内市         | 胎内市   |
| 柴橋村             | 柴橋村             | 柴橋村                       | 柴橋村                       | 柴橋村                       | 柴橋村                       | 柴橋村                       | 柴橋村                       | 柴橋村                     | 柴橋村                           | 明治34年11月1日 中条町       | 中条町                        | 中条町                         | 中条町                         | 中条町                         | 昭和31年9月30日 中条町        | 昭和31年9月30日 中条町         | 中条町                      | 平成17年9月1日 胎内市         | 胎内市   |
| 大塚村             | 大塚村             | 大塚村                       | 大塚村                       | 大塚村                       | 大塚村                       | 大塚村                       | 大塚村                       | 柴橋村                     | 柴橋村                           | 明治34年11月1日 中条町       | 中条町                        | 中条町                         | 中条町                         | 中条町                         | 昭和31年9月30日 中条町        | 昭和31年9月30日 中条町         | 中条町                      | 平成17年9月1日 胎内市         | 胎内市   |
| 八田新村新田       | 八田新村新田       | 八田新村新田                 | 八田新村新田                 | 八田新村新田                 | 八田新村新田                 | 八田新村新田                 | 明治19年 八田村              | 柴橋村                     | 柴橋村                           | 明治34年11月1日 中条町       | 中条町                        | 中条町                         | 中条町                         | 中条町                         | 昭和31年9月30日 中条町        | 昭和31年9月30日 中条町         | 中条町                      | 平成17年9月1日 胎内市         | 胎内市   |
| 猿田新村新田       | 猿田新村新田       | 猿田新村新田                 | 猿田新村新田                 | 猿田新村新田                 | 猿田新村新田                 | 猿田新村新田                 | 明治19年 八田村              | 柴橋村                     | 柴橋村                           | 明治34年11月1日 中条町       | 中条町                        | 中条町                         | 中条町                         | 中条町                         | 昭和31年9月30日 中条町        | 昭和31年9月30日 中条町         | 中条町                      | 平成17年9月1日 胎内市         | 胎内市   |
| 東川内村           | 東川内村           | 東川内村                     | 東川内村                     | 東川内村                     | 東川内村                     | 東川内村                     | 東川内村                     | 柴橋村                     | 柴橋村                           | 明治34年11月1日 中条町       | 中条町                        | 中条町                         | 中条町                         | 中条町                         | 昭和31年9月30日 中条町        | 昭和31年9月30日 中条町         | 中条町                      | 平成17年9月1日 胎内市         | 胎内市   |
| 草野村             | 草野村             | 草野村                       | 草野村                       | 草野村                       | 草野村                       | 草野村                       | 草野村                       | 柴橋村                     | 柴橋村                           | 明治34年11月1日 中条町       | 中条町                        | 中条町                         | 中条町                         | 中条町                         | 昭和31年9月30日 中条町        | 昭和31年9月30日 中条町         | 中条町                      | 平成17年9月1日 胎内市         | 胎内市   |
| 西川内村           | 西川内村           | 西川内村                     | 西川内村                     | 西川内村                     | 西川内村                     | 西川内村                     | 西川内村                     | 柴橋村                     | 柴橋村                           | 明治34年11月1日 中条町       | 中条町                        | 中条町                         | 中条町                         | 中条町                         | 昭和31年9月30日 中条町        | 昭和31年9月30日 中条町         | 中条町                      | 平成17年9月1日 胎内市         | 胎内市   |
| 新館村             | 新館村             | 新館村                       | 新館村                       | 新館村                       | 新館村                       | 新館村                       | 新館村                       | 柴橋村                     | 柴橋村                           | 明治34年11月1日 中条町       | 中条町                        | 中条町                         | 中条町                         | 中条町                         | 昭和31年9月30日 中条町        | 昭和31年9月30日 中条町         | 中条町                      | 平成17年9月1日 胎内市         | 胎内市   |
| 鷹巣村             | 鷹巣村             | 鷹巣村                       | 鷹巣村                       | 鷹巣村                       | 鷹巣村                       | 鷹巣村                       | 鷹巣村                       | 柴橋村                     | 柴橋村                           | 明治34年11月1日 中条町       | 中条町                        | 中条町                         | 中条町                         | 中条町                         | 昭和31年9月30日 中条町        | 昭和31年9月30日 中条町         | 中条町                      | 平成17年9月1日 胎内市         | 胎内市   |
| 船戸村             | 船戸村             | 船戸村                       | 船戸村                       | 船戸村                       | 船戸村                       | 船戸村                       | 船戸村                       | 柴橋村                     | 柴橋村                           | 明治34年11月1日 中条町       | 中条町                        | 中条町                         | 中条町                         | 中条町                         | 昭和31年9月30日 中条町        | 昭和31年9月30日 中条町         | 中条町                      | 平成17年9月1日 胎内市         | 胎内市   |
| 小船戸村           | 小船戸村           | 小船戸村                     | 小船戸村                     | 小船戸村                     | 小船戸村                     | 小船戸村                     | 小船戸村                     | 柴橋村                     | 柴橋村                           | 明治34年11月1日 中条町       | 中条町                        | 中条町                         | 中条町                         | 中条町                         | 昭和31年9月30日 中条町        | 昭和31年9月30日 中条町         | 中条町                      | 平成17年9月1日 胎内市         | 胎内市   |
| 上長橋村           | 上長橋村           | 上長橋村                     | 上長橋村                     | 上長橋村                     | 上長橋村                     | 上長橋村                     | 上長橋村                     | 柴橋村                     | 柴橋村                           | 明治34年11月1日 中条町       | 中条町                        | 中条町                         | 中条町                         | 中条町                         | 昭和31年9月30日 中条町        | 昭和31年9月30日 中条町         | 中条町                      | 平成17年9月1日 胎内市         | 胎内市   |
| 関沢村             | 関沢村             | 関沢村                       | 関沢村                       | 関沢村                       | 関沢村                       | 関沢村                       | 関沢村                       | 柴橋村                     | 柴橋村                           | 明治34年11月1日 中条町       | 中条町                        | 中条町                         | 中条町                         | 中条町                         | 昭和31年9月30日 中条町        | 昭和31年9月30日 中条町         | 中条町                      | 平成17年9月1日 胎内市         | 胎内市   |
| 寅田新村           | 寅田新村           | 寅田新村                     | 寅田新村                     | 寅田新村                     | 寅田新村                     | 寅田新村                     | 寅田新村                     | 柴橋村                     | 柴橋村                           | 明治34年11月1日 中条町       | 中条町                        | 中条町                         | 中条町                         | 中条町                         | 昭和31年9月30日 中条町        | 昭和31年9月30日 中条町         | 中条町                      | 平成17年9月1日 胎内市         | 胎内市   |
| 飯角村             | 飯角村             | 飯角村                       | 飯角村                       | 飯角村                       | 飯角村                       | 飯角村                       | 飯角村                       | 柴橋村                     | 柴橋村                           | 明治34年11月1日 中条町       | 中条町                        | 中条町                         | 中条町                         | 中条町                         | 昭和31年9月30日 中条町        | 昭和31年9月30日 中条町         | 中条町                      | 平成17年9月1日 胎内市         | 胎内市   |
| 半山村             | 半山村             | 半山村                       | 半山村                       | 半山村                       | 半山村                       | 半山村                       | 半山村                       | 柴橋村                     | 柴橋村                           | 明治34年11月1日 中条町       | 中条町                        | 中条町                         | 中条町                         | 中条町                         | 昭和31年9月30日 中条町        | 昭和31年9月30日 中条町         | 中条町                      | 平成17年9月1日 胎内市         | 胎内市   |
| 下長橋村           | 下長橋村           | 下長橋村                     | 下長橋村                     | 下長橋村                     | 下長橋村                     | 下長橋村                     | 下長橋村                     | 柴橋村                     | 柴橋村                           | 明治34年11月1日 中条町       | 中条町                        | 中条町                         | 中条町                         | 中条町                         | 昭和31年9月30日 中条町        | 昭和31年9月30日 中条町         | 中条町                      | 平成17年9月1日 胎内市         | 胎内市   |
| 西条村             | 西条村             | 西条村                       | 西条村                       | 西条村                       | 西条村                       | 西条村                       | 西条村                       | 本条村                     | 本条村                           | 明治34年11月1日 中条町       | 中条町                        | 中条町                         | 中条町                         | 中条町                         | 昭和31年9月30日 中条町        | 昭和31年9月30日 中条町         | 中条町                      | 平成17年9月1日 胎内市         | 胎内市   |
| 久保田村           | 久保田村           | 久保田村                     | 久保田村                     | 久保田村                     | 久保田村                     | 久保田村                     | 久保田村                     | 本条村                     | 本条村                           | 明治34年11月1日 中条町       | 中条町                        | 中条町                         | 中条町                         | 中条町                         | 昭和31年9月30日 中条町        | 昭和31年9月30日 中条町         | 中条町                      | 平成17年9月1日 胎内市         | 胎内市   |
| 本郷村             | 本郷村             | 本郷村                       | 本郷村                       | 本郷村                       | 本郷村                       | 本郷村                       | 本郷村                       | 本条村                     | 本条村                           | 明治34年11月1日 中条町       | 中条町                        | 中条町                         | 中条町                         | 中条町                         | 昭和31年9月30日 中条町        | 昭和31年9月30日 中条町         | 中条町                      | 平成17年9月1日 胎内市         | 胎内市   |
| 江上村             | 江上村             | 江上村                       | 江上村                       | 江上村                       | 江上村                       | 江上村                       | 江上村                       | 本条村                     | 本条村                           | 明治34年11月1日 中条町       | 中条町                        | 中条町                         | 中条町                         | 中条町                         | 昭和31年9月30日 中条町        | 昭和31年9月30日 中条町         | 中条町                      | 平成17年9月1日 胎内市         | 胎内市   |
| 並槻村             | 並槻村             | 並槻村                       | 並槻村                       | 並槻村                       | 並槻村                       | 並槻村                       | 並槻村                       | 本条村                     | 本条村                           | 明治34年11月1日 中条町       | 中条町                        | 中条町                         | 中条町                         | 中条町                         | 昭和31年9月30日 中条町        | 昭和31年9月30日 中条町         | 中条町                      | 平成17年9月1日 胎内市         | 胎内市   |
| 野中村             | 野中村             | 野中村                       | 野中村                       | 野中村                       | 野中村                       | 野中村                       | 野中村                       | 本条村                     | 本条村                           | 明治34年11月1日 中条町       | 中条町                        | 中条町                         | 中条町                         | 中条町                         | 昭和31年9月30日 中条町        | 昭和31年9月30日 中条町         | 中条町                      | 平成17年9月1日 胎内市         | 胎内市   |
| 羽黒村             | 羽黒村             | 羽黒村                       | 羽黒村                       | 羽黒村                       | 羽黒村                       | 羽黒村                       | 羽黒村                       | 本条村                     | 本条村                           | 明治34年11月1日 中条町       | 中条町                        | 中条町                         | 中条町                         | 中条町                         | 昭和31年9月30日 中条町        | 昭和31年9月30日 中条町         | 中条町                      | 平成17年9月1日 胎内市         | 胎内市   |
| 赤川村             | 赤川村             | 赤川村                       | 赤川村                       | 赤川村                       | 赤川村                       | 赤川村                       | 赤川村                       | 本条村                     | 本条村                           | 明治34年11月1日 中条町       | 中条町                        | 中条町                         | 中条町                         | 中条町                         | 昭和31年9月30日 中条町        | 昭和31年9月30日 中条町         | 中条町                      | 平成17年9月1日 胎内市         | 胎内市   |
| 加賀新村           | 加賀新村           | 加賀新村                     | 加賀新村                     | 加賀新村                     | 加賀新村                     | 加賀新村                     | 加賀新村                     | 本条村                     | 本条村                           | 明治34年11月1日 中条町       | 中条町                        | 中条町                         | 中条町                         | 中条町                         | 昭和31年9月30日 中条町        | 昭和31年9月30日 中条町         | 中条町                      | 平成17年9月1日 胎内市         | 胎内市   |
| 館腰村             | 館腰村             | 館腰村                       | 館腰村                       | 館腰村                       | 館腰村                       | 館腰村                       | 館腰村                       | 本条村                     | 本条村                           | 明治34年11月1日 中条町       | 中条町                        | 中条町                         | 中条町                         | 中条町                         | 昭和31年9月30日 中条町        | 昭和31年9月30日 中条町         | 中条町                      | 平成17年9月1日 胎内市         | 胎内市   |
| 乙村               | 乙村               | 乙村                         | 乙村                         | 乙村                         | 乙村                         | 明治18年 乙村                | 明治18年 乙村                | 乙村                       | 乙村                             | 明治34年11月1日 乙村         | 乙村                          | 乙村                           | 乙村                           | 乙村                           | 昭和31年9月30日 中条町        | 昭和31年9月30日 中条町         | 中条町                      | 平成17年9月1日 胎内市         | 胎内市   |
| 地蔵堂村           | 地蔵堂村           | 地蔵堂村                     | 地蔵堂村                     | 地蔵堂村                     | 地蔵堂村                     | 明治18年 乙村                | 明治18年 乙村                | 乙村                       | 乙村                             | 明治34年11月1日 乙村         | 乙村                          | 乙村                           | 乙村                           | 乙村                           | 昭和31年9月30日 中条町        | 昭和31年9月30日 中条町         | 中条町                      | 平成17年9月1日 胎内市         | 胎内市   |
| 松木新村           | 松木新村           | 松木新村                     | 松木新村                     | 松木新村                     | 松木新村                     | 明治18年 乙村                | 明治18年 乙村                | 乙村                       | 乙村                             | 明治34年11月1日 乙村         | 乙村                          | 乙村                           | 乙村                           | 乙村                           | 昭和31年9月30日 中条町        | 昭和31年9月30日 中条町         | 中条町                      | 平成17年9月1日 胎内市         | 胎内市   |
| 菅田村             | 菅田村             | 菅田村                       | 菅田村                       | 菅田村                       | 菅田村                       | 菅田村                       | 菅田村                       | 乙村                       | 乙村                             | 明治34年11月1日 乙村         | 乙村                          | 乙村                           | 乙村                           | 乙村                           | 昭和31年9月30日 中条町        | 昭和31年9月30日 中条町         | 中条町                      | 平成17年9月1日 胎内市         | 胎内市   |
| 富岡村             | 富岡村             | 富岡村                       | 富岡村                       | 富岡村                       | 富岡村                       | 富岡村                       | 富岡村                       | 乙村                       | 乙村                             | 明治34年11月1日 乙村         | 乙村                          | 乙村                           | 乙村                           | 乙村                           | 昭和31年9月30日 中条町        | 昭和31年9月30日 中条町         | 中条町                      | 平成17年9月1日 胎内市         | 胎内市   |
| 大出村             | 大出村             | 大出村                       | 大出村                       | 大出村                       | 大出村                       | 大出村                       | 大出村                       | 乙村                       | 乙村                             | 明治34年11月1日 乙村         | 乙村                          | 乙村                           | 乙村                           | 乙村                           | 昭和31年9月30日 中条町        | 昭和31年9月30日 中条町         | 中条町                      | 平成17年9月1日 胎内市         | 胎内市   |
| 荒井浜             | 荒井浜             | 荒井浜                       | 荒井浜                       | 荒井浜                       | 荒井浜                       | 荒井浜                       | 荒井浜                       | 乙村                       | 乙村                             | 明治34年11月1日 乙村         | 乙村                          | 乙村                           | 乙村                           | 乙村                           | 昭和31年9月30日 中条町        | 昭和31年9月30日 中条町         | 中条町                      | 平成17年9月1日 胎内市         | 胎内市   |
| 桃崎浜             | 桃崎浜             | 桃崎浜                       | 桃崎浜                       | 桃崎浜                       | 桃崎浜                       | 桃崎浜                       | 桃崎浜                       | 乙村                       | 乙村                             | 明治34年11月1日 乙村         | 乙村                          | 乙村                           | 乙村                           | 乙村                           | 昭和31年9月30日 中条町        | 昭和31年9月30日 中条町         | 中条町                      | 平成17年9月1日 胎内市         | 胎内市   |
| 小出新村           | 小出新村           | 小出新村                     | 小出新村                     | 小出新村                     | 小出新村                     | 小出新村                     | 小出新村                     | 乙村                       | 乙村                             | 明治34年11月1日 乙村         | 乙村                          | 乙村                           | 乙村                           | 乙村                           | 昭和31年9月30日 中条町        | 昭和31年9月30日 中条町         | 中条町                      | 平成17年9月1日 胎内市         | 胎内市   |
| 地本村             | 地本村             | 地本村                       | 地本村                       | 地本村                       | 地本村                       | 地本村                       | 地本村                       | 横田村                     | 横田村                           | 明治34年11月1日 乙村         | 乙村                          | 乙村                           | 乙村                           | 乙村                           | 昭和31年9月30日 中条町        | 昭和31年9月30日 中条町         | 中条町                      | 平成17年9月1日 胎内市         | 胎内市   |
| 江尻新村           | 江尻新村           | 江尻新村                     | 江尻新村                     | 江尻新村                     | 江尻新村                     | 江尻新村                     | 江尻新村                     | 横田村                     | 横田村                           | 明治34年11月1日 乙村         | 乙村                          | 乙村                           | 乙村                           | 乙村                           | 昭和31年9月30日 中条町        | 昭和31年9月30日 中条町         | 中条町                      | 平成17年9月1日 胎内市         | 胎内市   |
| 八幡新村           | 八幡新村           | 八幡新村                     | 八幡新村                     | 八幡新村                     | 八幡新村                     | 八幡新村                     | 八幡新村                     | 横田村                     | 横田村                           | 明治34年11月1日 乙村         | 乙村                          | 乙村                           | 乙村                           | 乙村                           | 昭和31年9月30日 中条町        | 昭和31年9月30日 中条町         | 中条町                      | 平成17年9月1日 胎内市         | 胎内市   |
| 古楯村             | 古楯村             | 古楯村                       | 古楯村                       | 古楯村                       | 古楯村                       | 古楯村                       | 古楯村                       | 横田村                     | 横田村                           | 明治34年11月1日 乙村         | 乙村                          | 乙村                           | 乙村                           | 乙村                           | 昭和31年9月30日 中条町        | 昭和31年9月30日 中条町         | 中条町                      | 平成17年9月1日 胎内市         | 胎内市   |
| 高野村             | 高野村             | 高野村                       | 高野村                       | 高野村                       | 高野村                       | 高野村                       | 高野村                       | 横田村                     | 横田村                           | 明治34年11月1日 乙村         | 乙村                          | 乙村                           | 乙村                           | 乙村                           | 昭和31年9月30日 中条町        | 昭和31年9月30日 中条町         | 中条町                      | 平成17年9月1日 胎内市         | 胎内市   |
| 横道村             | 横道村             | 横道村                       | 横道村                       | 横道村                       | 横道村                       | 横道村                       | 横道村                       | 横田村                     | 横田村                           | 明治34年11月1日 乙村         | 乙村                          | 乙村                           | 乙村                           | 乙村                           | 昭和31年9月30日 中条町        | 昭和31年9月30日 中条町         | 中条町                      | 平成17年9月1日 胎内市         | 胎内市   |
| 土作村             | 土作村             | 土作村                       | 土作村                       | 土作村                       | 土作村                       | 土作村                       | 土作村                       | 横田村                     | 横田村                           | 明治34年11月1日 乙村         | 乙村                          | 乙村                           | 乙村                           | 乙村                           | 昭和31年9月30日 中条町        | 昭和31年9月30日 中条町         | 中条町                      | 平成17年9月1日 胎内市         | 胎内市   |
| 平木田村           | 平木田村           | 平木田村                     | 平木田村                     | 平木田村                     | 平木田村                     | 平木田村                     | 平木田村                     | 横田村                     | 横田村                           | 明治34年11月1日 乙村         | 乙村                          | 乙村                           | 乙村                           | 乙村                           | 昭和31年9月30日 中条町        | 昭和31年9月30日 中条町         | 中条町                      | 平成17年9月1日 胎内市         | 胎内市   |
| 十二天村           | 十二天村           | 十二天村                     | 十二天村                     | 十二天村                     | 十二天村                     | 十二天村                     | 十二天村                     | 横田村                     | 横田村                           | 明治34年11月1日 乙村         | 乙村                          | 乙村                           | 乙村                           | 乙村                           | 昭和31年9月30日 中条町        | 昭和31年9月30日 中条町         | 中条町                      | 平成17年9月1日 胎内市         | 胎内市   |
| 山屋村             | 山屋村             | 山屋村                       | 山屋村                       | 山屋村                       | 山屋村                       | 山屋村                       | 山屋村                       | 横田村                     | 横田村                           | 明治34年11月1日 乙村         | 乙村                          | 乙村                           | 乙村                           | 乙村                           | 昭和31年9月30日 中条町        | 昭和31年9月30日 中条町         | 中条町                      | 平成17年9月1日 胎内市         | 胎内市   |
| 小地谷村           | 小地谷村           | 小地谷村                     | 小地谷村                     | 小地谷村                     | 小地谷村                     | 小地谷村                     | 小地谷村                     | 横田村                     | 横田村                           | 明治34年11月1日 乙村         | 乙村                          | 乙村                           | 乙村                           | 乙村                           | 昭和31年9月30日 中条町        | 昭和31年9月30日 中条町         | 中条町                      | 平成17年9月1日 胎内市         | 胎内市   |
| 伊徳寺村           | 伊徳寺村           | 伊徳寺村                     | 伊徳寺村                     | 伊徳寺村                     | 伊徳寺村                     | 伊徳寺村                     | 伊徳寺村                     | 横田村                     | 横田村                           | 明治34年11月1日 乙村         | 乙村                          | 乙村                           | 乙村                           | 乙村                           | 昭和31年9月30日 中条町        | 昭和31年9月30日 中条町         | 中条町                      | 平成17年9月1日 胎内市         | 胎内市   |
| 黒川町             | 黒川町             | 黒川町                       | 黒川町                       | 明治10年 黒川町              | 黒川町                       | 黒川町                       | 黒川町                       | 黒川村                     | 黒川村                           | 明治34年11月1日 黒川村       | 黒川村                        | 黒川村                         | 黒川村                         | 黒川村                         | 黒川村                        | 黒川村                         | 黒川村                      | 平成17年9月1日 胎内市         | 胎内市   |
| 入江端村           | 入江端村           | 入江端村                     | 入江端村                     | 明治10年 黒川町              | 黒川町                       | 黒川町                       | 黒川町                       | 黒川村                     | 黒川村                           | 明治34年11月1日 黒川村       | 黒川村                        | 黒川村                         | 黒川村                         | 黒川村                         | 黒川村                        | 黒川村                         | 黒川村                      | 平成17年9月1日 胎内市         | 胎内市   |
| 東牧村             | 東牧村             | 東牧村                       | 東牧村                       | 東牧村                       | 東牧村                       | 東牧村                       | 東牧村                       | 黒川村                     | 黒川村                           | 明治34年11月1日 黒川村       | 黒川村                        | 黒川村                         | 黒川村                         | 黒川村                         | 黒川村                        | 黒川村                         | 黒川村                      | 平成17年9月1日 胎内市         | 胎内市   |
| 赤谷村             | 赤谷村             | 赤谷村                       | 赤谷村                       | 赤谷村                       | 明治12年 改称 下赤谷村       | 明治12年 改称 下赤谷村       | 明治12年 改称 下赤谷村       | 黒川村                     | 黒川村                           | 明治34年11月1日 黒川村       | 黒川村                        | 黒川村                         | 黒川村                         | 黒川村                         | 黒川村                        | 黒川村                         | 黒川村                      | 平成17年9月1日 胎内市         | 胎内市   |
| 江端村             | 江端村             | 江端村                       | 江端村                       | 江端村                       | 明治12年 改称 下江端村       | 明治12年 改称 下江端村       | 明治12年 改称 下江端村       | 黒川村                     | 黒川村                           | 明治34年11月1日 黒川村       | 黒川村                        | 黒川村                         | 黒川村                         | 黒川村                         | 黒川村                        | 黒川村                         | 黒川村                      | 平成17年9月1日 胎内市         | 胎内市   |
| 館村               | 館村               | 館村                         | 館村                         | 館村                         | 明治12年 改称 下館村         | 明治12年 改称 下館村         | 明治12年 改称 下館村         | 黒川村                     | 黒川村                           | 明治34年11月1日 黒川村       | 黒川村                        | 黒川村                         | 黒川村                         | 黒川村                         | 黒川村                        | 黒川村                         | 黒川村                      | 平成17年9月1日 胎内市         | 胎内市   |
| 近江新村           | 近江新村           | 近江新村                     | 近江新村                     | 近江新村                     | 近江新村                     | 近江新村                     | 近江新村                     | 黒川村                     | 黒川村                           | 明治34年11月1日 黒川村       | 黒川村                        | 黒川村                         | 黒川村                         | 黒川村                         | 黒川村                        | 黒川村                         | 黒川村                      | 平成17年9月1日 胎内市         | 胎内市   |
| 切田村             | 切田村             | 切田村                       | 切田村                       | 切田村                       | 切田村                       | 切田村                       | 切田村                       | 黒川村                     | 黒川村                           | 明治34年11月1日 黒川村       | 黒川村                        | 黒川村                         | 黒川村                         | 黒川村                         | 黒川村                        | 黒川村                         | 黒川村                      | 平成17年9月1日 胎内市         | 胎内市   |
| 蔵王村             | 蔵王村             | 蔵王村                       | 蔵王村                       | 蔵王村                       | 蔵王村                       | 蔵王村                       | 蔵王村                       | 黒川村                     | 黒川村                           | 明治34年11月1日 黒川村       | 黒川村                        | 黒川村                         | 黒川村                         | 黒川村                         | 黒川村                        | 黒川村                         | 黒川村                      | 平成17年9月1日 胎内市         | 胎内市   |
| 塩沢村             | 塩沢村             | 塩沢村                       | 塩沢村                       | 塩沢村                       | 塩沢村                       | 塩沢村                       | 塩沢村                       | 黒川村                     | 黒川村                           | 明治34年11月1日 黒川村       | 黒川村                        | 黒川村                         | 黒川村                         | 黒川村                         | 黒川村                        | 黒川村                         | 黒川村                      | 平成17年9月1日 胎内市         | 胎内市   |
| 太田野原新田       | 太田野原新田       | 太田野原新田                 | 太田野原新田                 | 太田野原新田                 | 太田野原新田                 | 太田野原新田                 | 太田野原新田                 | 黒川村                     | 黒川村                           | 明治34年11月1日 黒川村       | 黒川村                        | 黒川村                         | 黒川村                         | 黒川村                         | 黒川村                        | 黒川村                         | 黒川村                      | 平成17年9月1日 胎内市         | 胎内市   |
| 坪穴村             | 坪穴村             | 坪穴村                       | 坪穴村                       | 明治10年 坪穴村              | 坪穴村                       | 坪穴村                       | 坪穴村                       | 坪江村                     | 坪江村                           | 明治34年11月1日 黒川村       | 黒川村                        | 黒川村                         | 黒川村                         | 黒川村                         | 黒川村                        | 黒川村                         | 黒川村                      | 平成17年9月1日 胎内市         | 胎内市   |
| 樫谷村             | 樫谷村             | 樫谷村                       | 樫谷村                       | 明治10年 坪穴村              | 坪穴村                       | 坪穴村                       | 坪穴村                       | 坪江村                     | 坪江村                           | 明治34年11月1日 黒川村       | 黒川村                        | 黒川村                         | 黒川村                         | 黒川村                         | 黒川村                        | 黒川村                         | 黒川村                      | 平成17年9月1日 胎内市         | 胎内市   |
| 栗木野新田         | 栗木野新田         | 栗木野新田                   | 栗木野新田                   | 栗木野新田                   | 栗木野新田                   | 栗木野新田                   | 栗木野新田                   | 坪江村                     | 坪江村                           | 明治34年11月1日 黒川村       | 黒川村                        | 黒川村                         | 黒川村                         | 黒川村                         | 黒川村                        | 黒川村                         | 黒川村                      | 平成17年9月1日 胎内市         | 胎内市   |
| 夏井村             | 夏井村             | 夏井村                       | 夏井村                       | 夏井村                       | 夏井村                       | 夏井村                       | 夏井村                       | 坪江村                     | 坪江村                           | 明治34年11月1日 黒川村       | 黒川村                        | 黒川村                         | 黒川村                         | 黒川村                         | 黒川村                        | 黒川村                         | 黒川村                      | 平成17年9月1日 胎内市         | 胎内市   |
| 持倉村             | 持倉村             | 持倉村                       | 持倉村                       | 持倉村                       | 持倉村                       | 持倉村                       | 持倉村                       | 坪江村                     | 坪江村                           | 明治34年11月1日 黒川村       | 黒川村                        | 黒川村                         | 黒川村                         | 黒川村                         | 黒川村                        | 黒川村                         | 黒川村                      | 平成17年9月1日 胎内市         | 胎内市   |
| 黒俣村             | 黒俣村             | 黒俣村                       | 黒俣村                       | 黒俣村                       | 黒俣村                       | 黒俣村                       | 黒俣村                       | 坪江村                     | 坪江村                           | 明治34年11月1日 黒川村       | 黒川村                        | 黒川村                         | 黒川村                         | 黒川村                         | 黒川村                        | 黒川村                         | 黒川村                      | 平成17年9月1日 胎内市         | 胎内市   |
| 大長谷村           | 大長谷村           | 大長谷村                     | 大長谷村                     | 大長谷村                     | 大長谷村                     | 大長谷村                     | 大長谷村                     | 坪江村                     | 坪江村                           | 明治34年11月1日 黒川村       | 黒川村                        | 黒川村                         | 黒川村                         | 黒川村                         | 黒川村                        | 黒川村                         | 黒川村                      | 平成17年9月1日 胎内市         | 胎内市   |
| 須巻村             | 須巻村             | 須巻村                       | 須巻村                       | 須巻村                       | 須巻村                       | 須巻村                       | 須巻村                       | 坪江村                     | 坪江村                           | 明治34年11月1日 黒川村       | 黒川村                        | 黒川村                         | 黒川村                         | 黒川村                         | 黒川村                        | 黒川村                         | 黒川村                      | 平成17年9月1日 胎内市         | 胎内市   |
| 鍬江村             | 鍬江村             | 鍬江村                       | 鍬江村                       | 鍬江村                       | 鍬江村                       | 鍬江村                       | 鍬江村                       | 坪江村                     | 坪江村                           | 明治34年11月1日 黒川村       | 黒川村                        | 黒川村                         | 黒川村                         | 黒川村                         | 黒川村                        | 黒川村                         | 黒川村                      | 平成17年9月1日 胎内市         | 胎内市   |
| 小長谷村           | 小長谷村           | 小長谷村                     | 小長谷村                     | 小長谷村                     | 小長谷村                     | 小長谷村                     | 小長谷村                     | 坪江村                     | 坪江村                           | 明治34年11月1日 黒川村       | 黒川村                        | 黒川村                         | 黒川村                         | 黒川村                         | 黒川村                        | 黒川村                         | 黒川村                      | 平成17年9月1日 胎内市         | 胎内市   |
| 荒沢村             | 荒沢村             | 荒沢村                       | 荒沢村                       | 荒沢村                       | 明治12年 改称 下荒沢村       | 明治12年 改称 下荒沢村       | 明治12年 改称 下荒沢村       | 坪江村                     | 坪江村                           | 明治34年11月1日 黒川村       | 黒川村                        | 黒川村                         | 黒川村                         | 黒川村                         | 黒川村                        | 黒川村                         | 黒川村                      | 平成17年9月1日 胎内市         | 胎内市   |
| 鼓岡村             | 鼓岡村             | 鼓岡村                       | 鼓岡村                       | 鼓岡村                       | 鼓岡村                       | 鼓岡村                       | 鼓岡村                       | 鼓坂村                     | 鼓坂村                           | 明治34年11月1日 黒川村       | 黒川村                        | 黒川村                         | 黒川村                         | 黒川村                         | 黒川村                        | 黒川村                         | 黒川村                      | 平成17年9月1日 胎内市         | 胎内市   |
| 坂井村             | 坂井村             | 坂井村                       | 坂井村                       | 坂井村                       | 坂井村                       | 坂井村                       | 明治20年 坂井村              | 鼓坂村                     | 鼓坂村                           | 明治34年11月1日 黒川村       | 黒川村                        | 黒川村                         | 黒川村                         | 黒川村                         | 黒川村                        | 黒川村                         | 黒川村                      | 平成17年9月1日 胎内市         | 胎内市   |
| 坂井新村新田       | 坂井新村新田       | 坂井新村新田                 | 坂井新村新田                 | 坂井新村新田                 | 坂井新村新田                 | 坂井新村新田                 | 明治20年 坂井村              | 鼓坂村                     | 鼓坂村                           | 明治34年11月1日 黒川村       | 黒川村                        | 黒川村                         | 黒川村                         | 黒川村                         | 黒川村                        | 黒川村                         | 黒川村                      | 平成17年9月1日 胎内市         | 胎内市   |
| 熱田坂村           | 熱田坂村           | 熱田坂村                     | 熱田坂村                     | 熱田坂村                     | 熱田坂村                     | 熱田坂村                     | 熱田坂村                     | 鼓坂村                     | 鼓坂村                           | 明治34年11月1日 黒川村       | 黒川村                        | 黒川村                         | 黒川村                         | 黒川村                         | 黒川村                        | 黒川村                         | 黒川村                      | 平成17年9月1日 胎内市         | 胎内市   |
| 宮久新田           | 宮久新田           | 宮久新田                     | 宮久新田                     | 宮久新田                     | 宮久新田                     | 宮久新田                     | 宮久新田                     | 鼓坂村                     | 鼓坂村                           | 明治34年11月1日 黒川村       | 黒川村                        | 黒川村                         | 黒川村                         | 黒川村                         | 黒川村                        | 黒川村                         | 黒川村                      | 平成17年9月1日 胎内市         | 胎内市   |

## 行政
- 歴代郡長

| 代 | 氏名 | 就任年月日               | 退任年月日                | 備考                   |
| -- | ---- | ------------------------ | ------------------------- | ---------------------- |
| 1  |      | 明治12年（1879年）4月9日 |                           |                        |
|    |      |                          | 大正15年（1926年）6月30日 | 郡役所廃止により、廃官 |

歴代郡長
| 代 | 氏名 | 就任年月日                | 退任年月日                | 備考                   |
| -- | ---- | ------------------------- | ------------------------- | ---------------------- |
| 1  |      | 明治12年（1879年）1月27日 |                           |                        |
|    |      |                           | 大正15年（1926年）6月30日 | 郡役所廃止により、廃官 |